# 台灣道路交通標誌

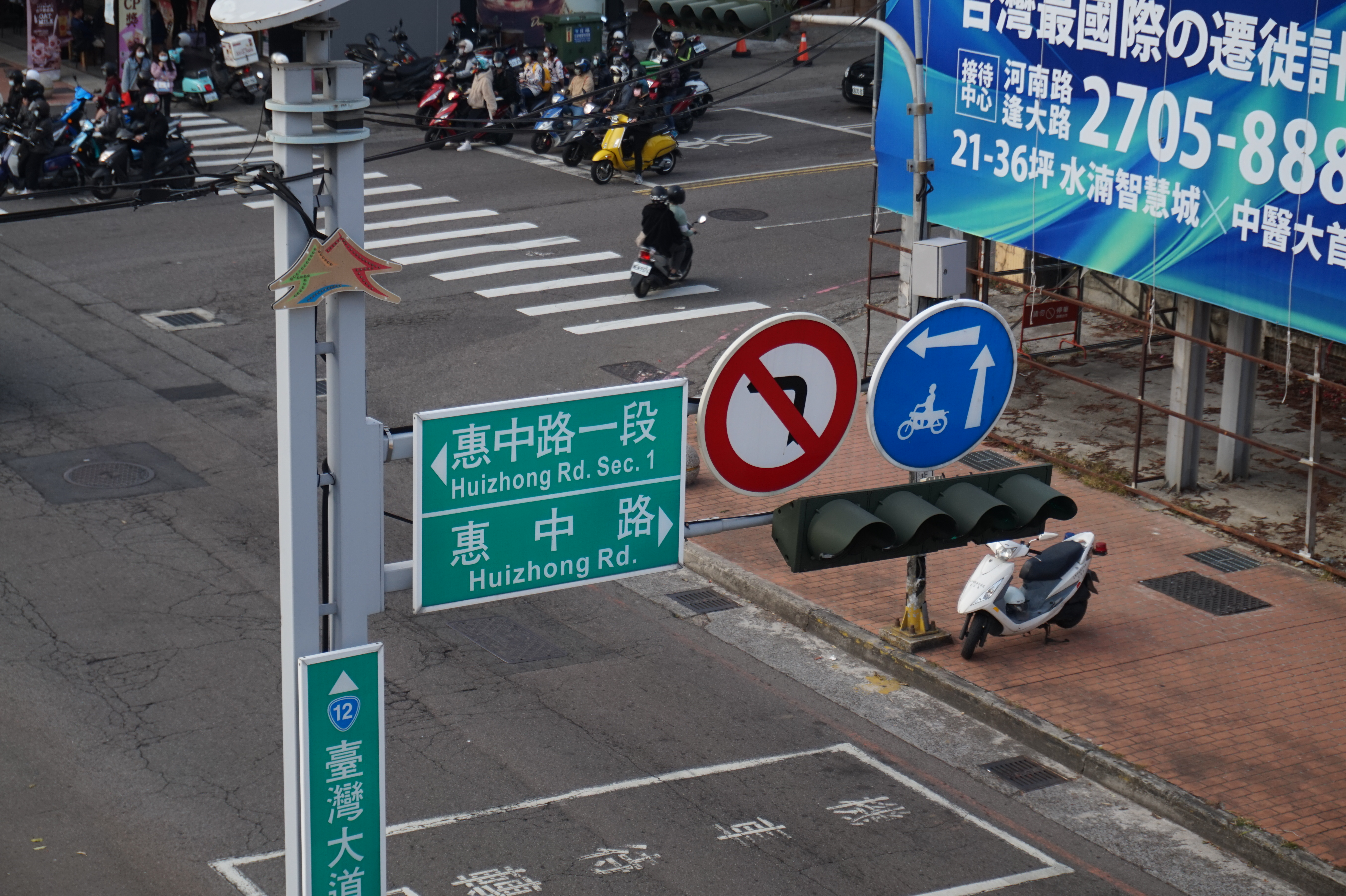
臺中市臺灣大道上的交通標誌，分別為禁18及遵20，表示慢車道車輛禁止左轉，而機慢車應以兩段式左轉。

台灣的道路交通標誌係依據《道路交通標誌標線號誌設置規則》第二章規定所設置。其設置由公路主管機關、市區道路主管機關及警察機關為之，以達成提供車輛駕駛人及行人有關道路路況之警告、禁制、指示等資訊，以便利行旅及促進交通安全的目的。其可以分為警告標誌、禁制標誌、指示標誌及輔助標誌四類。
而中華民國為維也納道路交通公約及維也納路標和信號公約的簽署國，因此道路交通標誌很大程度上受到這兩個公約的影響，同時也借鑒了許多歐洲、美國(例如施工標誌採取道路交通管理標誌統一守則的菱形設計)和日本(例如機慢車兩段左轉標誌)使用的交通標誌。
惟實務上，台灣標誌的設計並未嚴格遵循維也納道路交通公約及維也納路標和信號公約的規定，例如2024年制訂的行人優先區標誌即受到許多民間團體批評並未依照公約設計。另外，由於道路交通標誌標線號誌設置規則第137條授權主管機關視需要得設置各類告示牌，及指示標誌牌面標準欠缺明確規範，其規格、內容不一，導致各種不同的標誌設置在路上。

## 設計

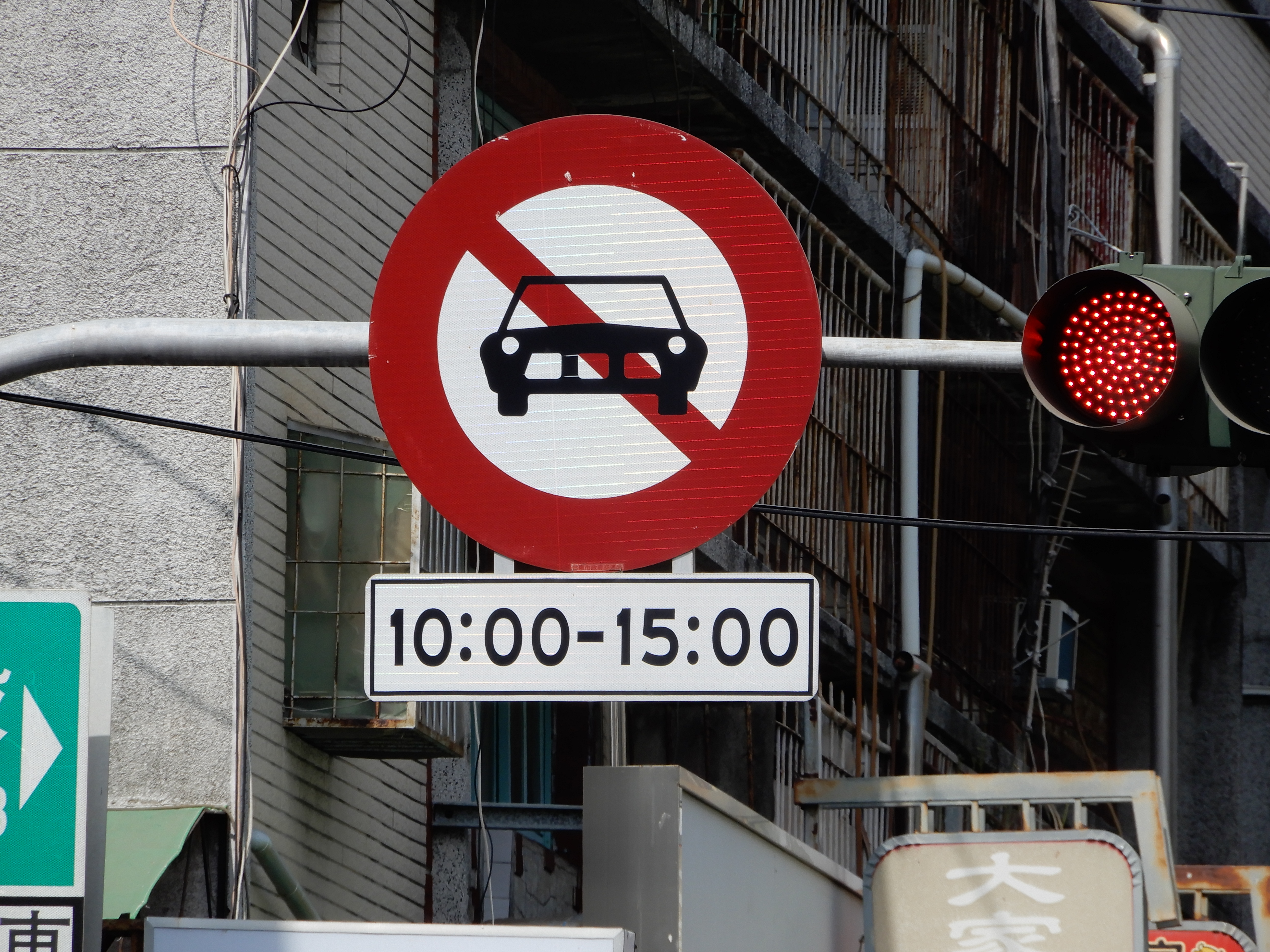
以反光材質製作之禁2標誌，表示10至15時禁止四輪以上汽車進入。

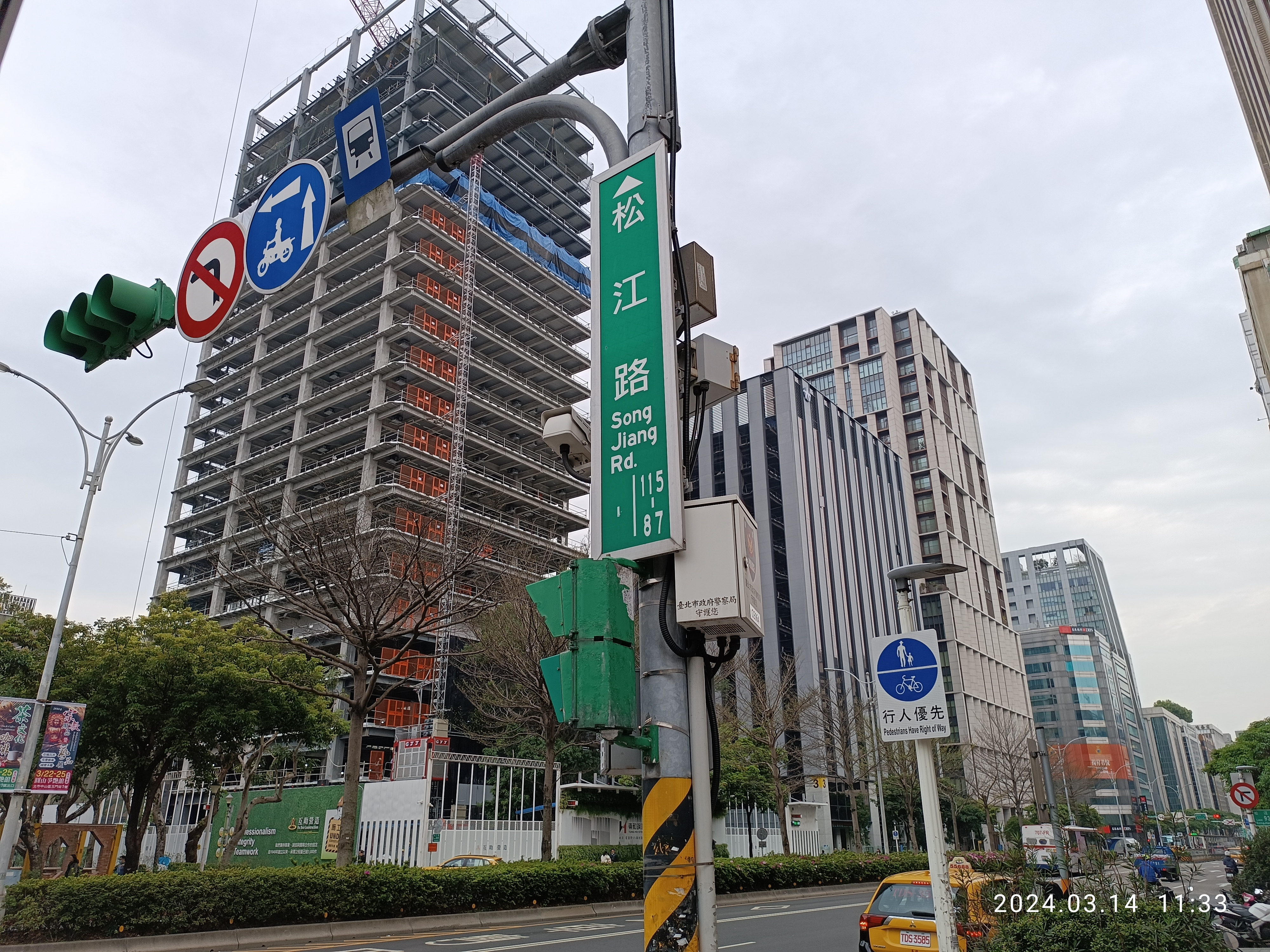
位於臺北市松江路具照明設備之標誌(禁18、遵20及指25.1)，由左至右分別為禁18、遵20、指53、指25.1、遵22-1及禁17。

### 形狀
- 警告標誌:正等邊三角形。
- 禁制標誌:圓形、倒等邊三角形(讓路標誌)、八角形(停車再開標誌)、交岔型(鐵路平交道標誌)。
- 指示標誌:方形、箭頭型(方向里程標誌)、梅花形(國道路線編號標誌)、盾形(省道路線編號標誌)。
- 輔助標誌:方形、菱形(施工標誌)。

### 尺寸
警告標誌的標準尺寸為90公分，邊緣7公分；圓形禁制標誌標準尺寸直徑為65公分、八角形禁制標誌之對角線為70公分，三角形禁制標誌之邊長為90公分。

### 顏色
標誌、標線、號誌所用顏色，依臺灣區塗料油漆工業同業公會民國七十六年審定之劃一編號為準。除黑色、白色及螢光黃綠色外，其餘各種顏色標準規定如下：
| 一、紅色：色樣第二五號   |
| 二、藍色：色樣第四七號   |
| 三、黃色：色樣第十八號   |
| 四、綠色：色樣第六號     |
| 五、橙色：色樣第六四號   |
| 六、棕色：色樣第五一號   |
| 七、磚紅色：色樣第二六號 |

1.紅色：表示禁制或警告，用於禁制或一般警告標誌之邊線、斜線或底色及禁制性質告示牌之底色。
2.黃色：表示警告，用於安全方向導引標誌及警告性質告示牌之底色。
3.橙色：表示施工、養護或交通受阻之警告，用於施工標誌或其他輔助標誌之底色。
4.藍色：表示遵行或公共服務設施之指示，用於省道路線編號標誌、遵行標誌或公共服務設施指示標誌之底色或邊線及服務設施指示性質告示牌之底色。
5.綠色：表示地名、路線、方向及里程等之行車指示，用於一般行車指示標誌及行車指示性質告示牌之底色。
6.棕色：表示觀光、文化設施之指示，用於觀光地區指示標誌、自行車路線指示標誌及自行車路線編號標誌之底色。
7.螢光黃綠色：用於替代路線指引標誌之底色。
8.螢光黃色：用於通學區起（終）點標誌之底色。
9.黑色：用於標誌之圖案或文字。
10.白色：用於標誌之底色、圖案或文字。

### 文字
- 方向:橫寫者由左至右書寫，直寫者由上至下，由右至左書寫。
- 語言:視需要加註英文，英文翻譯以標準地名譯寫準則及漢語拼音規定為之。而中英文並列時，中文置於英文之上。
- 大小:英文大寫字母高度為中文字高度二分之一，小寫字母之高度為中文字高度八分之三。
- 字體:中文字以國字方體為準，英文以Highway Gothic為準。

## 第二節 警告標誌

警1 右彎
警2 左彎
警3 連續彎路
警4 連續彎路
警5 險升坡
警6 險降坡
警7 狹路
警8 車道、路寬縮減
警9 車道、路寬縮減
警10 狹橋
警11 岔路
警12 岔路
警13 岔路
警14 岔路
警15 岔路
警16 岔路
警17 岔路
警18 岔路
警19 岔路
警20 匝道會車
警21 匝道會車
警22 分道行駛
警23 注意號誌
警24 注意圓環
警25 注意有柵門鐵路平交道
警26 無柵門鐵路平交道
警27 接近無柵門鐵路平交道1
警28 接近無柵門鐵路平交道2
警29 接近無柵門鐵路平交道3
警30 注意路面顛簸
警31 注意路面高突
警32 注意路面低窪
警33 注意路滑
警34 當心行人
警35 當心兒童
警36 當心身心障礙者
警37 當心動物
警38 當心台車
警39 當心自行車
警40 當心飛機
警41 當心隧道
警42 注意會車
警43 注意碼頭、堤岸
警44 注意右側斷崖
警45 注意左側斷崖
警46 注意右側落石
警47 注意左側落石
警48 注意強風
警49 小心慢行
警50 危險
警51 當心大眾捷運系統車輛
警52 測速取締

## 第三節 禁制標誌

### 遵行標誌

遵1 停車再開
遵2 讓路
遵3 檢查站
遵4 海關
遵5 收費站
遵6 地磅站
遵7 僅准直行
遵8 僅准右轉
遵9 僅准左轉
遵10 僅准左右轉
大貨車僅准右轉通行
遵11 車道僅准直行
遵12 車道僅准右轉
遵13 車道僅准左轉
遵14 車道僅准直行及右轉
遵15 車道僅准直行及左轉
遵16 單行道
遵17 單行道
遵18 靠右行駛
遵19 靠左行駛
遵20 機慢車兩段左轉
遵20.1 機慢車兩段右轉
遵21 圓環遵行方向
遵22 行人專用
遵22-1 行人及自行車專用
遵22-2 行人優先區起點
遵22-3 行人優先區終點
遵23 道路指定四輪以上汽車專行
遵23.1 道路指定四輪以上汽車及汽缸總排氣量550立方公分以上之大型重型機車專行
遵23.2 道路指定四輪以上汽車及大型重型機車專行
遵24 道路指定自行車及大型重型機車以外之機車專行
遵25 道路指定大客車專行
遵26 車道指定四輪以上汽車專行
遵26.1 車道指定四輪以上汽車及汽缸總排氣量550立方公分以上之大型重型機車專行
遵26.2 車道指定四輪以上汽車及大型重型機車專行
遵27 車道指定自行車及大型重型機車以外之機車專行
遵28 車道指定大客車專行
遵28.1 車道指定自行車專行
遵28.2 車道指定自行車專行
遵28.3 車道指定大眾捷運系統車輛專行
遵28.4 車道指定高乘載車輛專行
遵29 輪胎加鏈
遵30 按鳴喇叭
遵30-1 開亮頭燈
遵31 單線鐵路平交道
遵32 雙線以上線鐵路平交道
遵33 單線電化鐵路平交道
遵34 雙線以上電化鐵路平交道

### 禁止標誌

禁1 所有車輛禁止進入
禁2 禁止四輪以上汽車進入
禁2.1 禁止汽缸總排氣量550立方公分以上之大型重型機車進入
禁2.2 禁止大型重型機車進入
禁3 禁止大型重型機車以外之機車進入
禁3.1 禁止大客車進入
禁4 禁止大貨車及聯結車進入
禁5 禁止聯結車進入
禁6 禁止大客車、大貨車及聯結車進入
禁7 禁止空計程車進入
禁9 禁止三輪車進入
禁10 禁止自行車進入
禁11 禁止微型電動二輪車進入
禁12 禁止獸力車進入
禁13 禁止三輪車及獸力車進入
禁15 禁止四輪以上汽車及機車進入
禁16 車道禁止進入
禁17 禁止右轉
禁18 禁止左轉及迴車
禁19 禁止左右轉及迴車
禁20 禁止直行右轉
禁21 禁止直行左轉及迴車
禁止大型重型機車左轉及迴車
禁止大貨車左轉及迴車
禁止大客車左轉及迴車
禁22 禁止迴車
禁23 禁止超車
禁24 禁止行人通行
禁25 禁止停車
禁26 禁止臨時停車
禁27 禁止會車

### 限制標誌

限1 車輛總重限制
限2 車輛寬度限制
限3 車輛高度限制
限4 車輛長度限制
限4-1 行車安全距離限制
限5 最高速限
限6 最低速限

## 第四節 指示標誌

指0 觀光遊樂地區方向
指0.1 觀光遊樂地區行車方向
指0.2 觀光遊樂地區行車方向及距離
指0.3 觀光遊樂地區
體育館
運動場
棒球場
公園
露營場
動物園
指0.4 自行車路線
指0.5 自行車路線
指1 國道路線編號
指2 省道路線編號
指2 省道路線編號
指2 省道路線編號
指2 省道路線編號
指2.1 快速公路之省道路線編號
指3 市、縣道路線編號
指3.1 市、縣道路線編號
指3.2 市、縣道路線編號
指4 區、鄉道路線編號
指4.1 自行車路線編號
指7 指向東行
指8 指向南行
指9 指向西行
指10 指向北行
指11 直行方向
指12 左右轉方向
指13 右轉方向
指14 右轉方向
指15 左轉方向
指16 左轉方向
指17 直行後右轉
指18 直行後右轉
指19 直行後左轉
指20 直行後左轉
指21 行政區或地點
指21.1 行政區或地點
指22 行政區或地點
指22.1 地名方向指示
指22.2 地名方向指示
指22.3 地名方向指示
指22.4 地名方向指示
指22.5 地名方向指示
指22.6 地名方向指示
指23 地點及里程
指23.1 地點及里程
指23.2 地點及里程
指24 地點方向及里程
指24.1 地點方向及里程
指25 相交道路之名稱
指25.1 相交道路之名稱
指26 爬坡車道預告
指27 慢速車靠右
指28 大型車靠右
指29 通達地點行駛車道
指29 通達地點行駛車道
指30 高速公路指引
指30.1 高速公路指引
指30.2 快速公路指引
指31 高 (快) 速公路出口地點預告
指32 高 (快) 速公路出口地點預告
指33 高 (快) 速公路出口地點預告
指33.1 高 (快) 速公路出口地點預告
指33.2 高 (快) 速公路出口地點預告
指33-1 出口距離
指33-1.1 出口距離
指33-1.2 出口距離
指33-2.1 高乘載車道起點預告
指33-2.2 高乘載車道起點預告
指33-2.3 高乘載車道起點預告
指33-3.1 高乘載車道終點預告
指33-3.2 高乘載車道終點
指34 高速公路出口處數
指35 高速公路出口處街名及里程
指36 高（快）速公路交流道名稱
指36設置圖例
指36設置圖例
指37 交流道出口
指37設置圖例
指38 服務區預告
指39 服務區進口
指40 休息站預告
指41 休息站進口
指42 前有收費站
指43 路況廣播
指44 里程碑
指45 里程牌
指46 公共停車場
指47 公共停車場
指48 可停放五十輛以上小型車公共停車場方向及里程
指48.1 可停放五十輛以上小型車公共停車場方向及里程
指49 身心障礙者專用停車位
指52 拖吊放置場距離
指53 捷運車站
指53.1 航空站
指53.2 港埠
指53.3 鐵路車站
指53.4 高速鐵路車站
指53.5 公路汽車客運車站或轉運站
指53-5.1 纜車站
指53-5.2 運具共用場站
指53-5.3 場站種類及名稱
指53-1 政府機關（構）
指54 人行天橋
指55 人行地下道
指56 救護站
指57 修理站
指58 加油站
指58-1 加氣站
指58-2 充電站
指58-3 電動汽車充電站
指58-4 電動機車充電站
指58-5 電動機車換電站
指59 緊急電話
指60 渡口
指61 餐旅服務
指62 學校
指63 醫院
指64 避車彎
指65 此路不通
指66 迴轉道
指67 繞道行駛
指67 繞道行駛
指67 繞道行駛
指68 道路通阻指示
指69 替代路線指引1
指69.1 替代路線指引2
指69.2 替代路線指引3
指69.3 替代路線指引4

## 第五節 輔助標誌

輔1 車道預告
輔2 安全方向導引
輔2 安全方向導引，設於丁字路口
輔2 安全方向導引，設於直角彎道
輔2 安全方向導引，設於直角彎道
輔3 調撥車道路段之分向限制線
警告性質告示牌
禁制性質告示牌
行車指示性質告示牌
服務設施指示性質告示牌
通學區起點
通學區終點
車輛故障標誌

### 拒馬

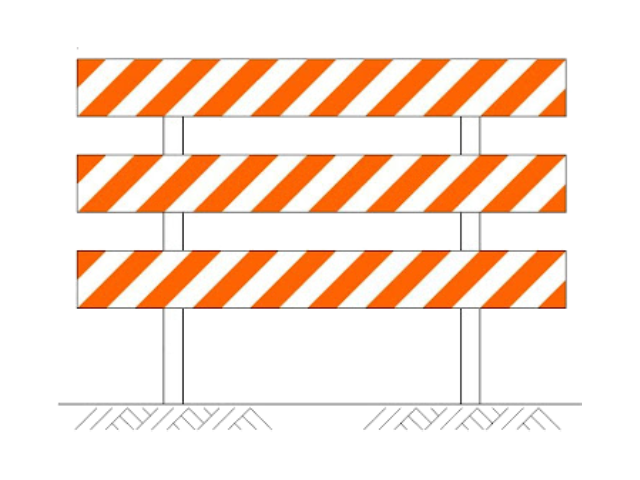
固定型拒馬
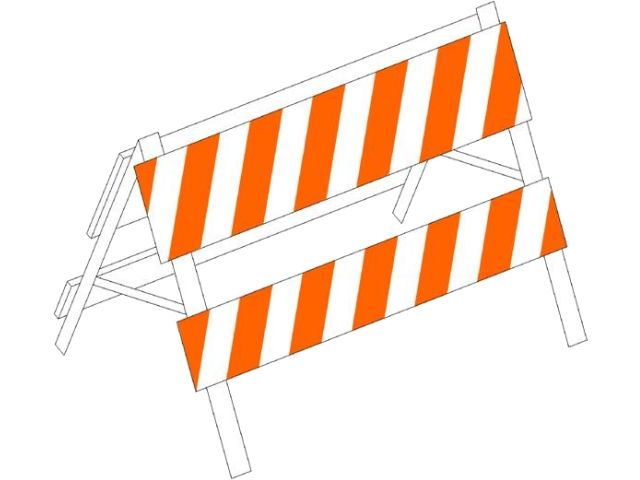
活動型拒馬
拒1 道路施工
拒2 車輛慢行
拒3 道路封閉
拒4 車輛改道
拒5 交通管制
拒6 車輛向左改道
拒7 車輛向右改道

### 施工標誌

施1 前方道路施工
施2 前方道路施工
施3 道路施工
施4 前方道路封閉
施5 前方道路封閉
施6 道路封閉
施7 前方左道封閉
施8 前方左道封閉
施9 左道封閉
施10 前方右道封閉
施11 前方右道封閉
施12 右道封閉
施13 前方中間車道封閉
施14 前方中間車道封閉
施15 中間車道封閉
施16 前方道路封閉
施17 前方道路封閉
施18 向左改道行駛
施19 向右改道行駛
施20 單線行車

## 附牌

警3、4附牌 連續急彎之里程
警5、6附牌 險坡升或降，及其坡度、長度
警7附牌 狹路長度
警8、9附牌 車道或路寬將縮減距離
警21附牌 來車方向
警49附牌 慢行英文或原因
遵1附牌 停車再開英文
遵2附牌 讓路英文
遵18、19附牌 靠右（左）行駛
遵20附牌 機慢車兩段左（右）轉
遵22-1附牌 行人優先
禁25附牌 禁止停車時間及區間
禁27附牌 禁止交會
禁27附牌 禁止交會事項說明
指46、47附牌 停車場收費方式
指46、47附牌 停車場方向指示
指46、47附牌 停車場車種
指46、47附牌 停車場車種
指46、47附牌 停車場收費時間
指62附牌 學校英文
指63附牌 醫院英文
指63附牌 醫院方向及距離
通學區標誌附牌 上課日之上下學時段

## 已刪除標誌
以下列出曾經在法規內，但現行法規已刪除之標誌。
| 編號  | 名稱                        | 條文 |
| ----- | --------------------------- | ---- |
| 禁 8  | 禁止板車進入 (刪除)         | 73   |
| 禁 14 | 禁止三輪車及板車進入 (刪除) | 73   |
| 指 5  | 省（市）界標誌 (刪除)       | 91   |
| 指 6  | 縣（市）界標誌 (刪除)       | 92   |

禁8 禁止板車進入
禁14 禁止三輪車及板車進入
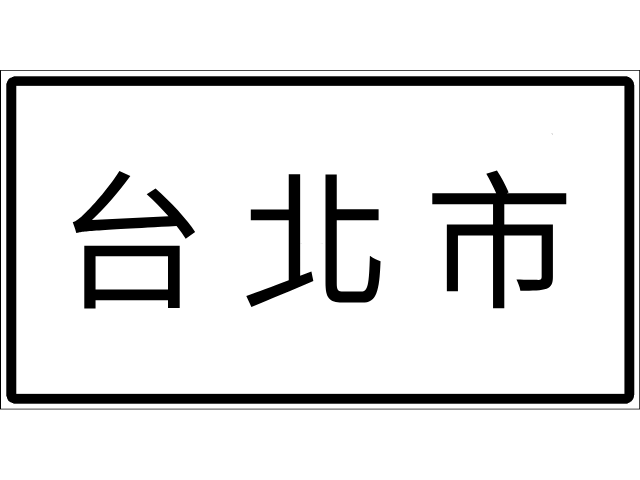
指5 省（市）界標誌
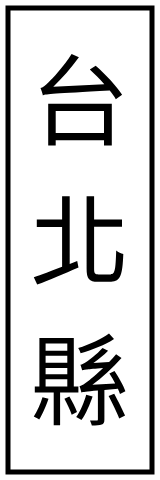
指6 縣（市）界標誌

## 圖集

### 警告標誌

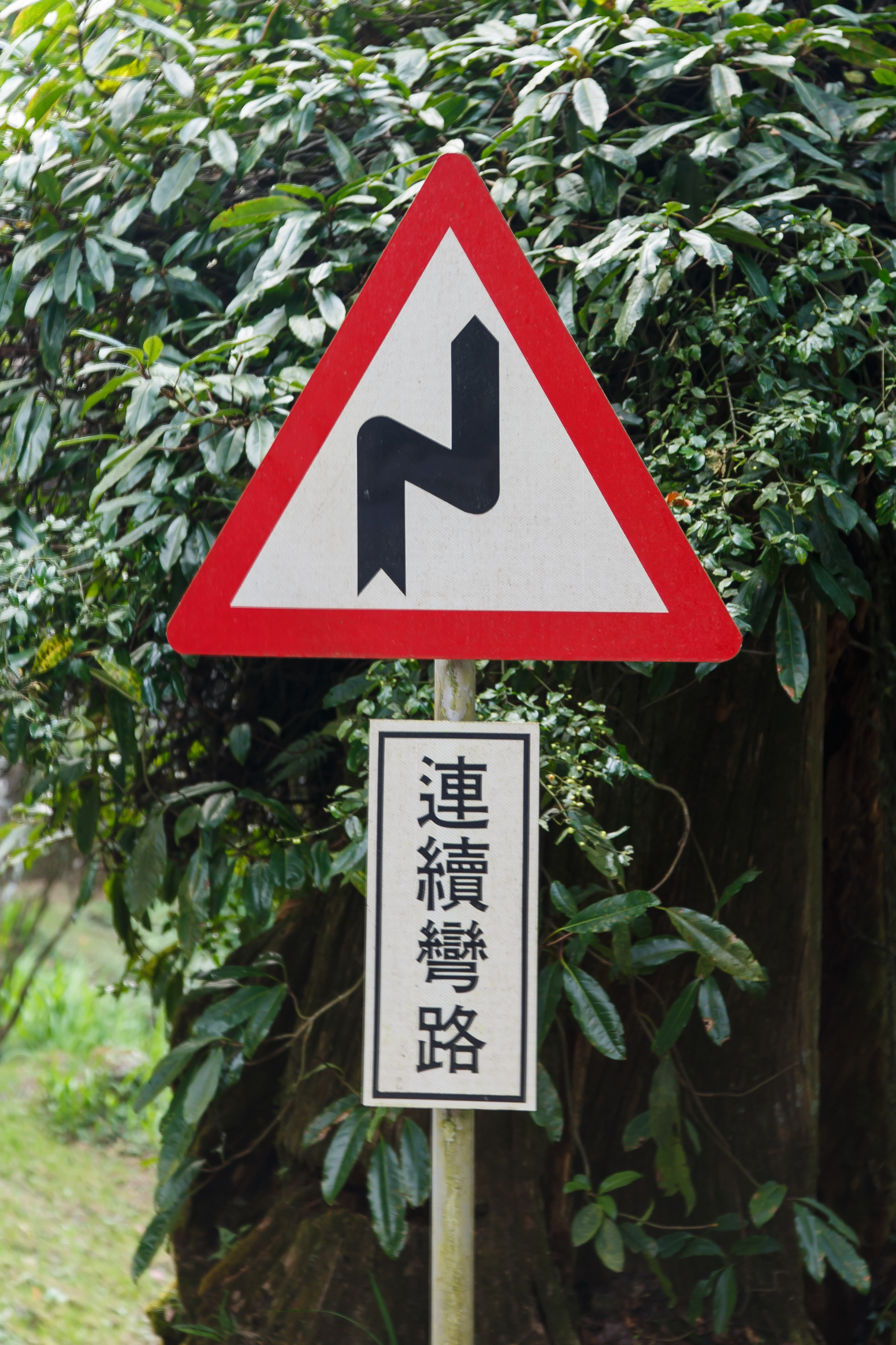
連續彎路先向右(警3)
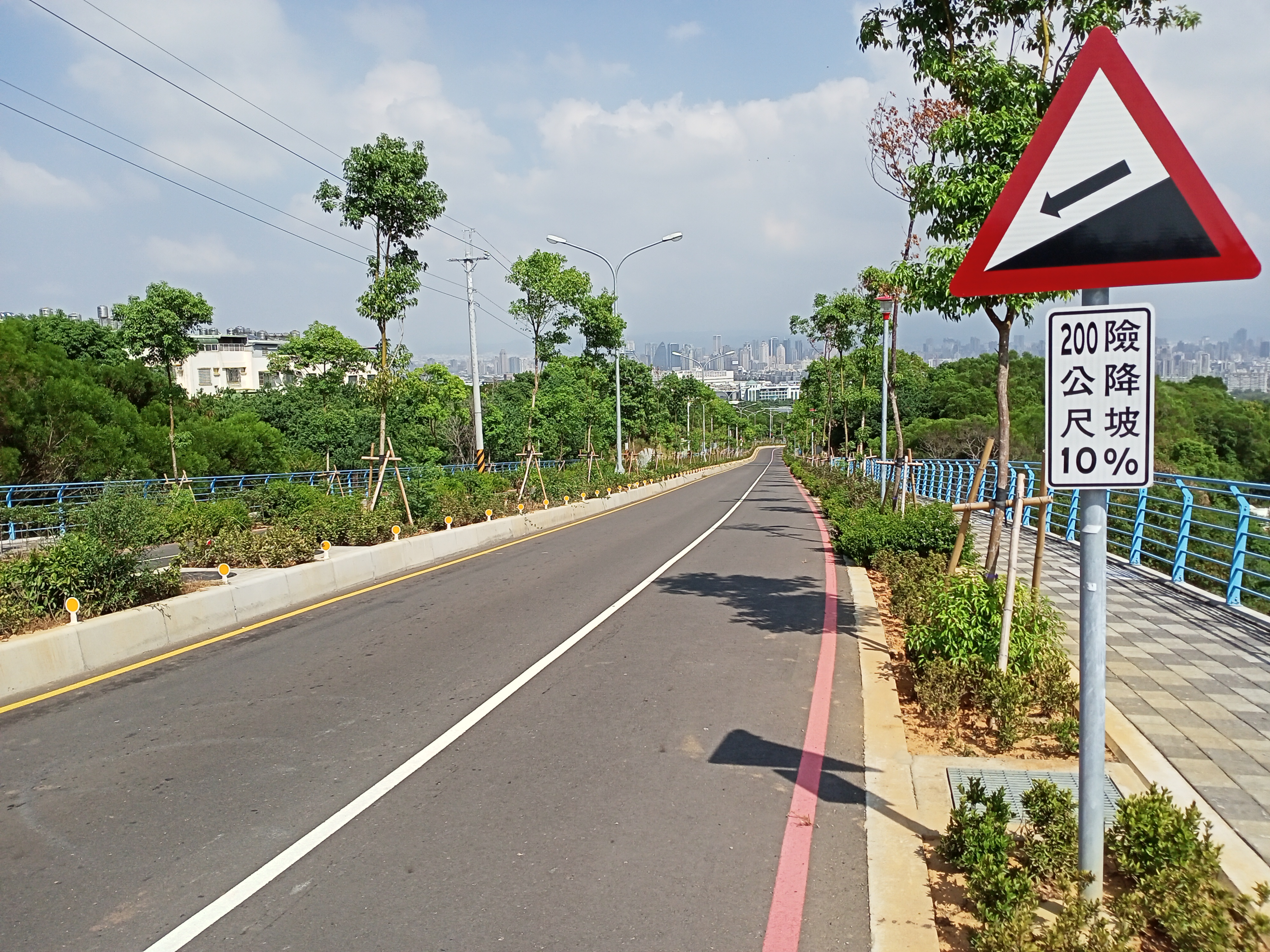
險降坡10%持續200公尺(警6)
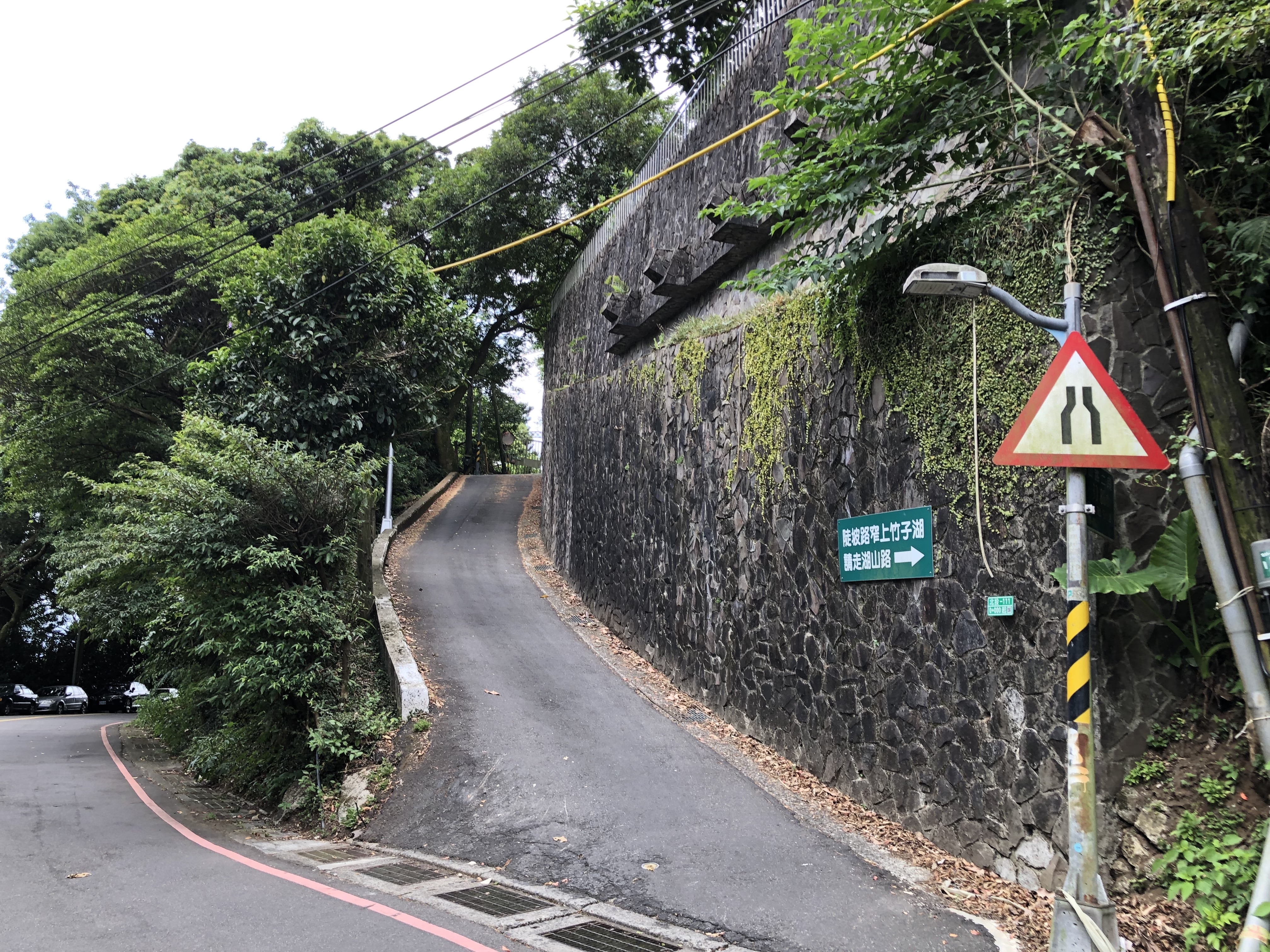
狹路(警7)
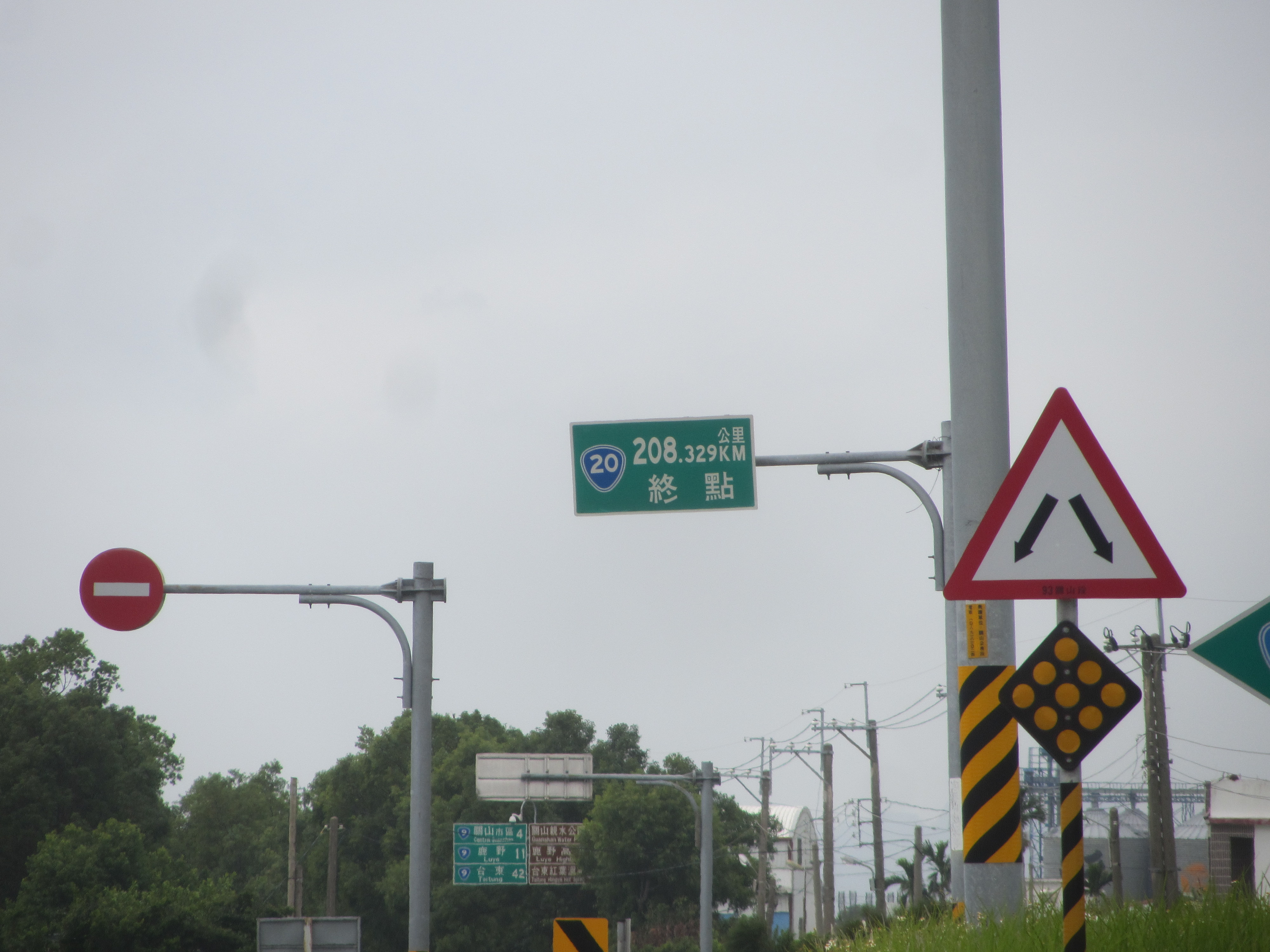
分道行駛(警22)
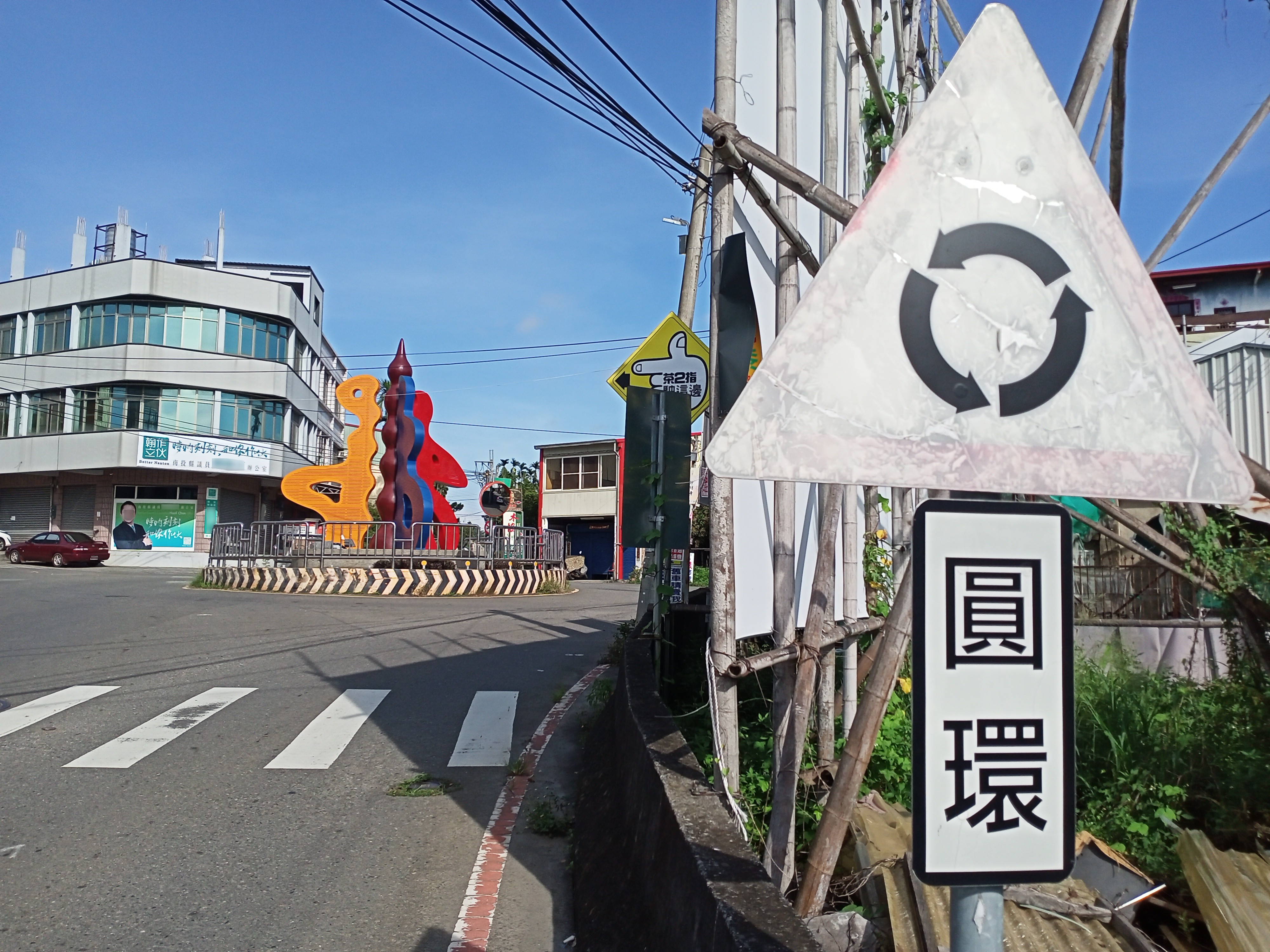
注意圓環(警24)
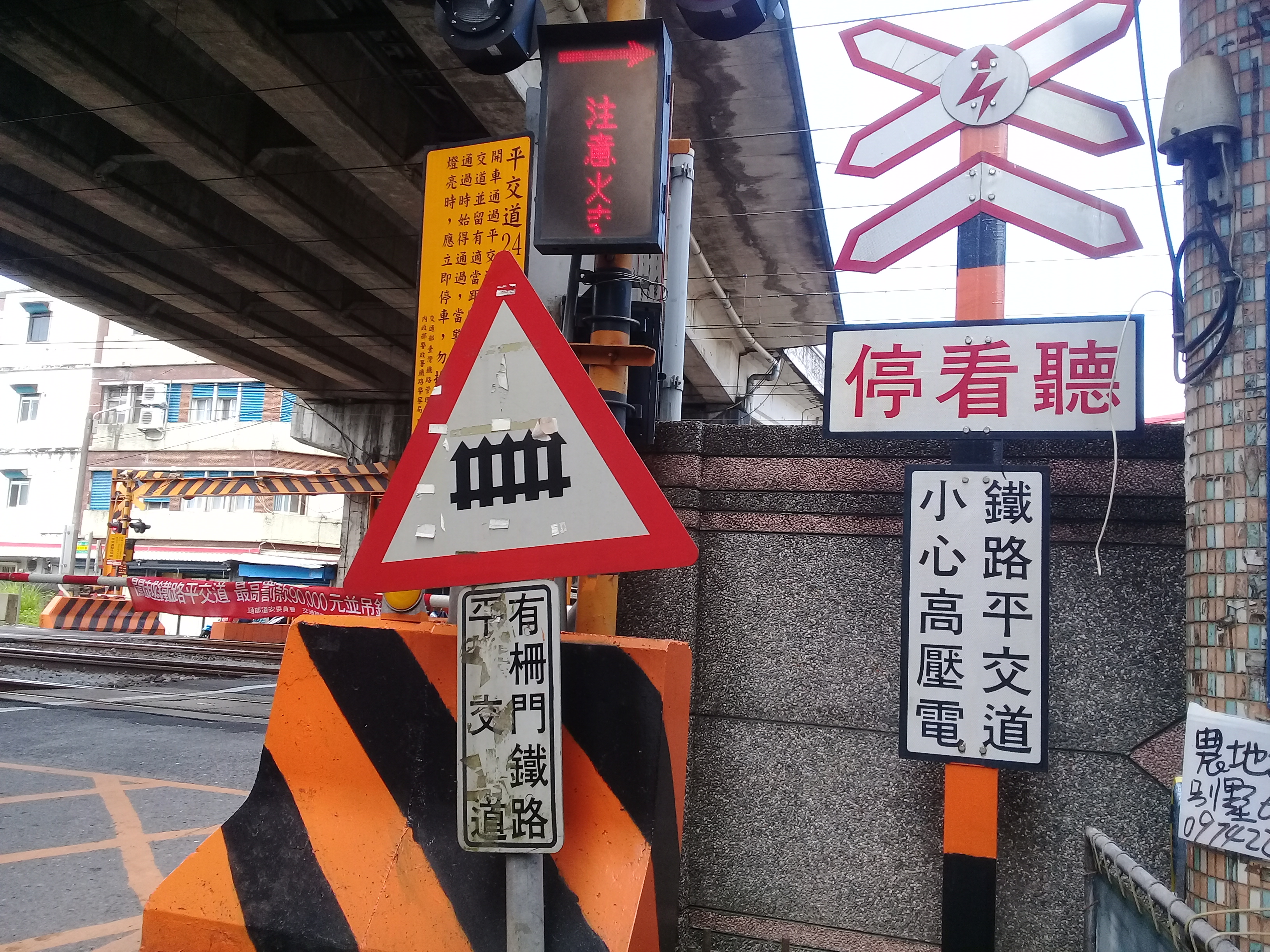
注意有柵門鐵路平交道(警25)
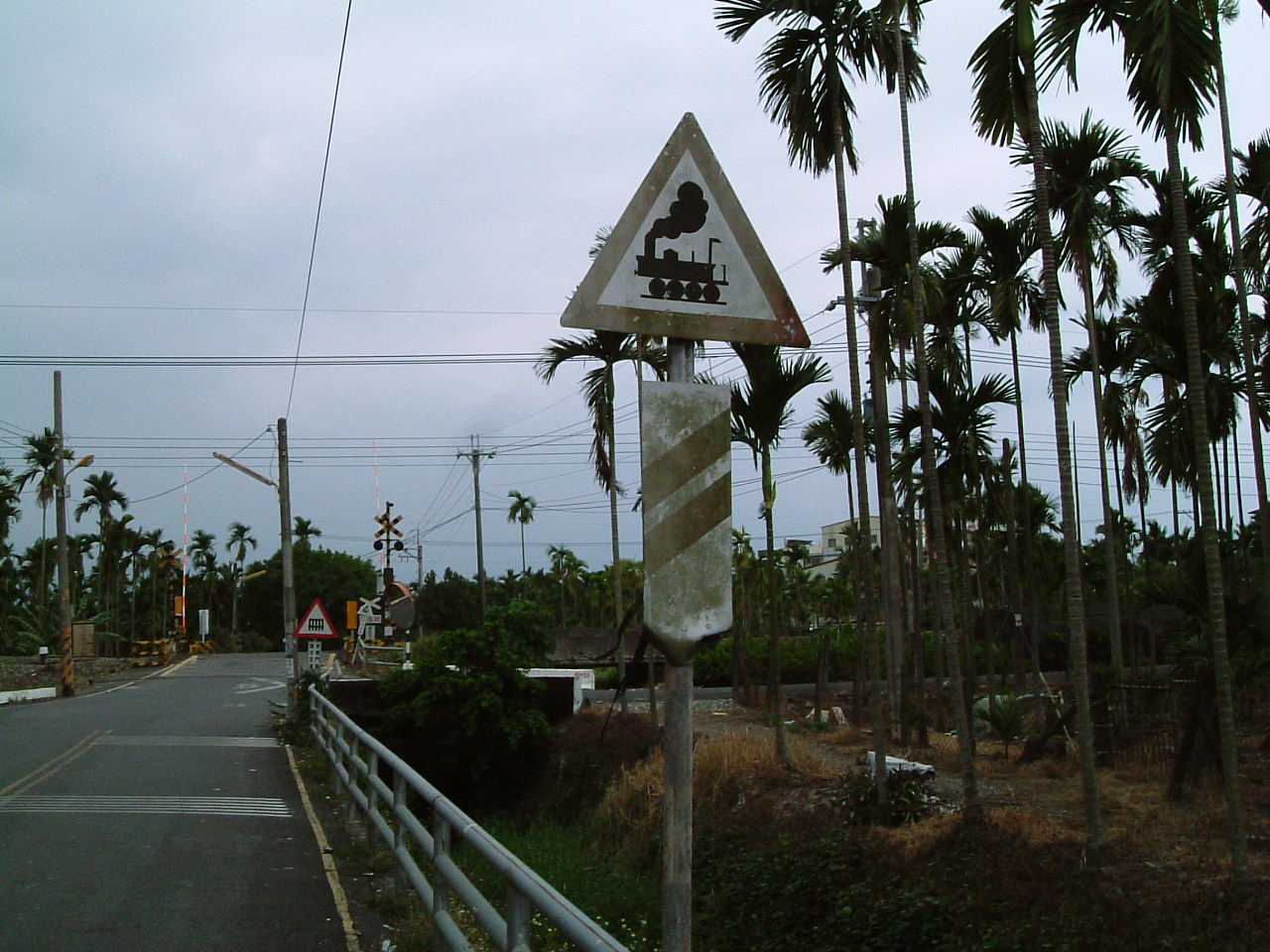
注意無柵門鐵路平交道(警28)
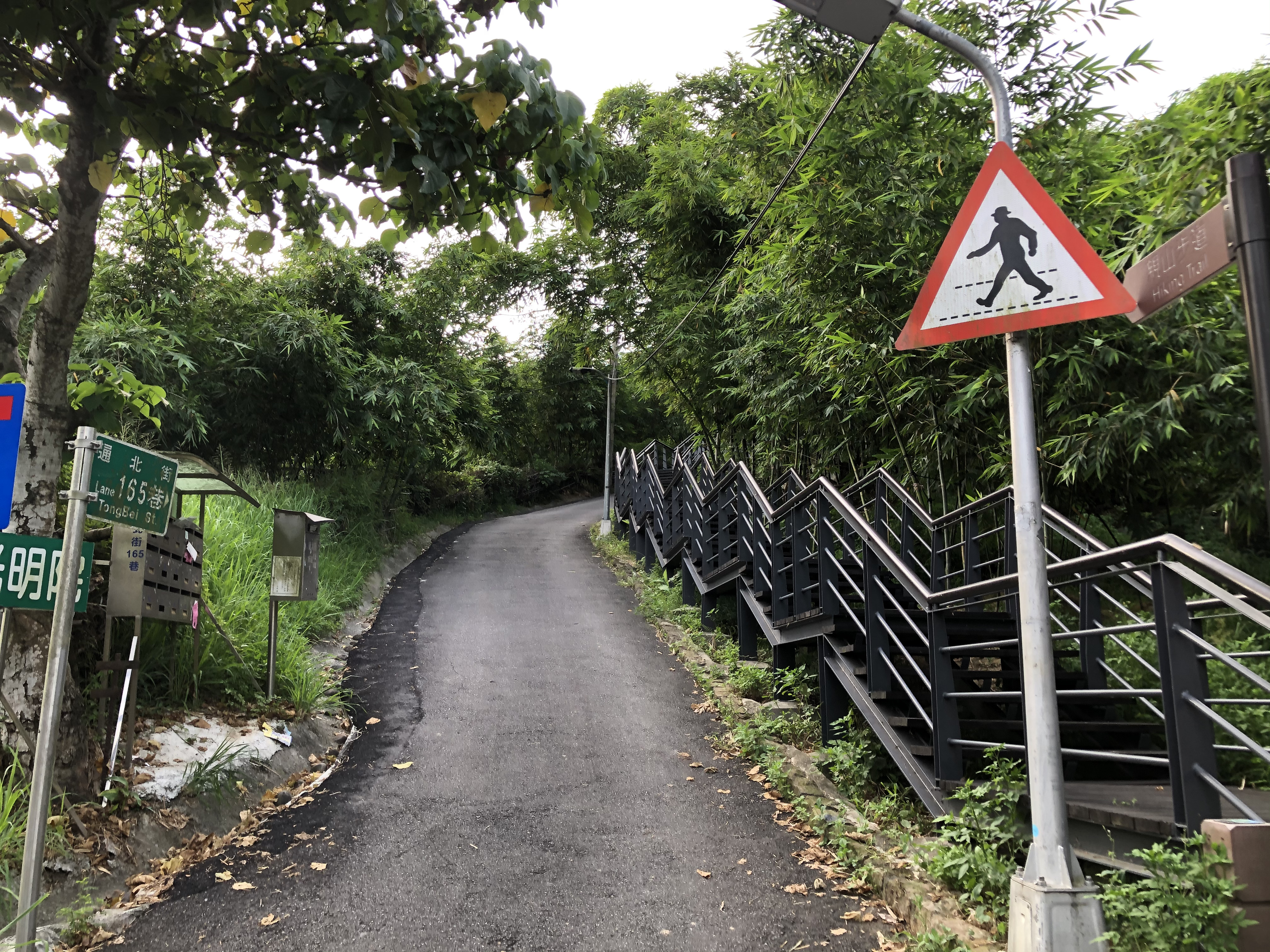
當心行人(警34)
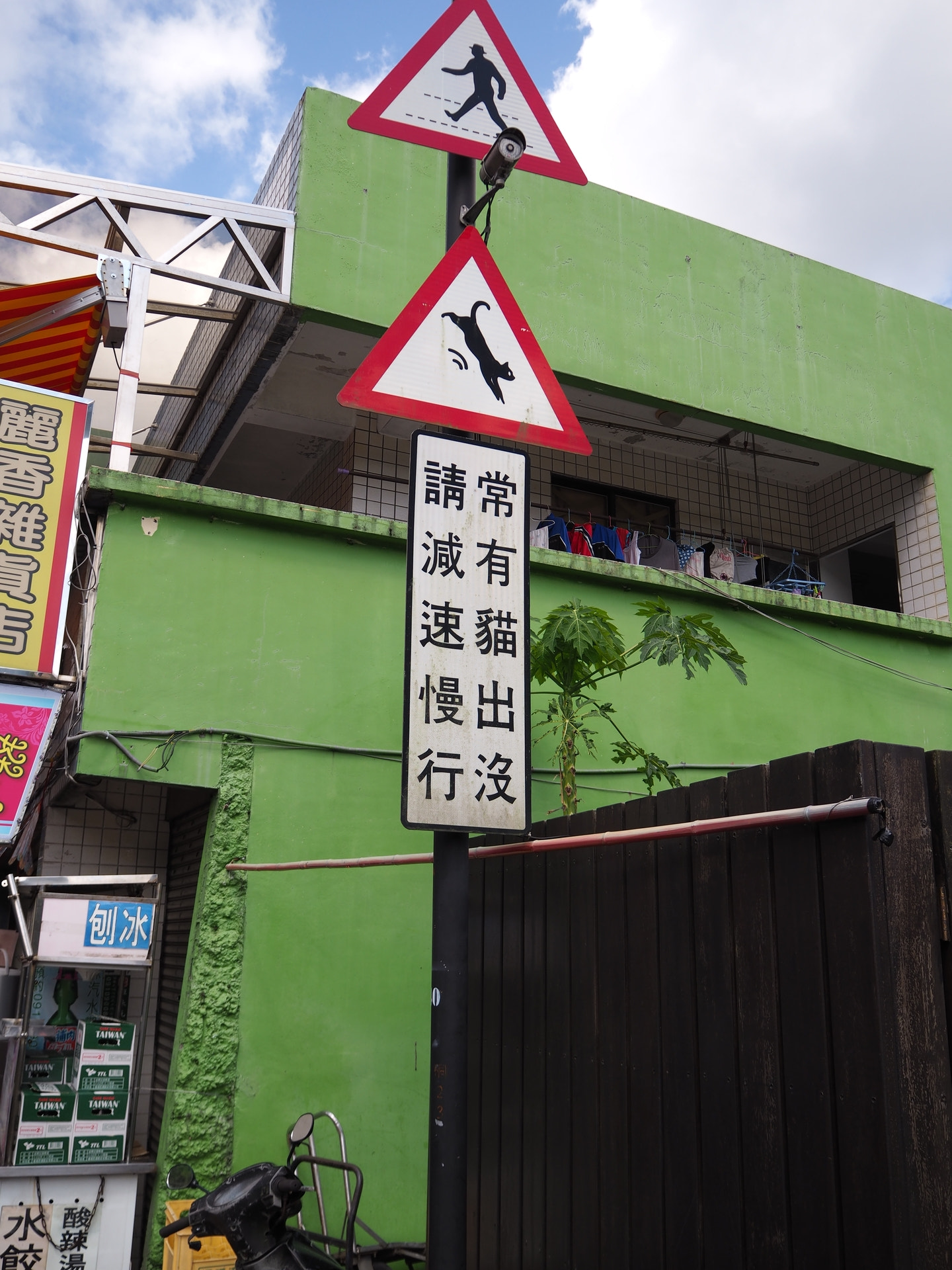
當心行人(警34)及當心動物-貓(警37)
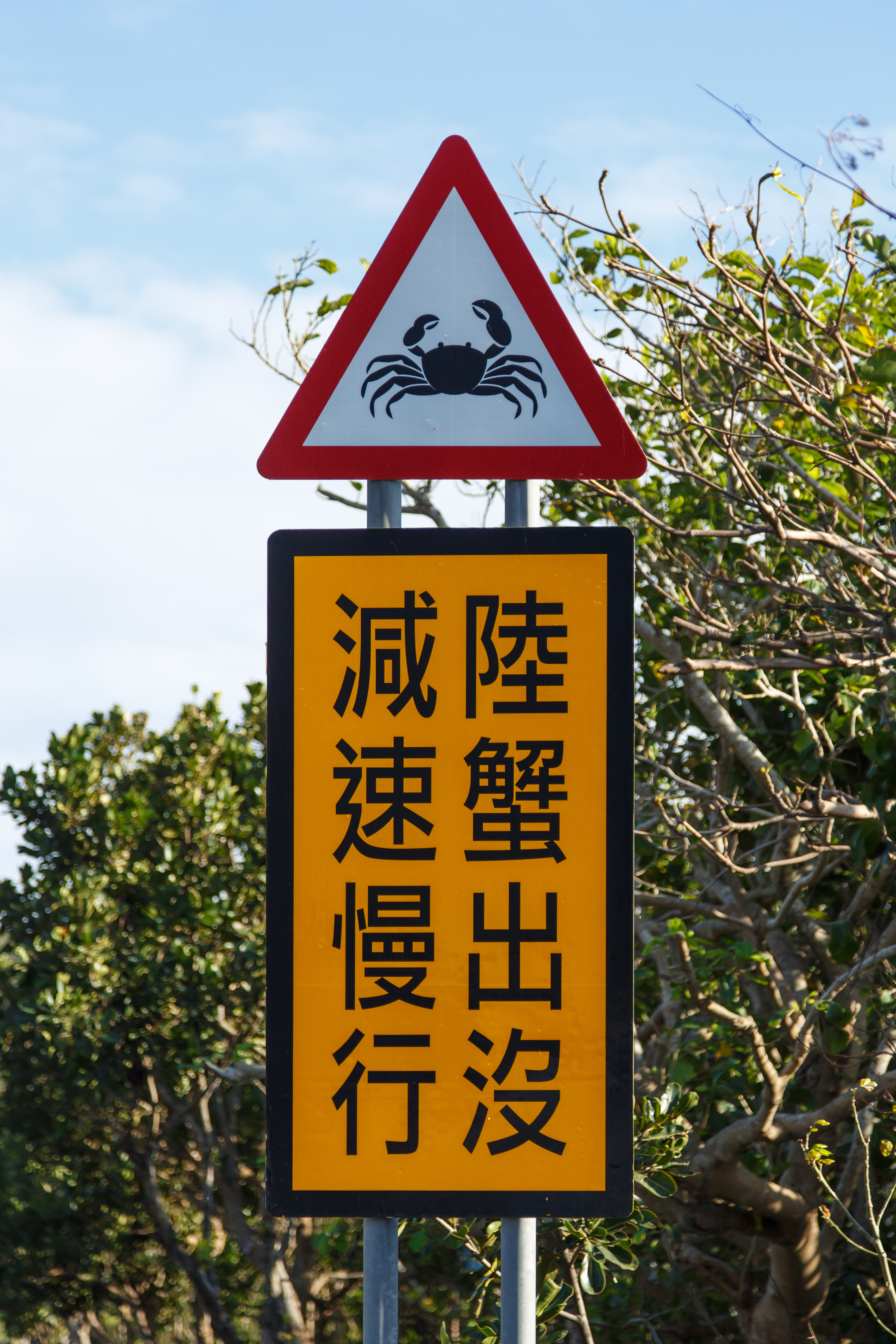
當心動物-陸蟹(警37)
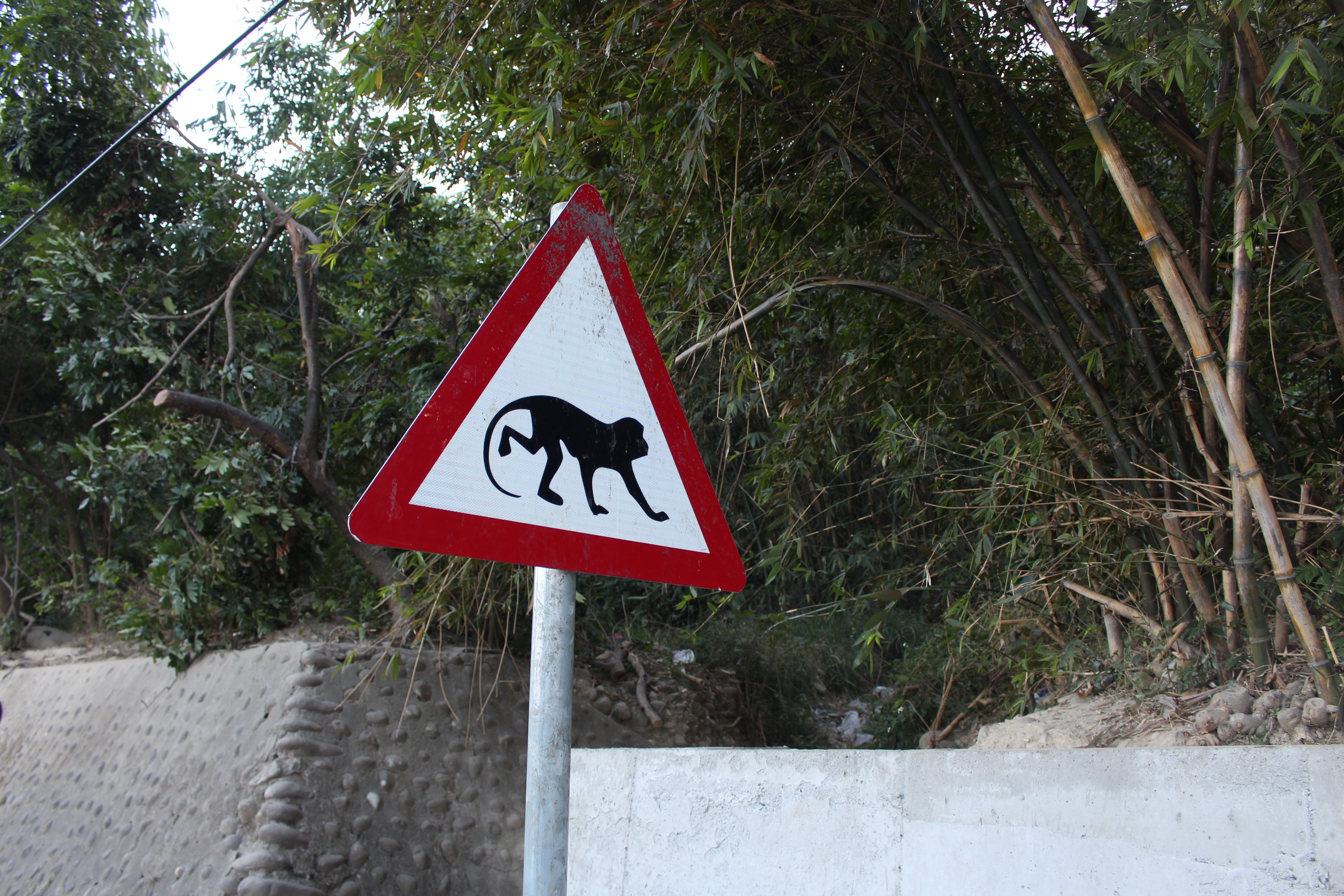
當心動物-獼猴(警37)
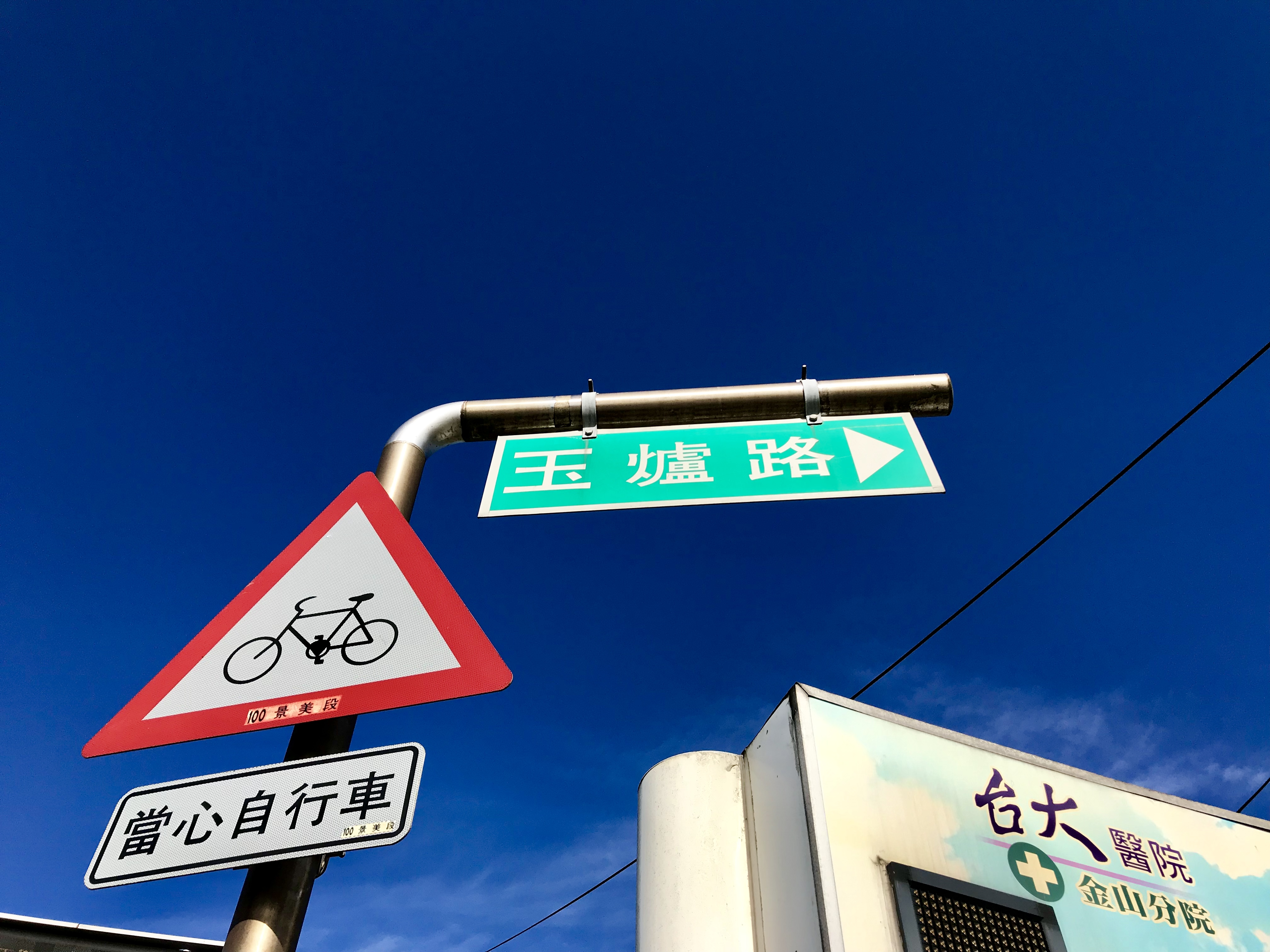
當心自行車(警39)
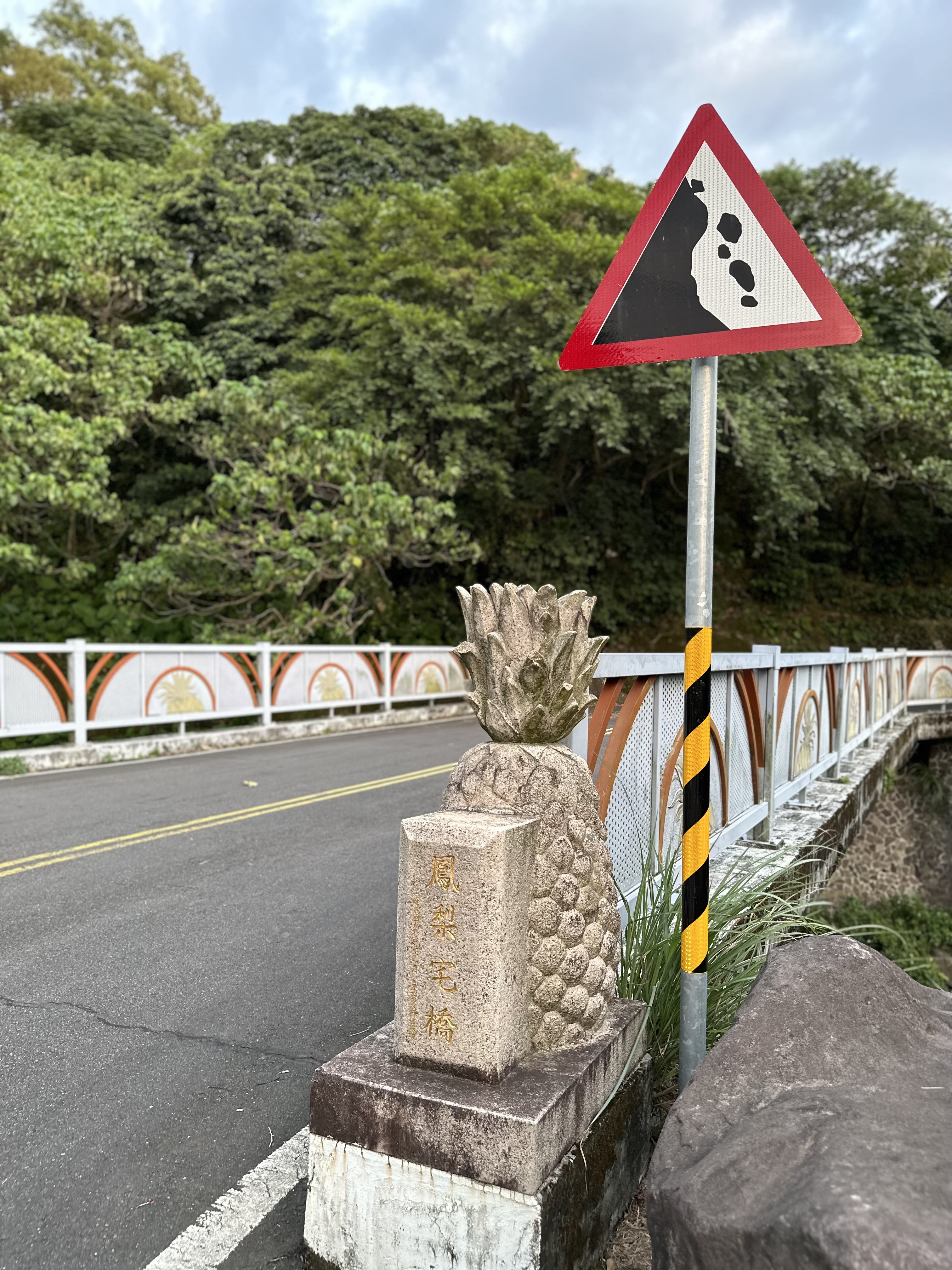
當心左側落石(警47)
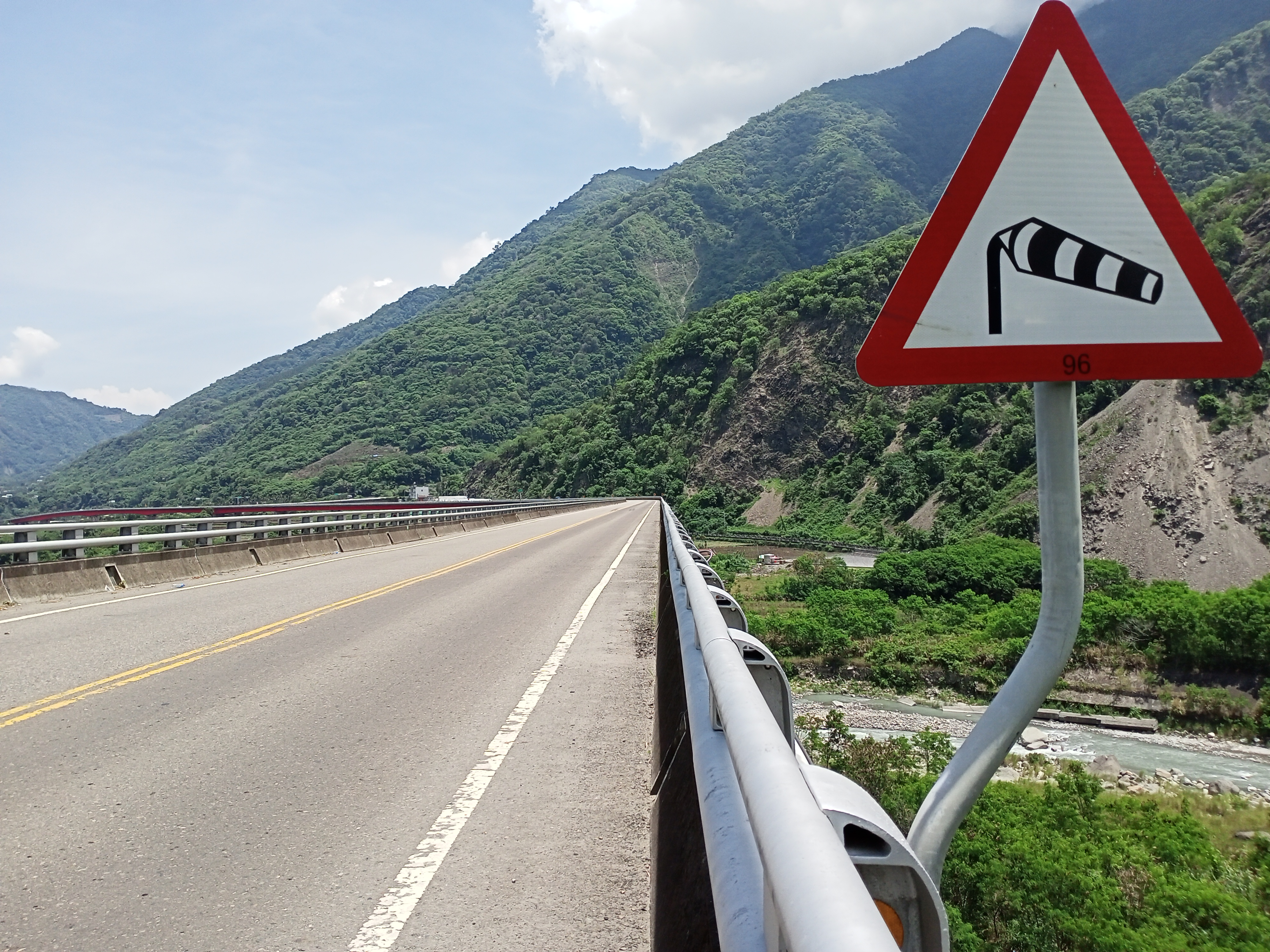
注意強風(警48)
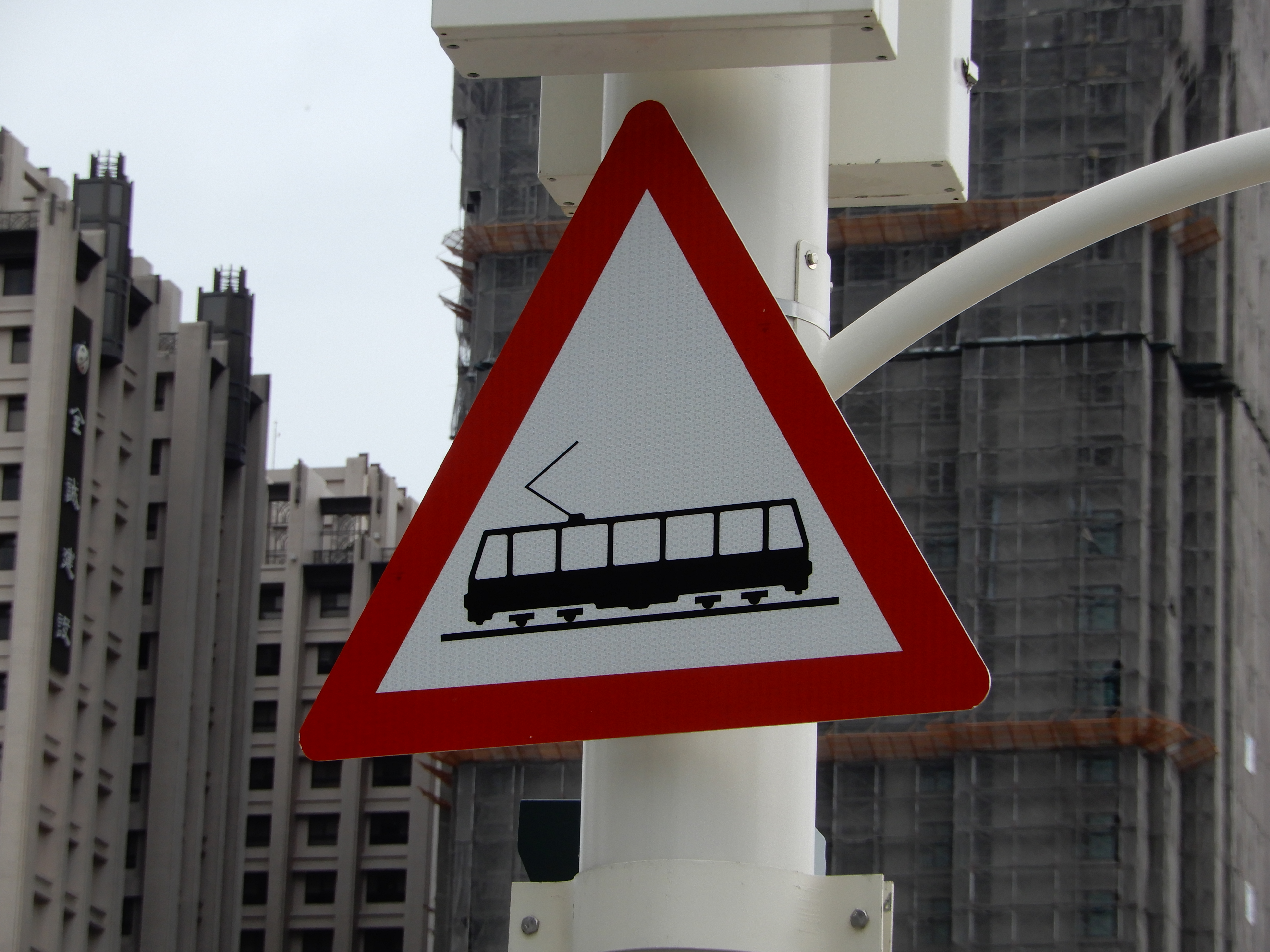
當心大眾捷運系統車輛(警51)

### 禁制標誌

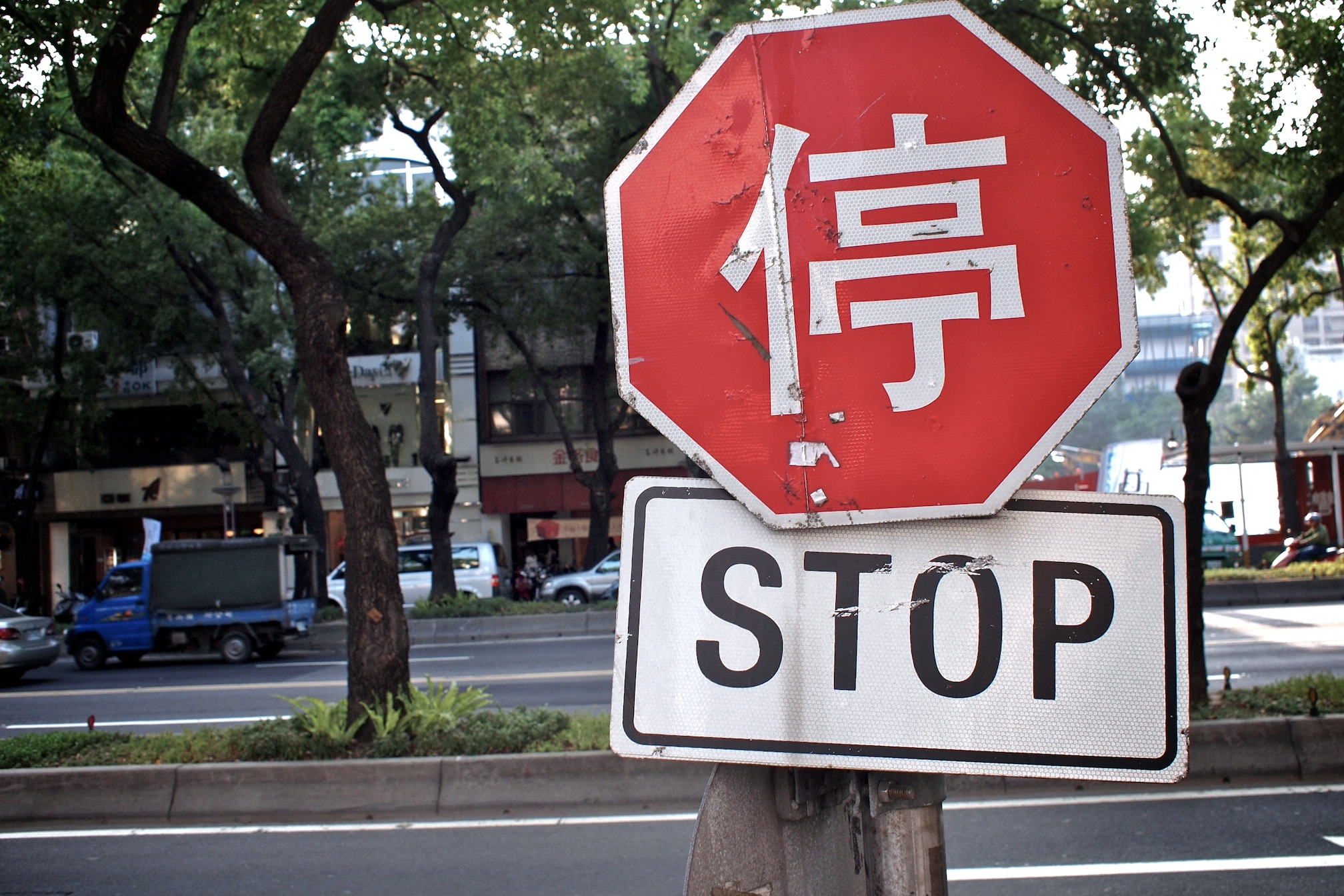
停車再開(遵1)
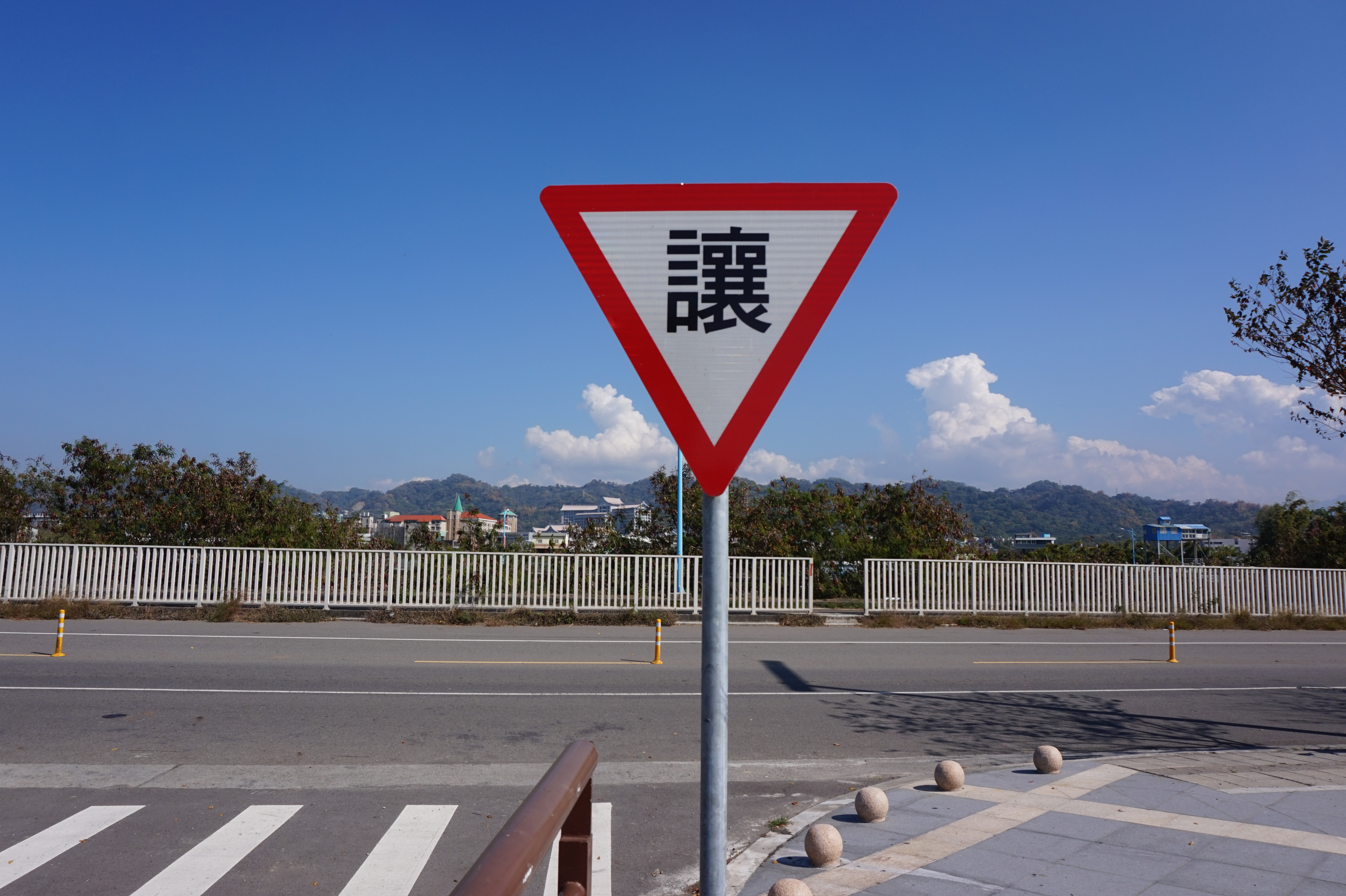
讓路(遵2)
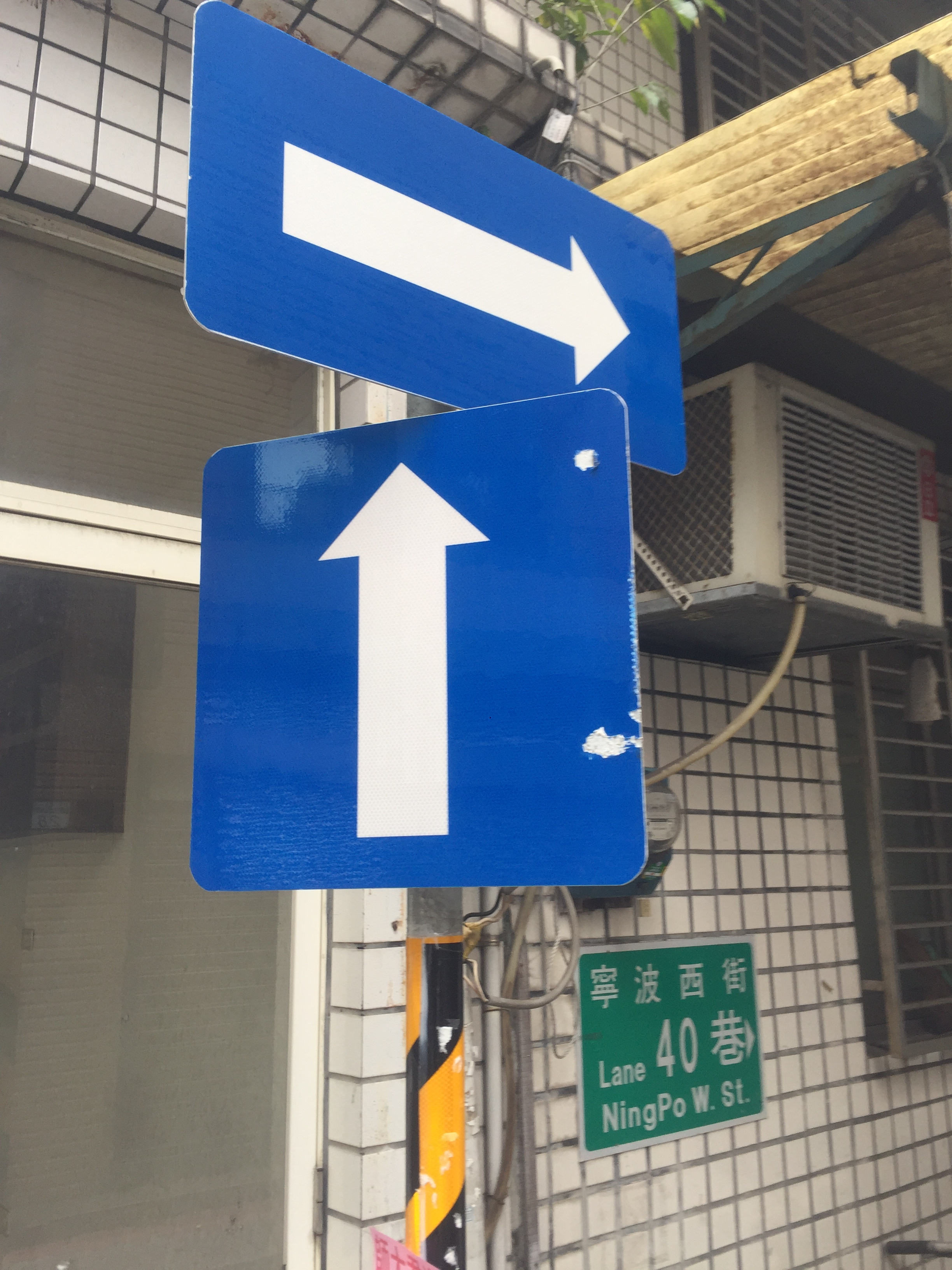
單行道(遵16及遵17)
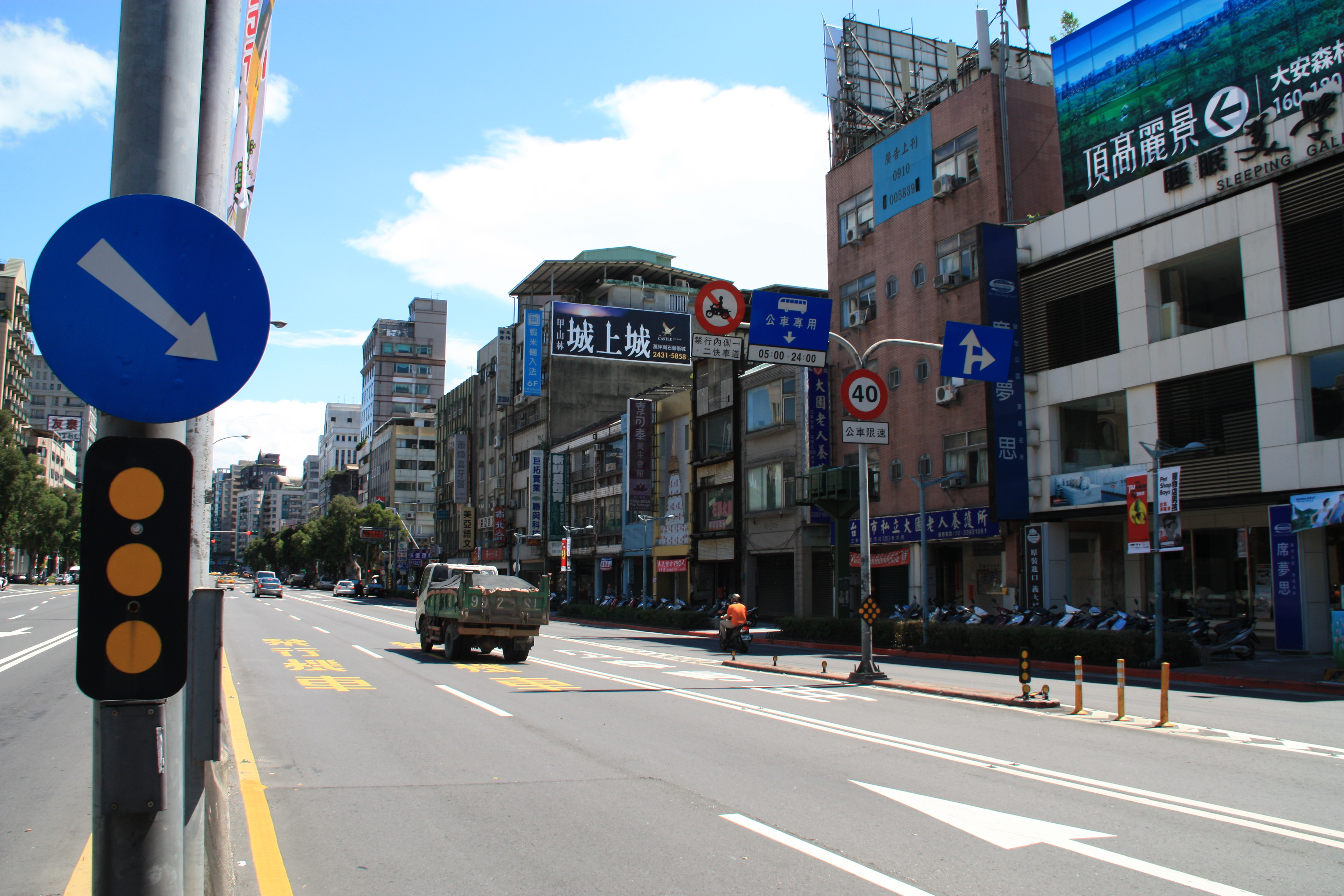
由左至右分別為:靠右行駛(遵18)、禁止大型重型機車以外之機車進入-禁行內側車道(禁3)、車道5-24時指定大客車專行(遵28)、公車最高速限40公里(限5)及車道僅準直行及右轉(遵14)
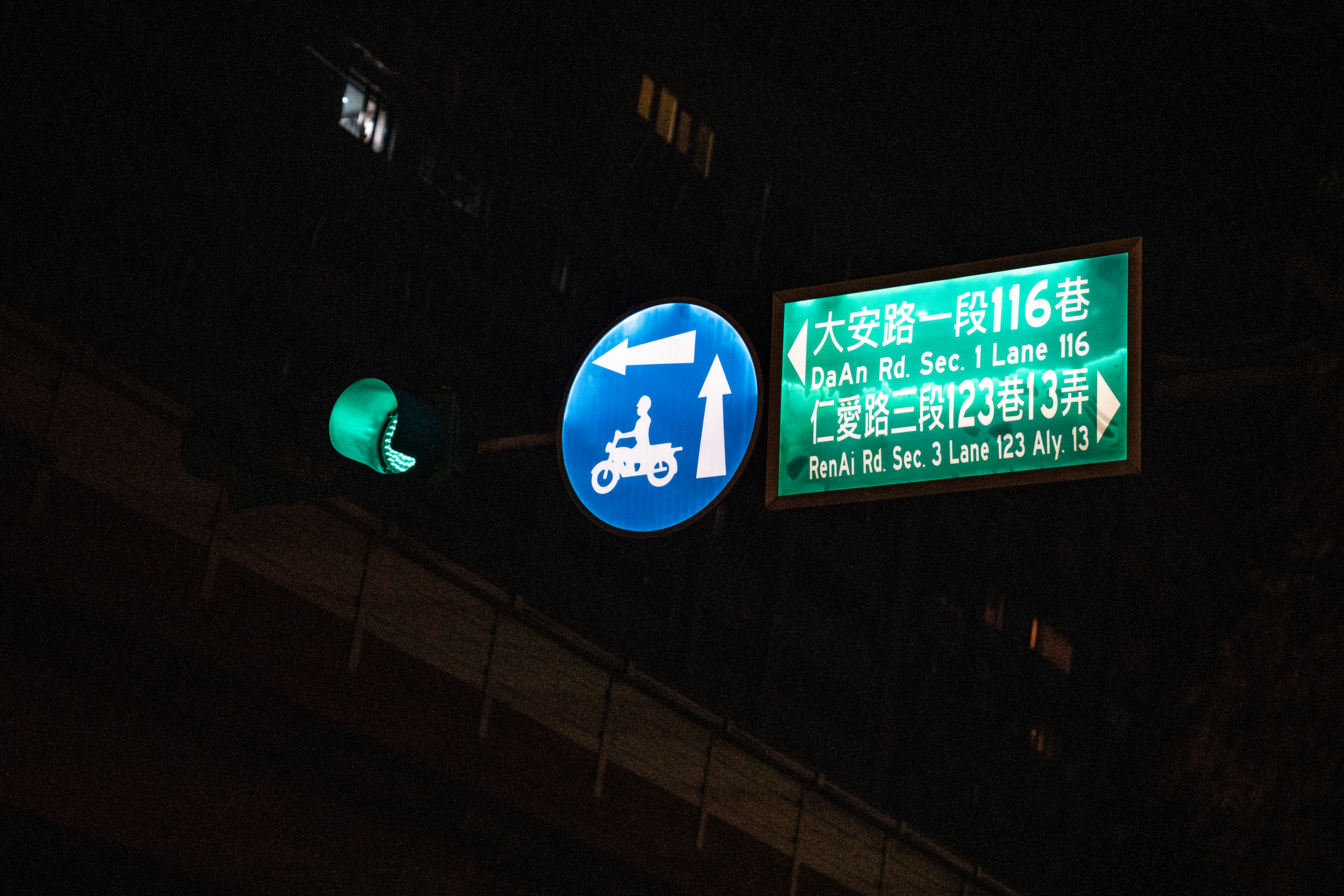
機慢車兩段左轉(遵20)
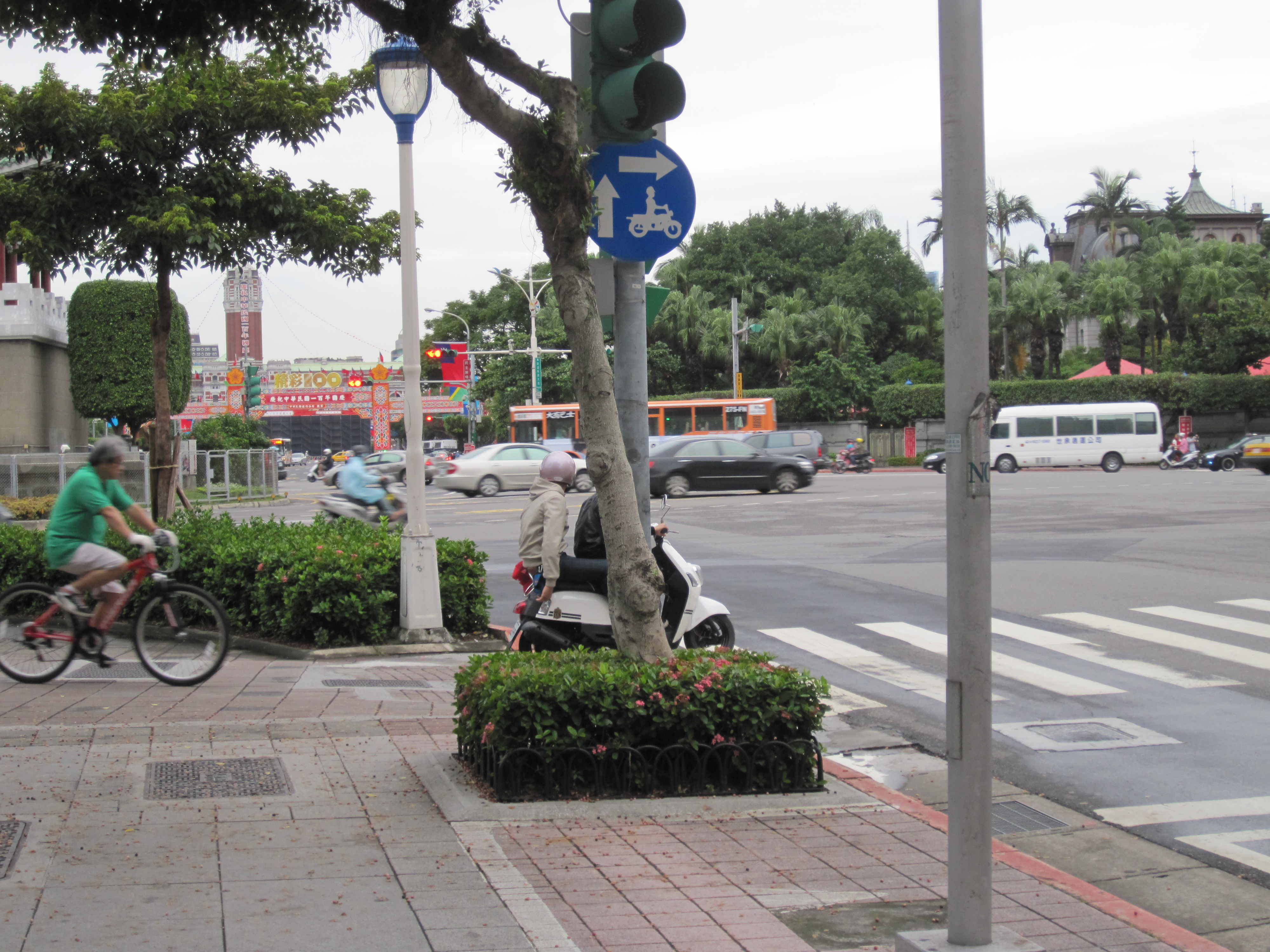
機慢車兩段右轉(遵20.1)
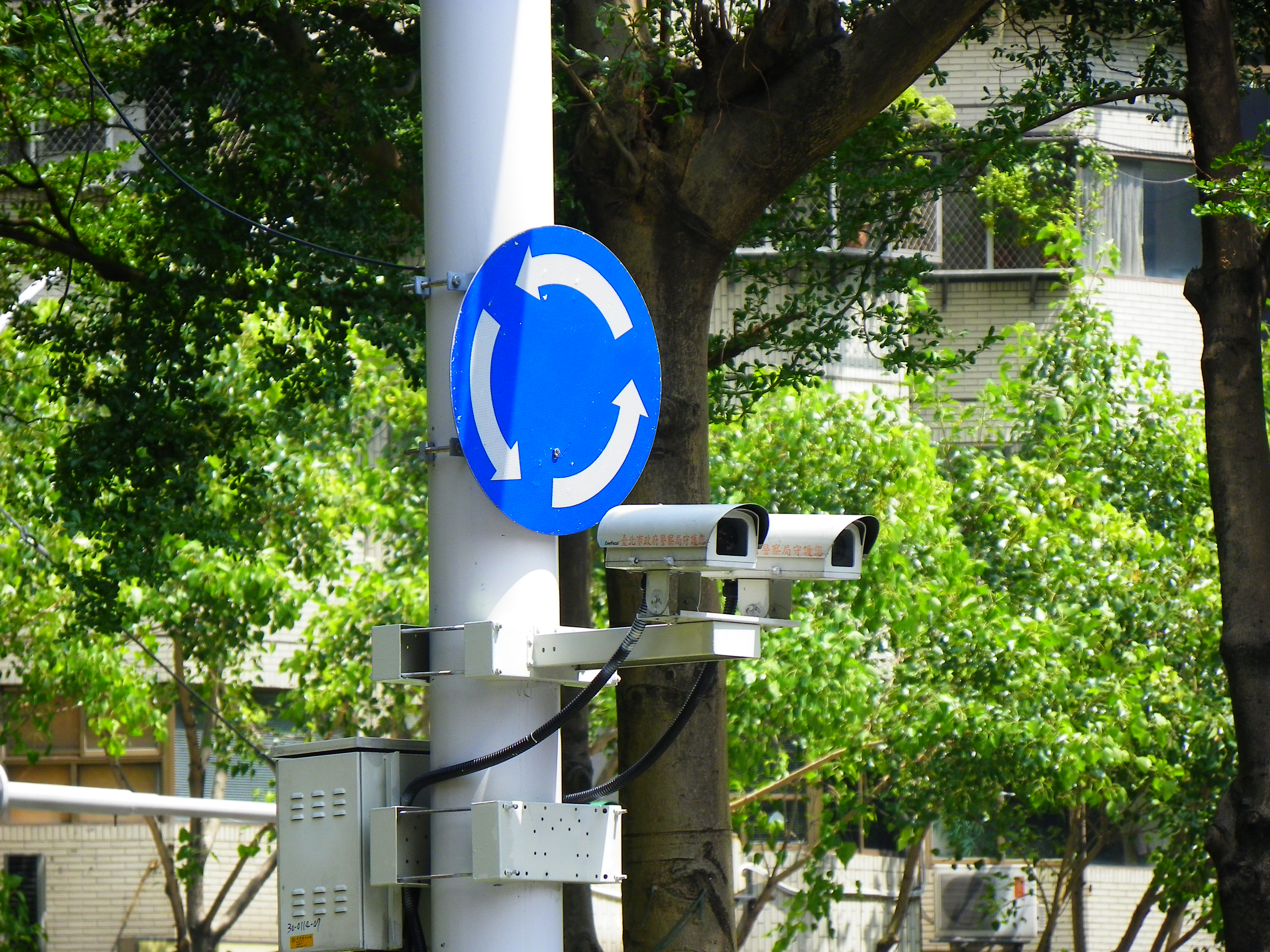
圓環遵行方向(遵21)
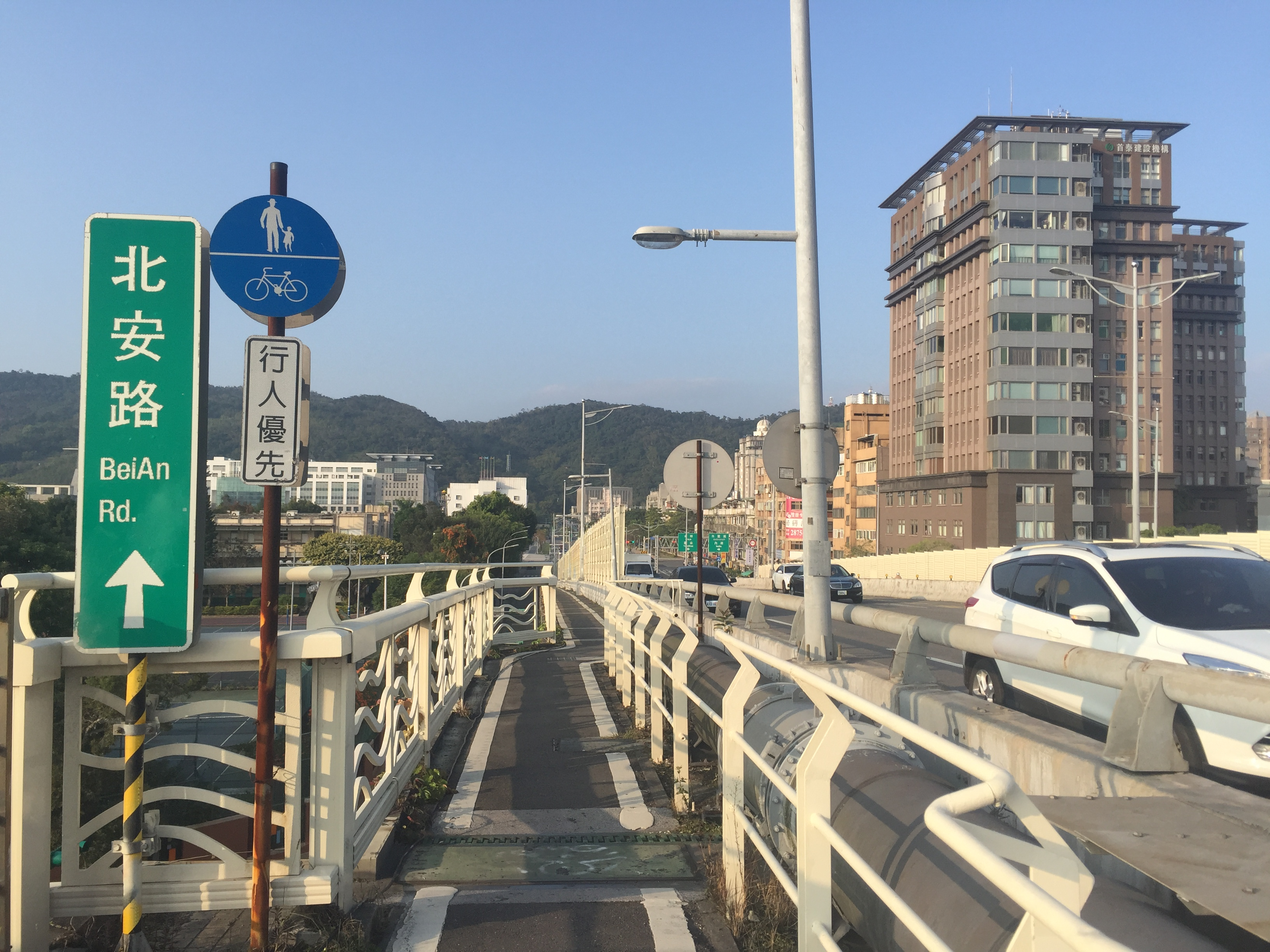
行人及自行車專用(遵22-1)
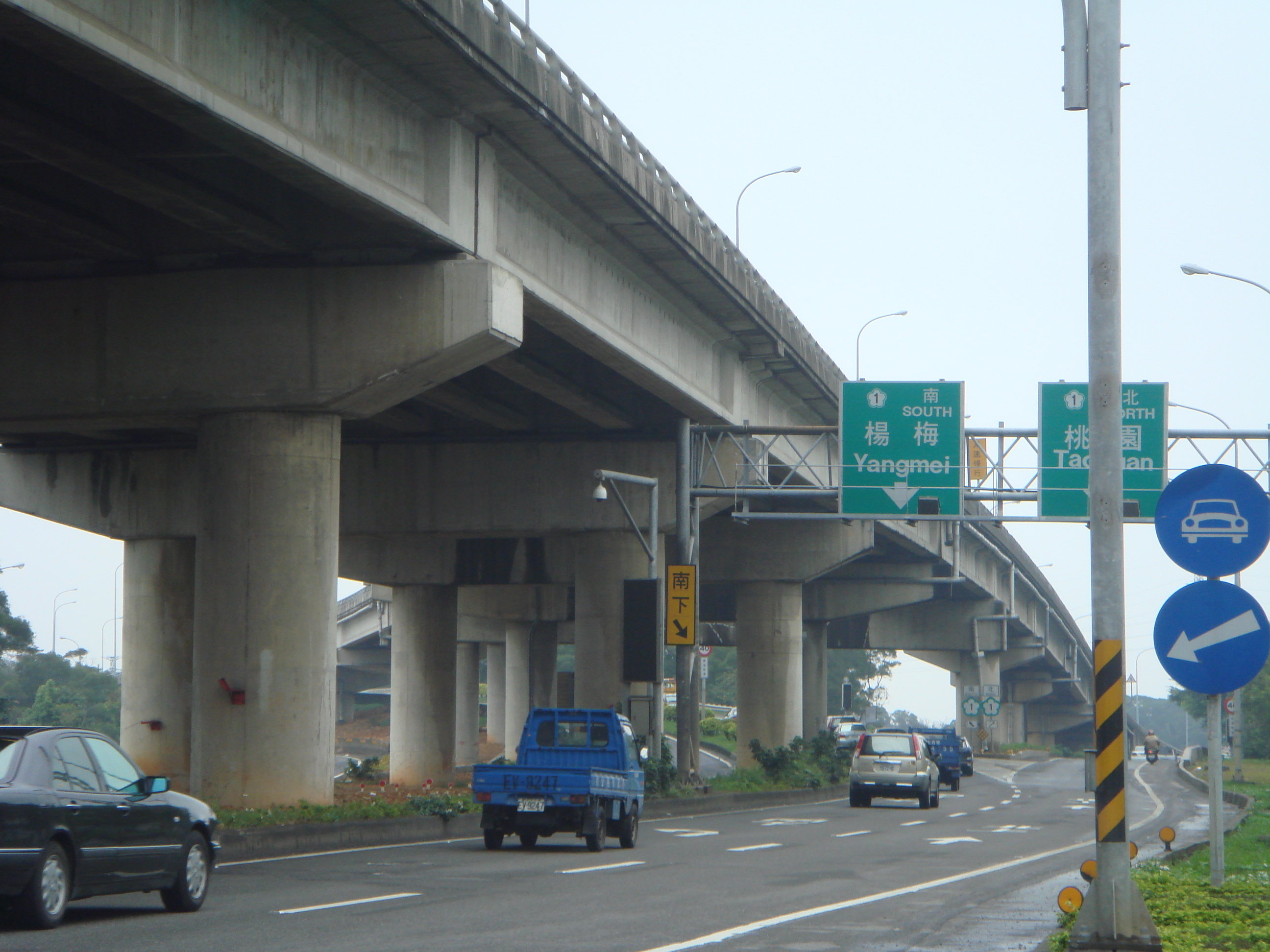
道路指定四輪以上汽車專行(遵23)及靠左行駛(遵19)
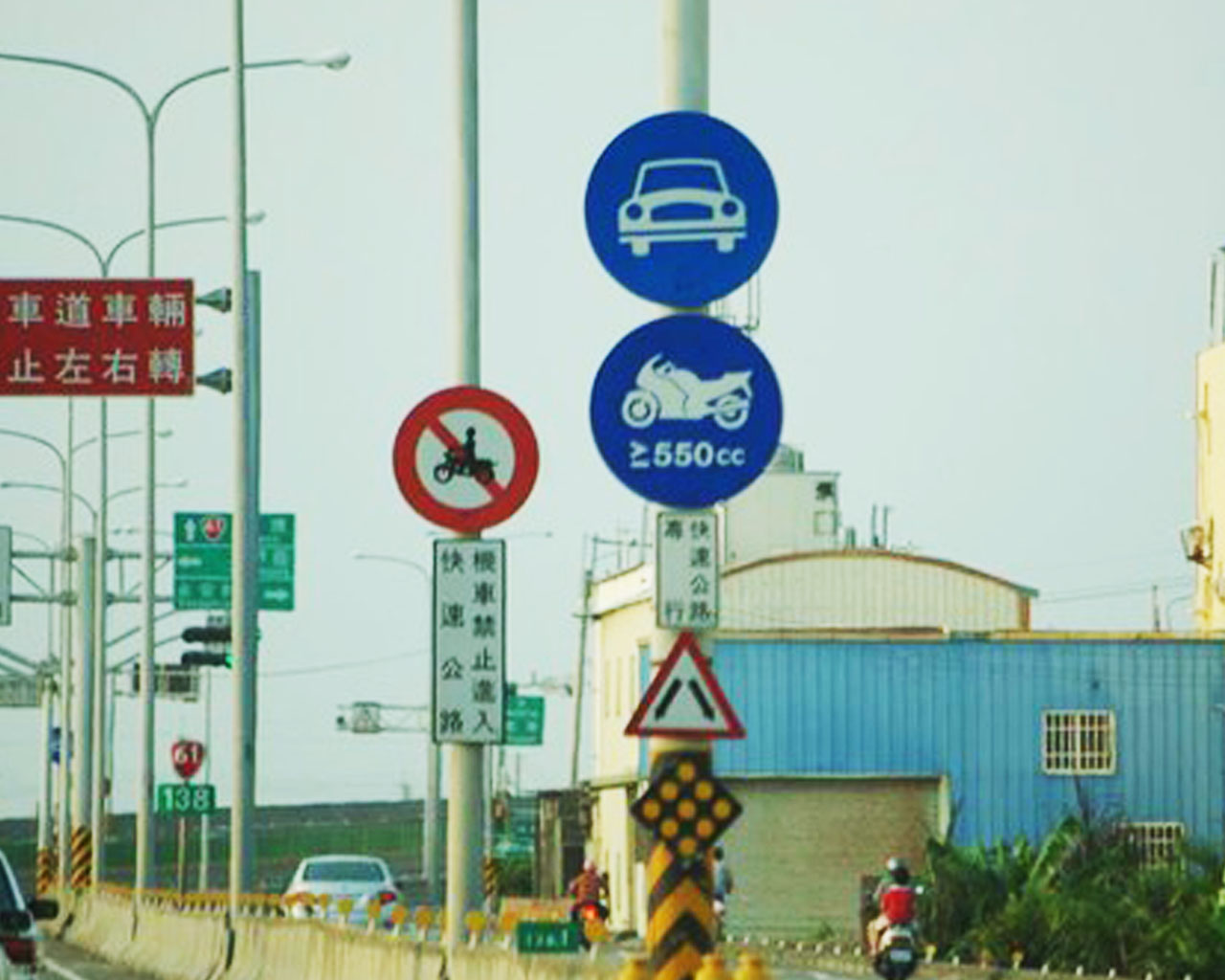
快速公路禁止大型重型機車以外之機車進入(禁3)及快速公路指定四輪以上汽車及汽缸總排氣量550立方公分以上之大型重型機車專行(遵23.2)
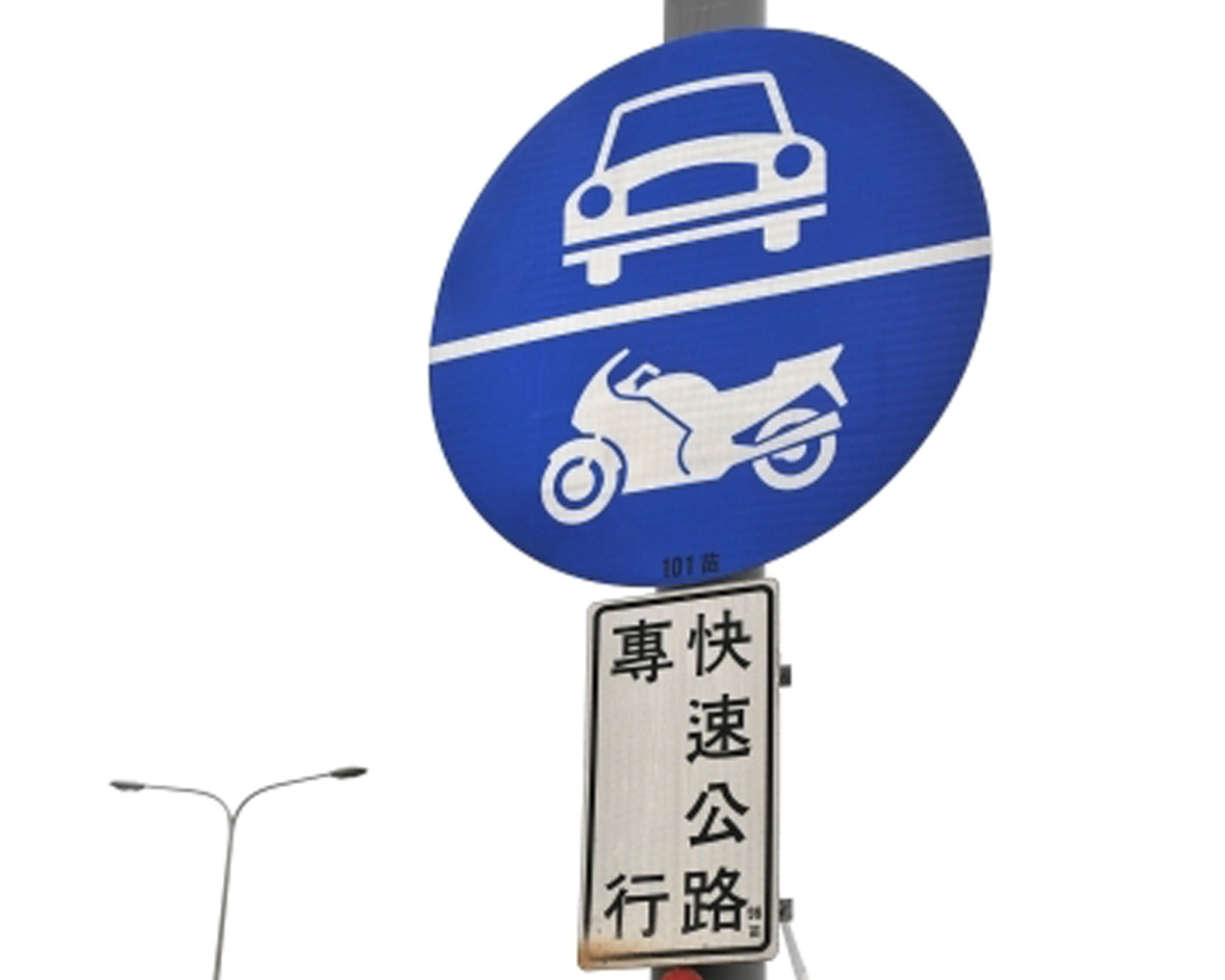
快速道路指定四輪以上汽車及大型重型機車專行(遵23.2)
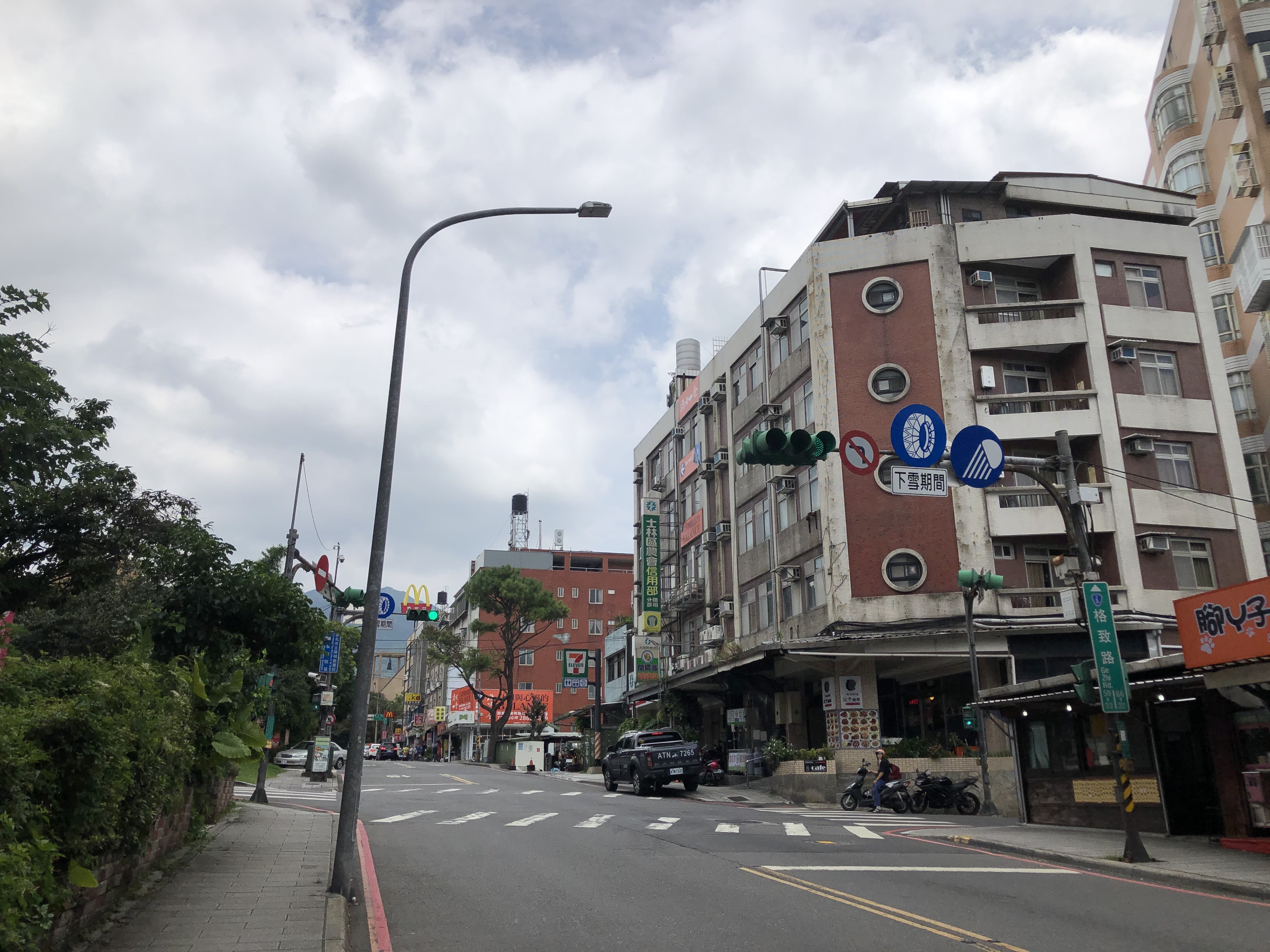
由左至右分別為:禁止左轉(禁18)、下雪期間輪胎加鏈(遵29)及開亮頭燈(遵30-1)
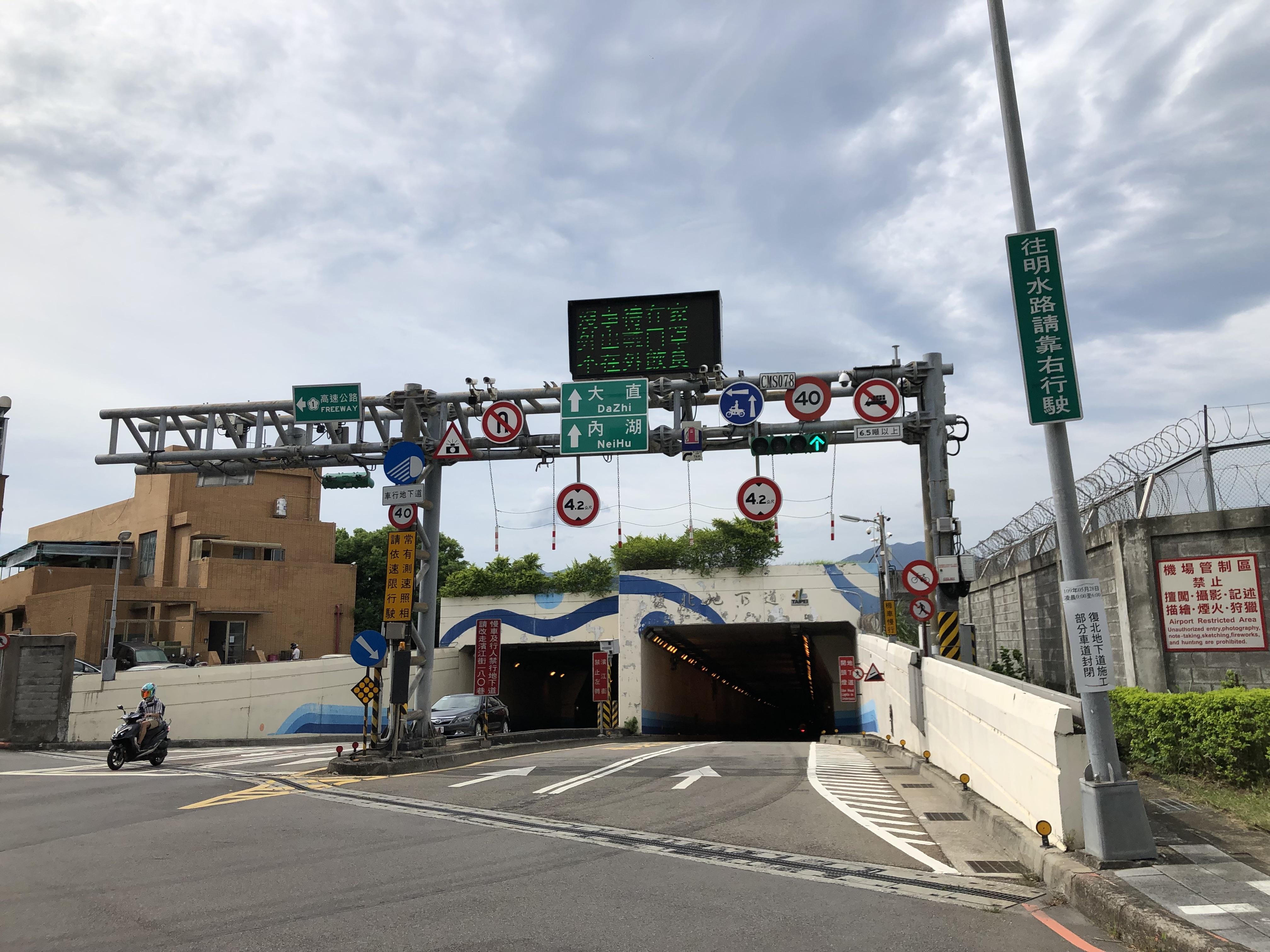
由左至右分別為:地下道開亮頭燈(遵30-1)、最高速限40公里(限5)、靠右行駛(遵18)、禁止迴車(禁22)、車輛限高4.2公尺(限3)、機慢車兩段左轉(遵20)、最高速限40公里(限5)、禁止總重6.5噸以上大貨車及聯結車進入(禁4)、禁止自行車進入(禁10)及禁止行人通行(禁24)
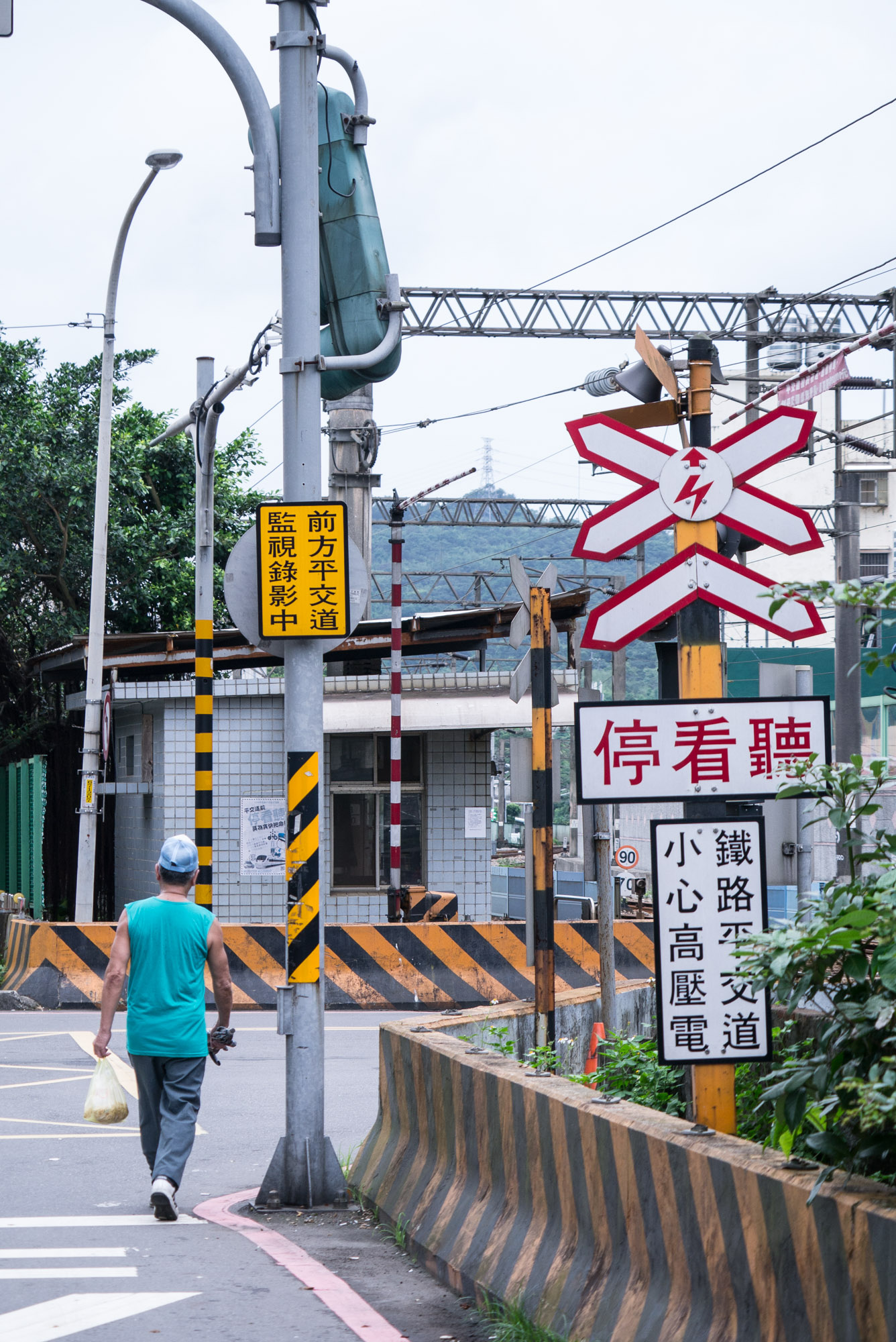
雙線以上電化鐵路平交道(遵34)
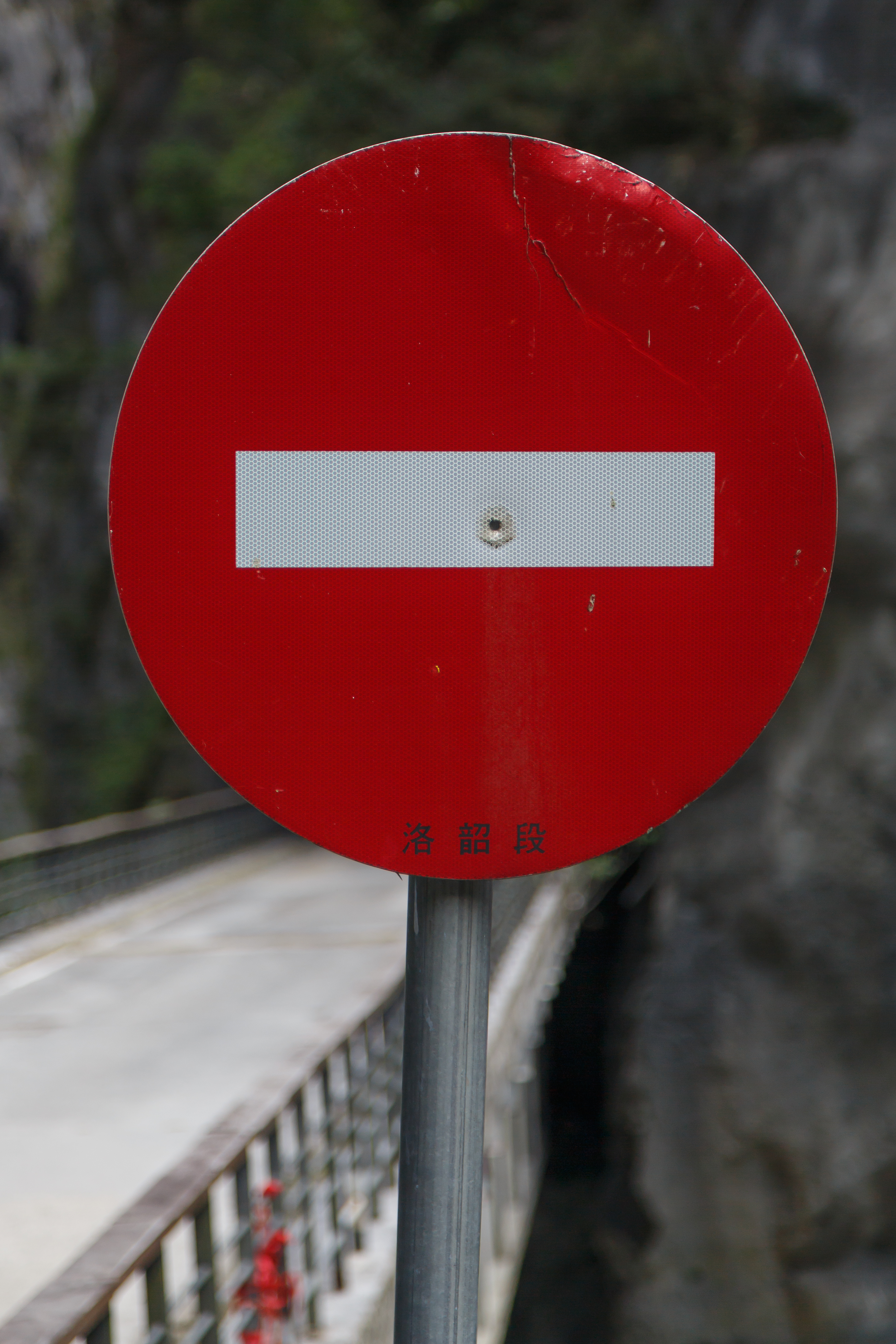
禁止車輛進入(禁1)
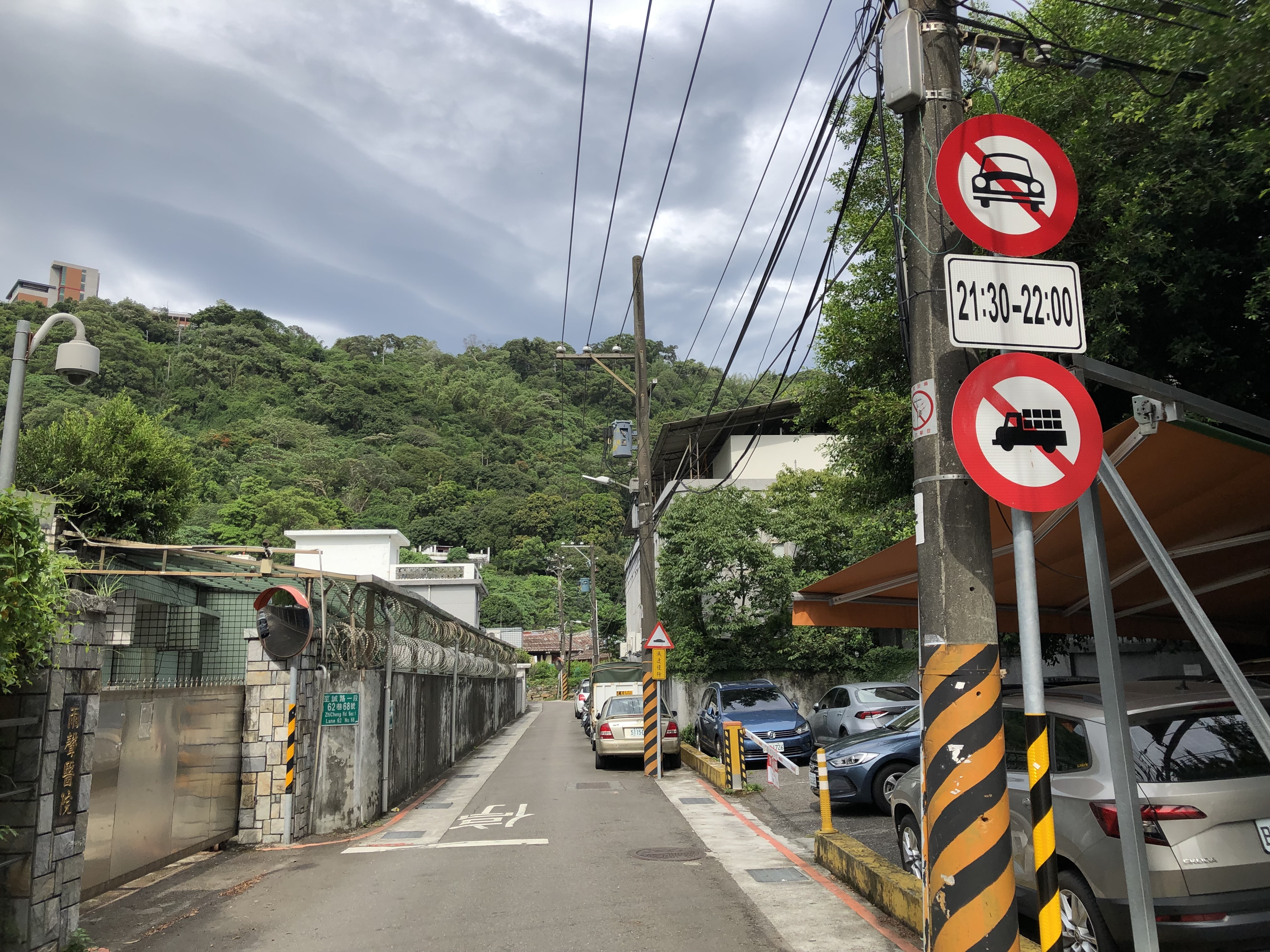
21:30至22:00禁止四輪以上汽車進入(禁2)及全日禁止大貨車進入(禁4)
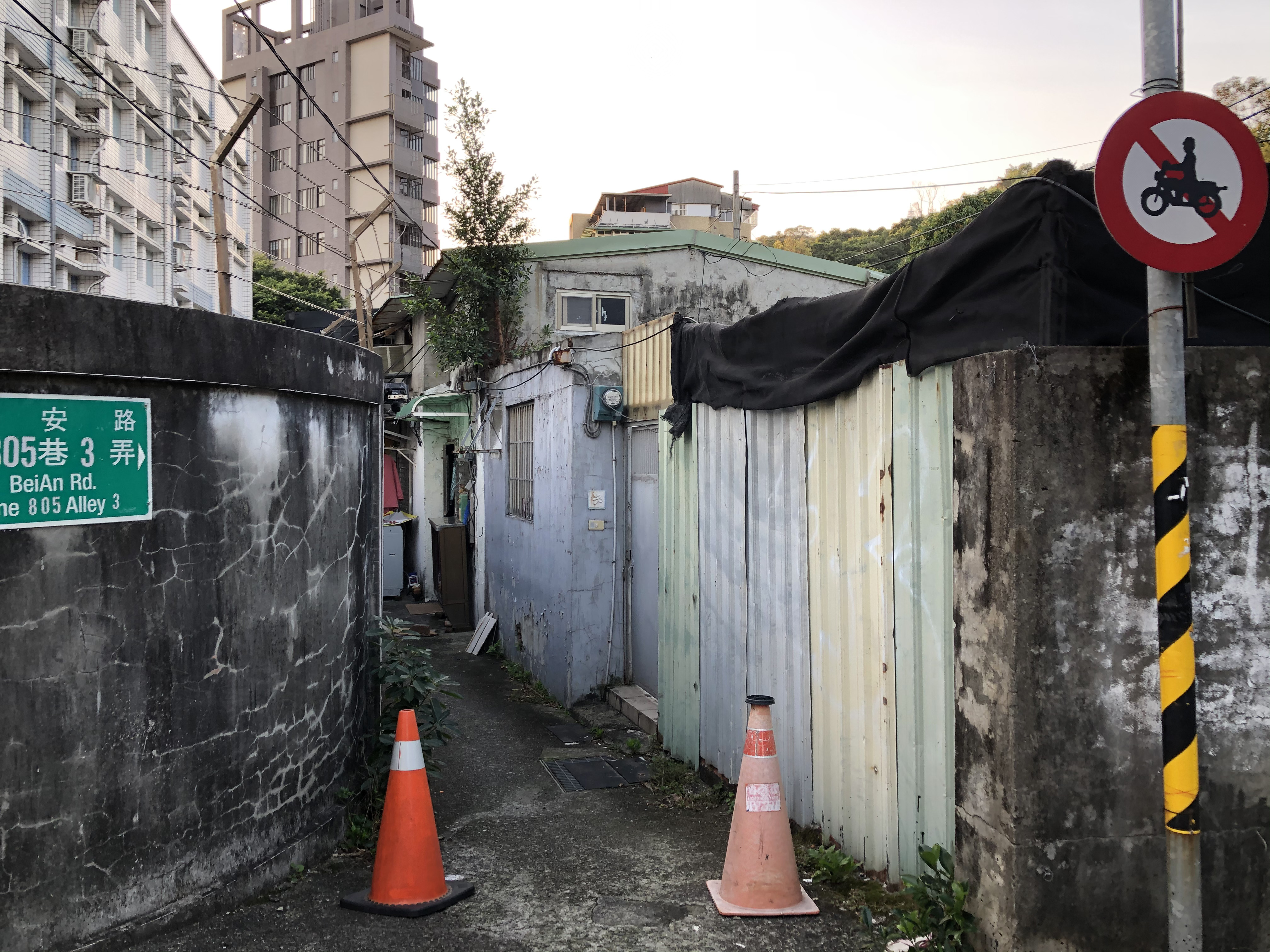
禁止大型重型機車以外之機車進入(禁3)
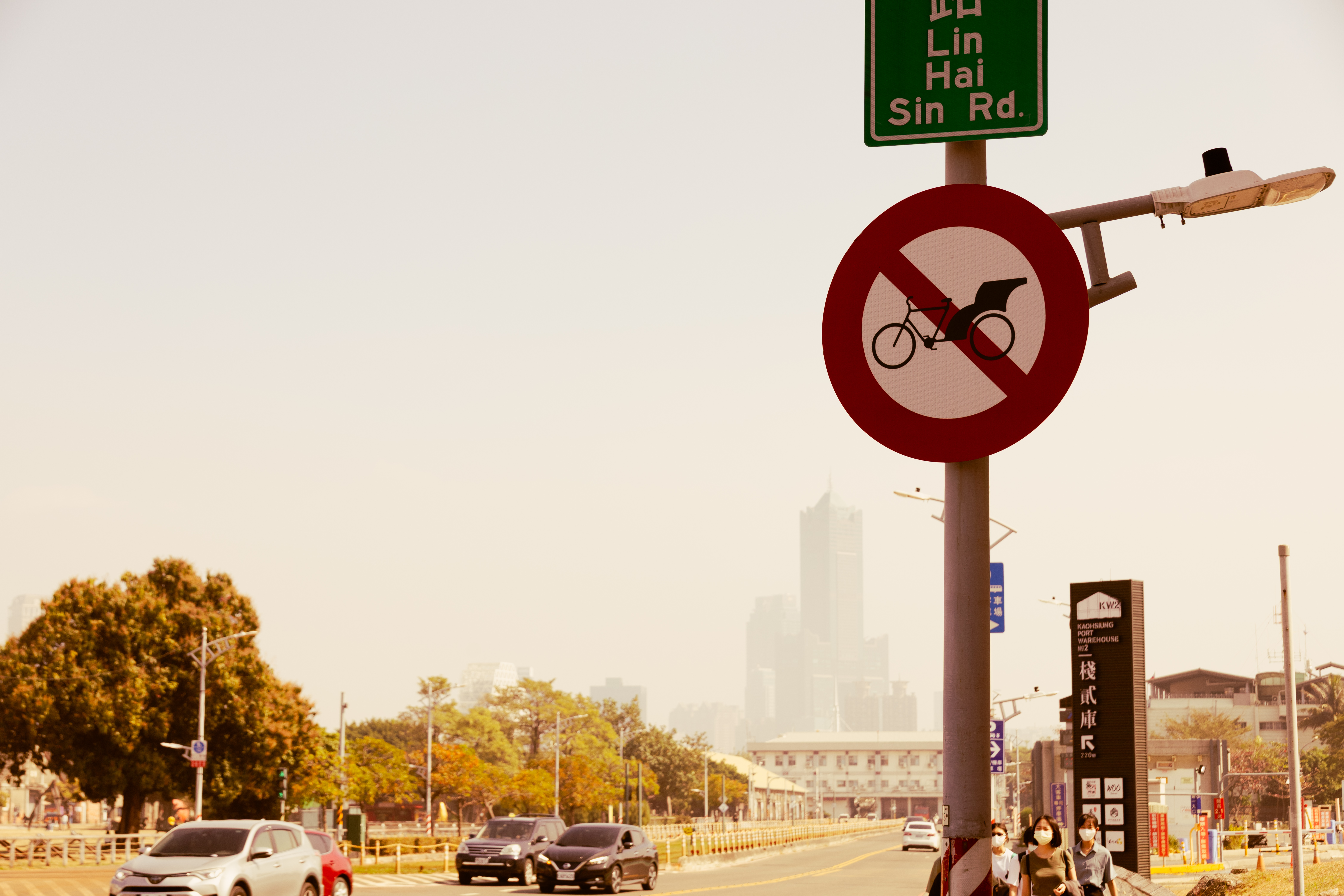
禁止三輪車進入(禁9)
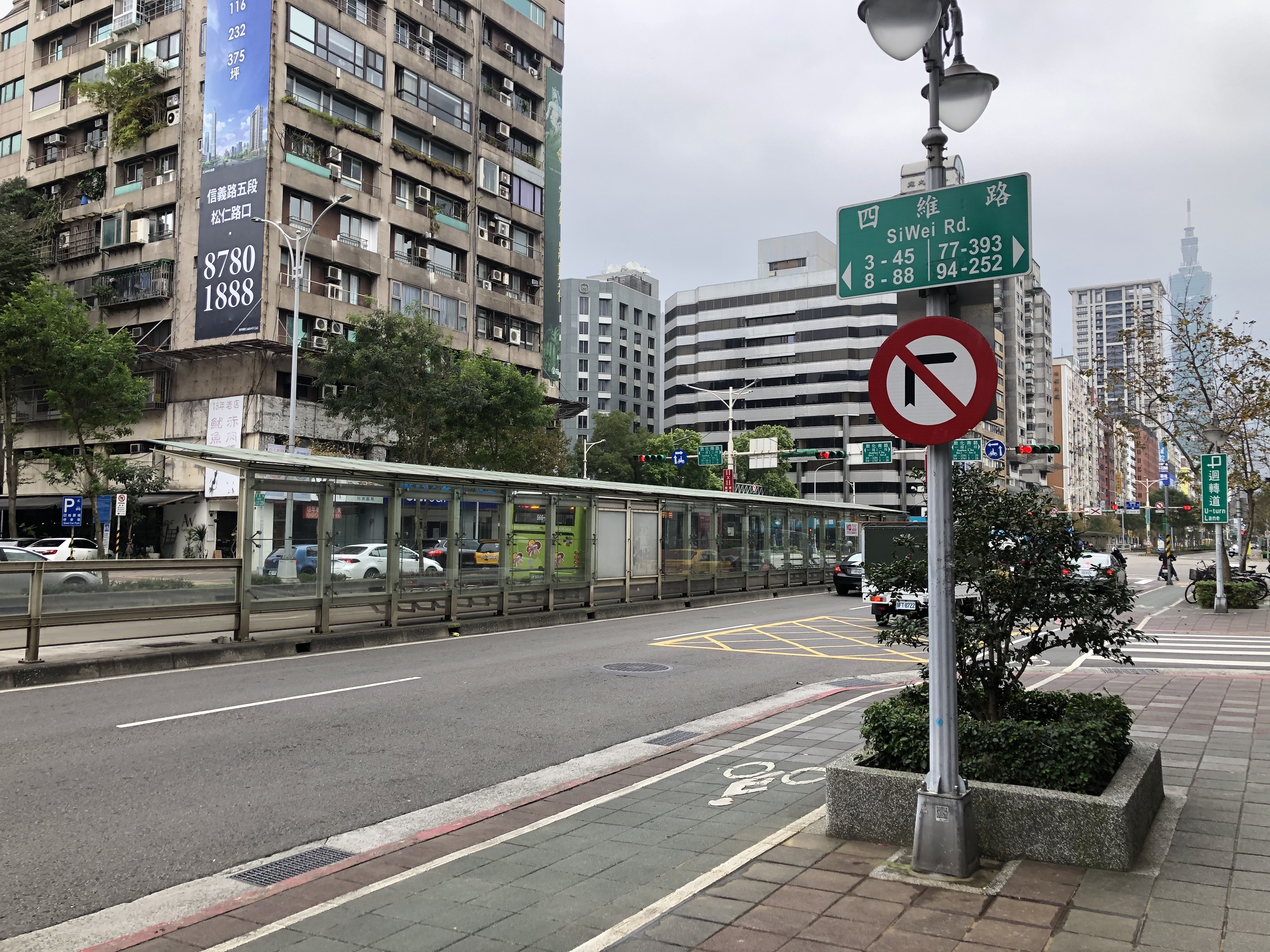
機慢車兩段右轉(遵20.1)、禁止右轉(禁17)及機慢車兩段左轉(遵20)
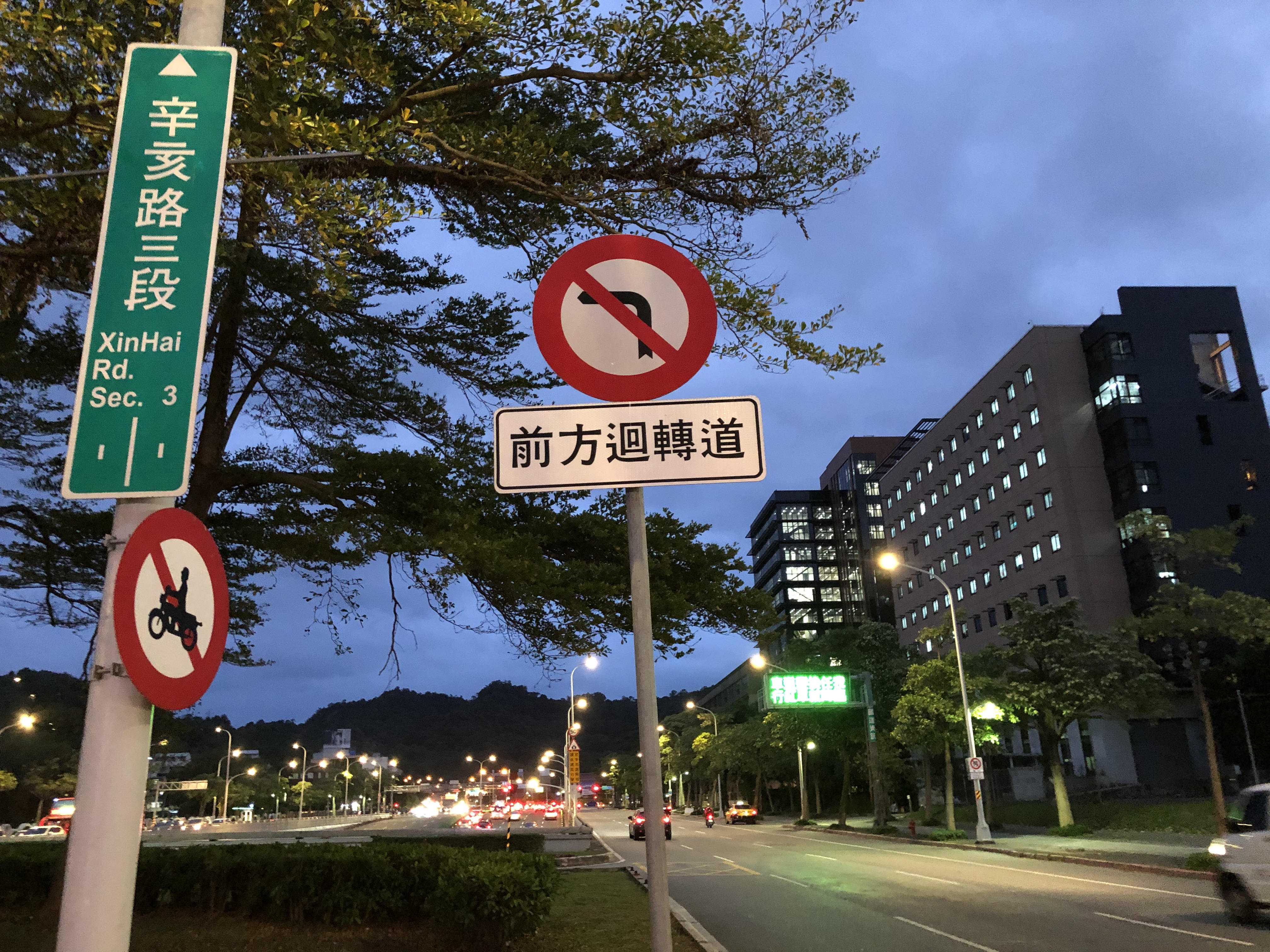
禁止大型重型機車以外之機車進入(禁3)及禁止左轉進入前方迴轉道(禁18)
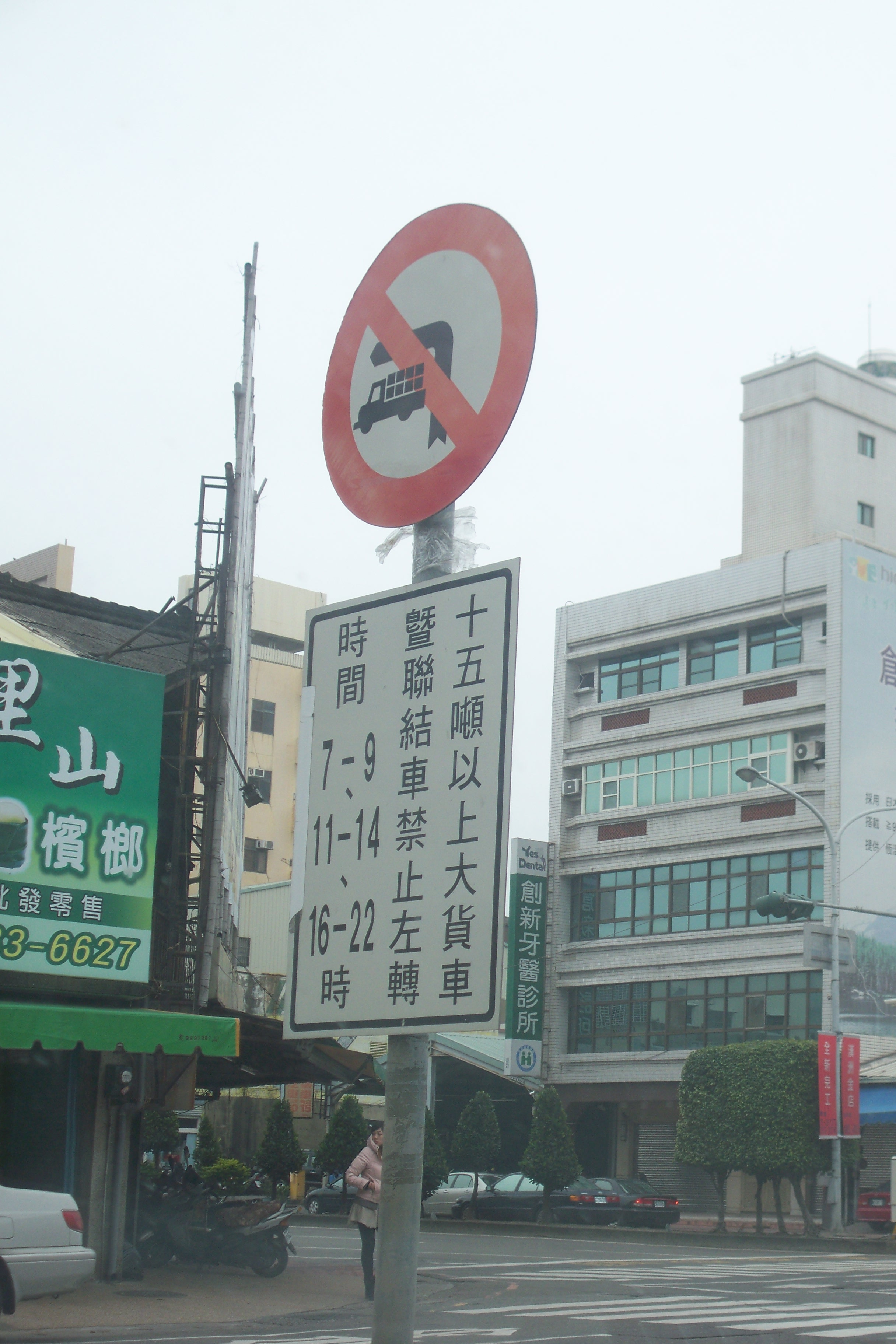
禁止15噸以上大貨車及聯結車於7-9、11-14及16-22時左轉及迴車
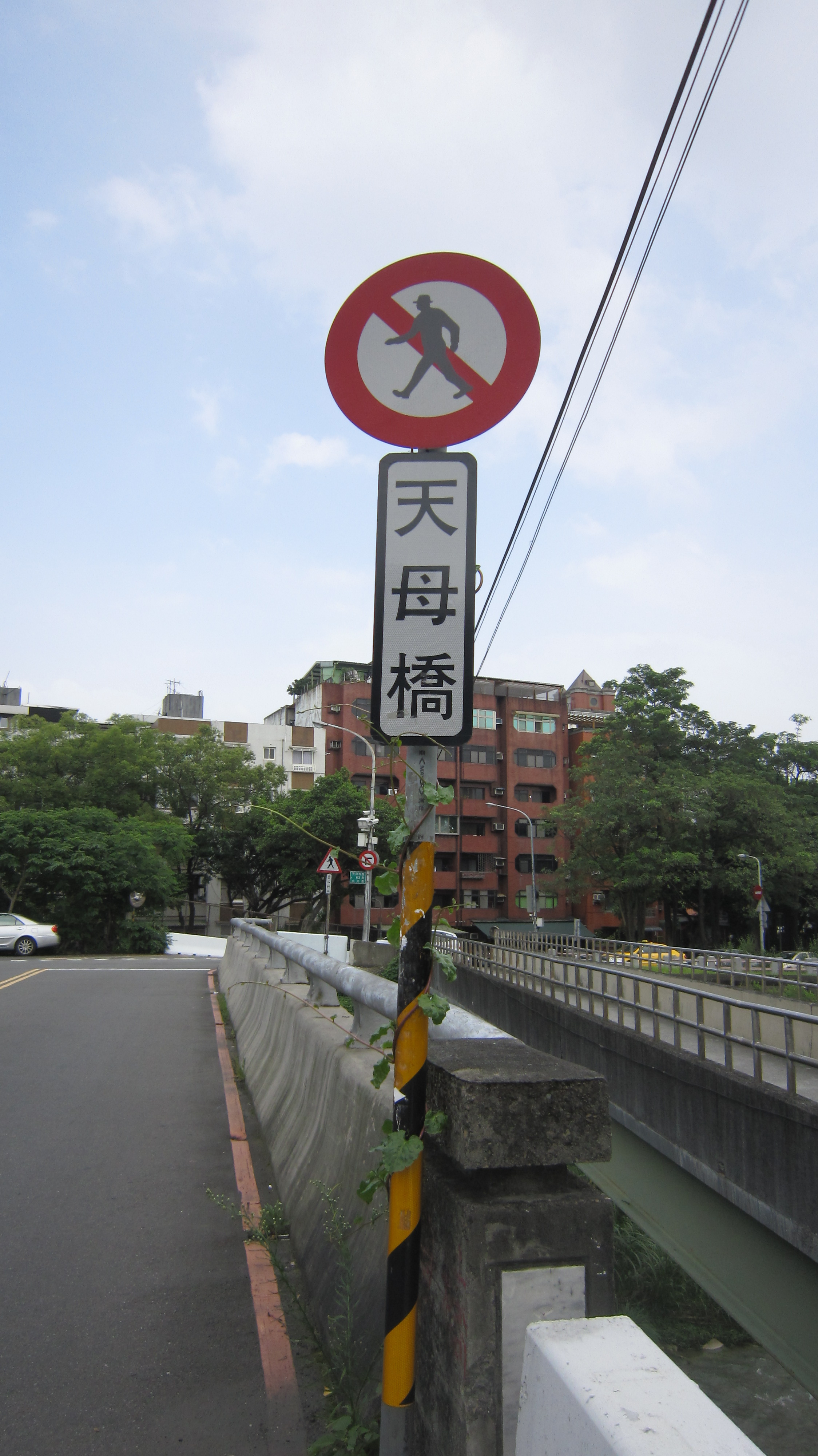
禁止行人通行天母橋(禁24)
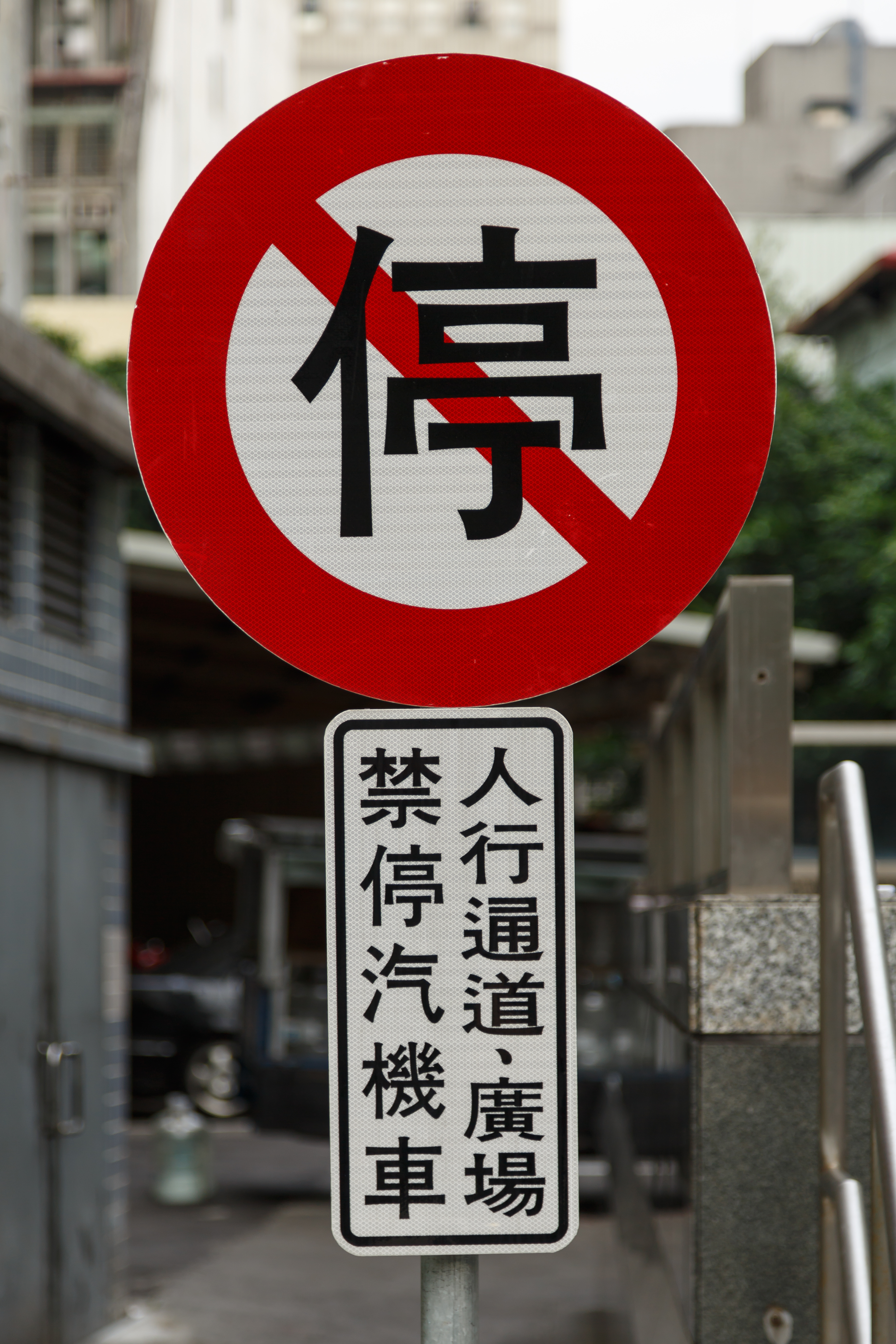
人行道及廣場禁止停車(禁25)
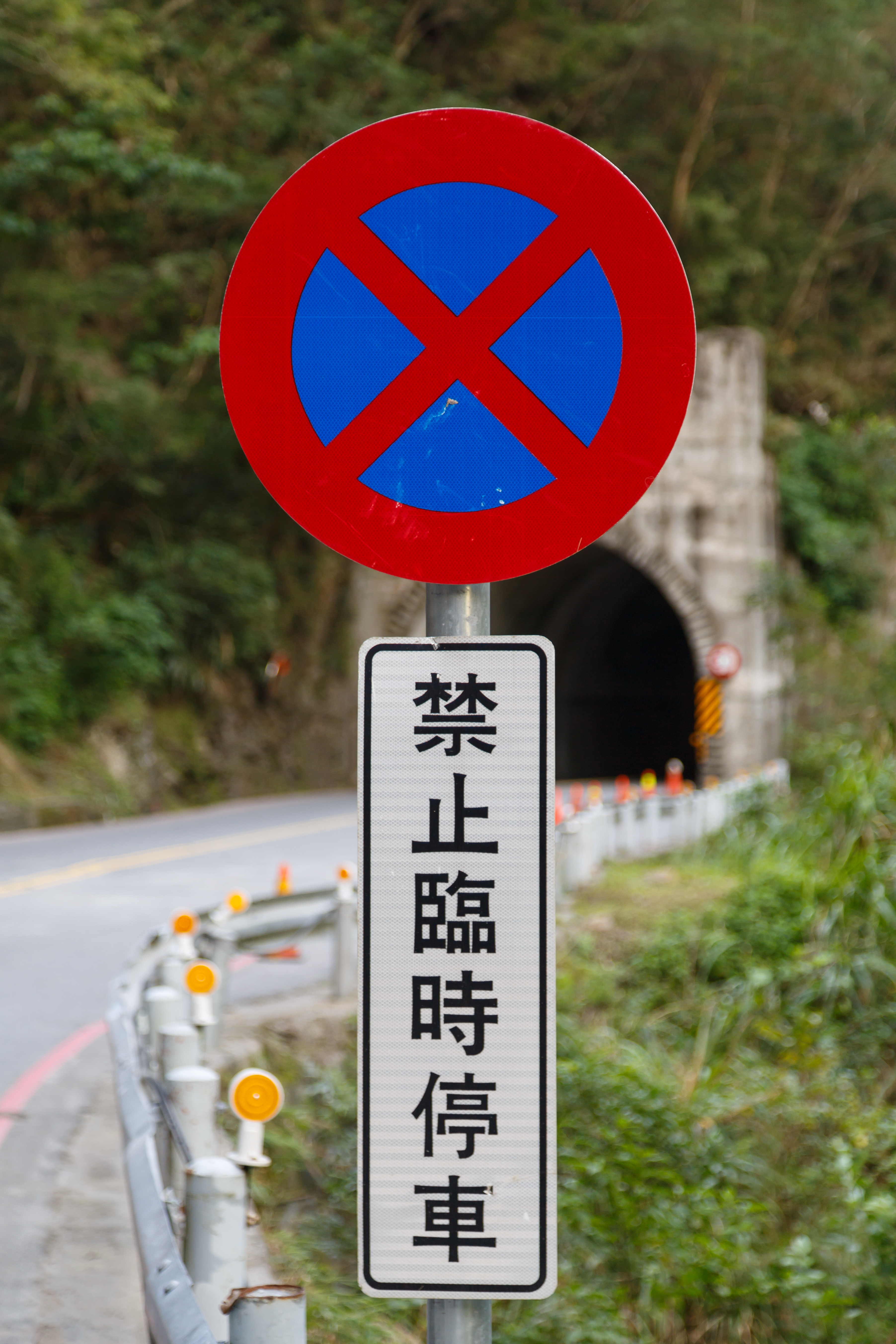
禁止臨時停車(禁26)
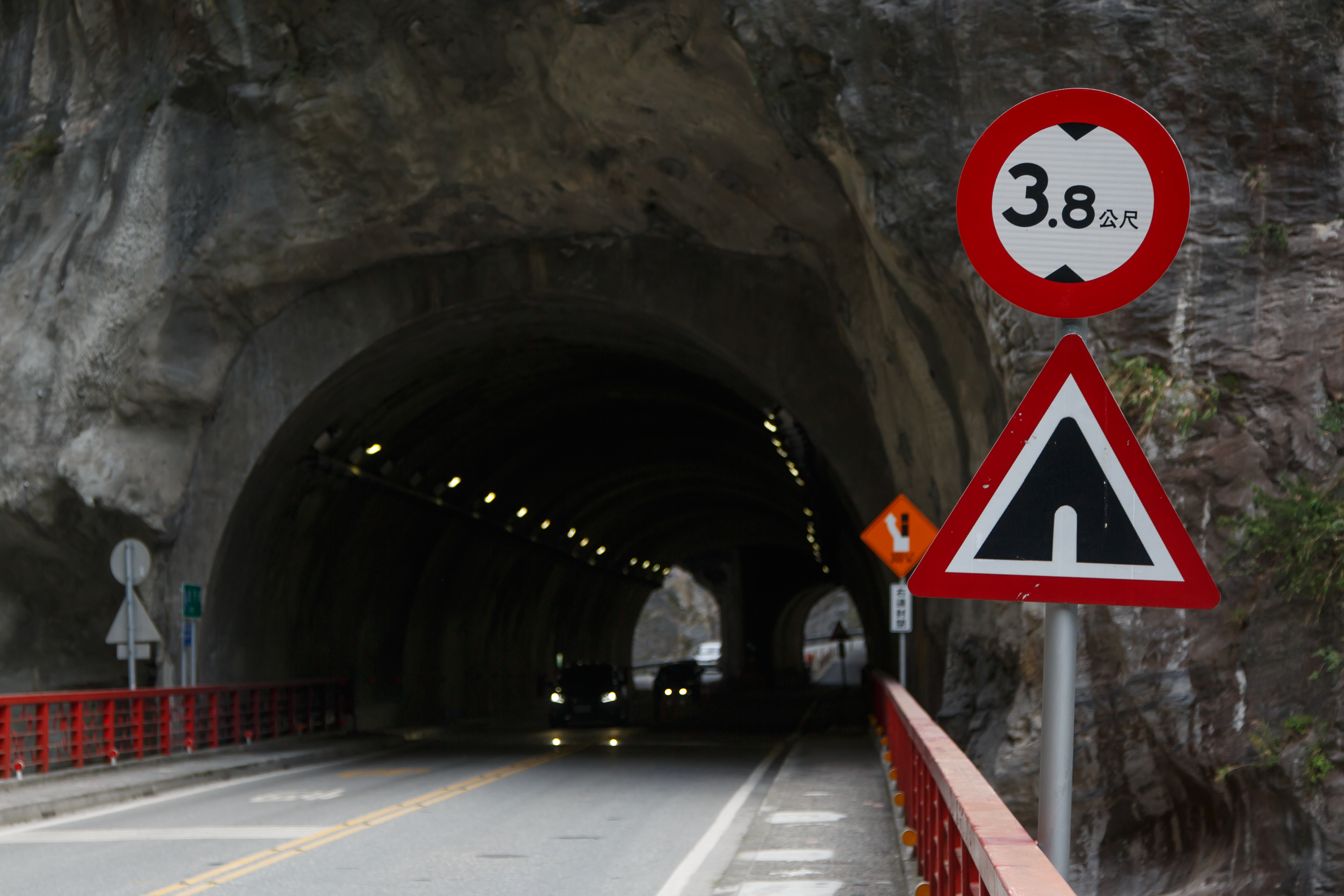
車輛限高3.8公尺(限3)

### 指示標誌

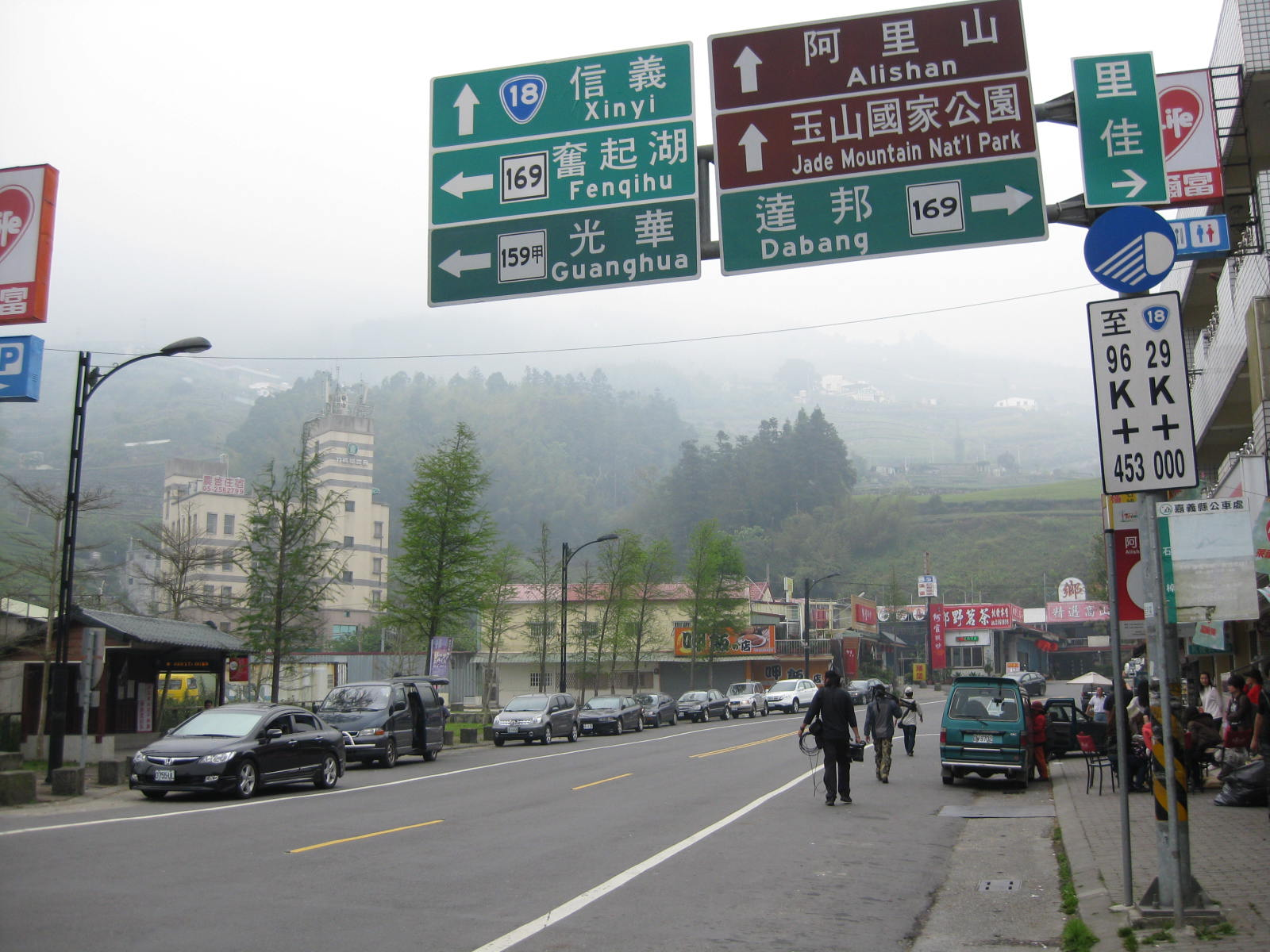
地名方向指示(指22.2)及觀光遊樂地區方向(指0)
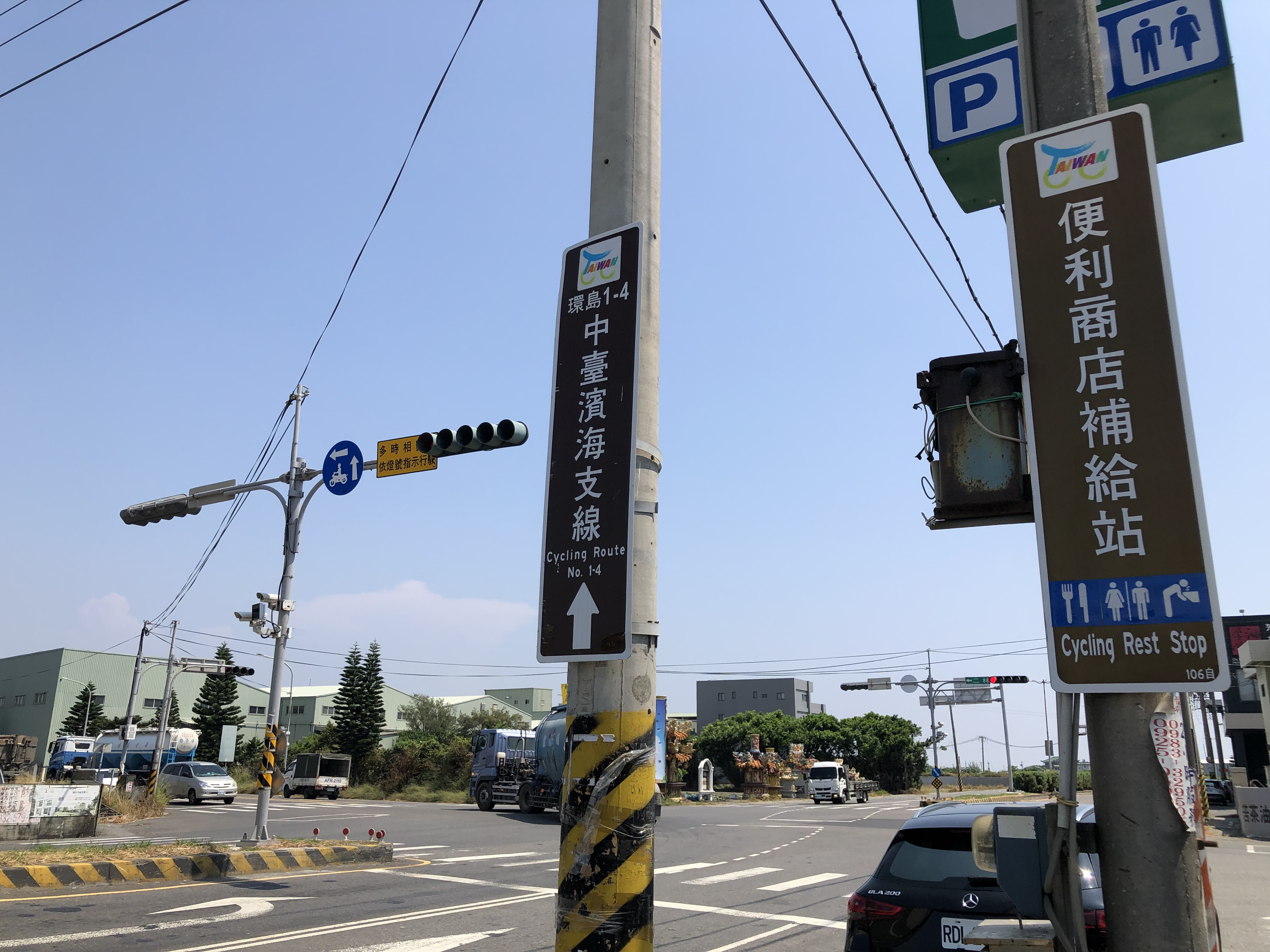
自行車路線(指0.4)
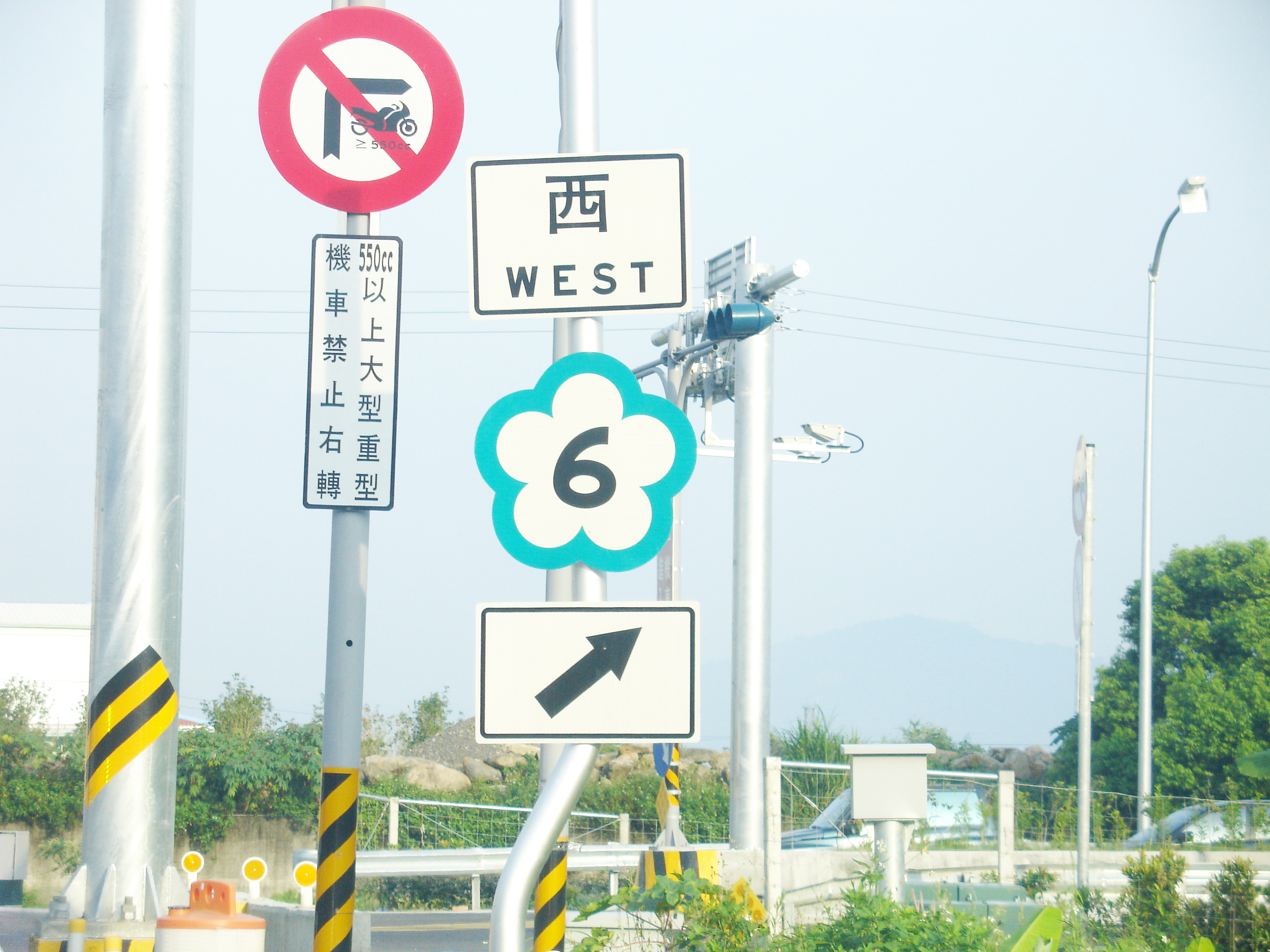
國道6號向西行右轉(指9、指1及指14)
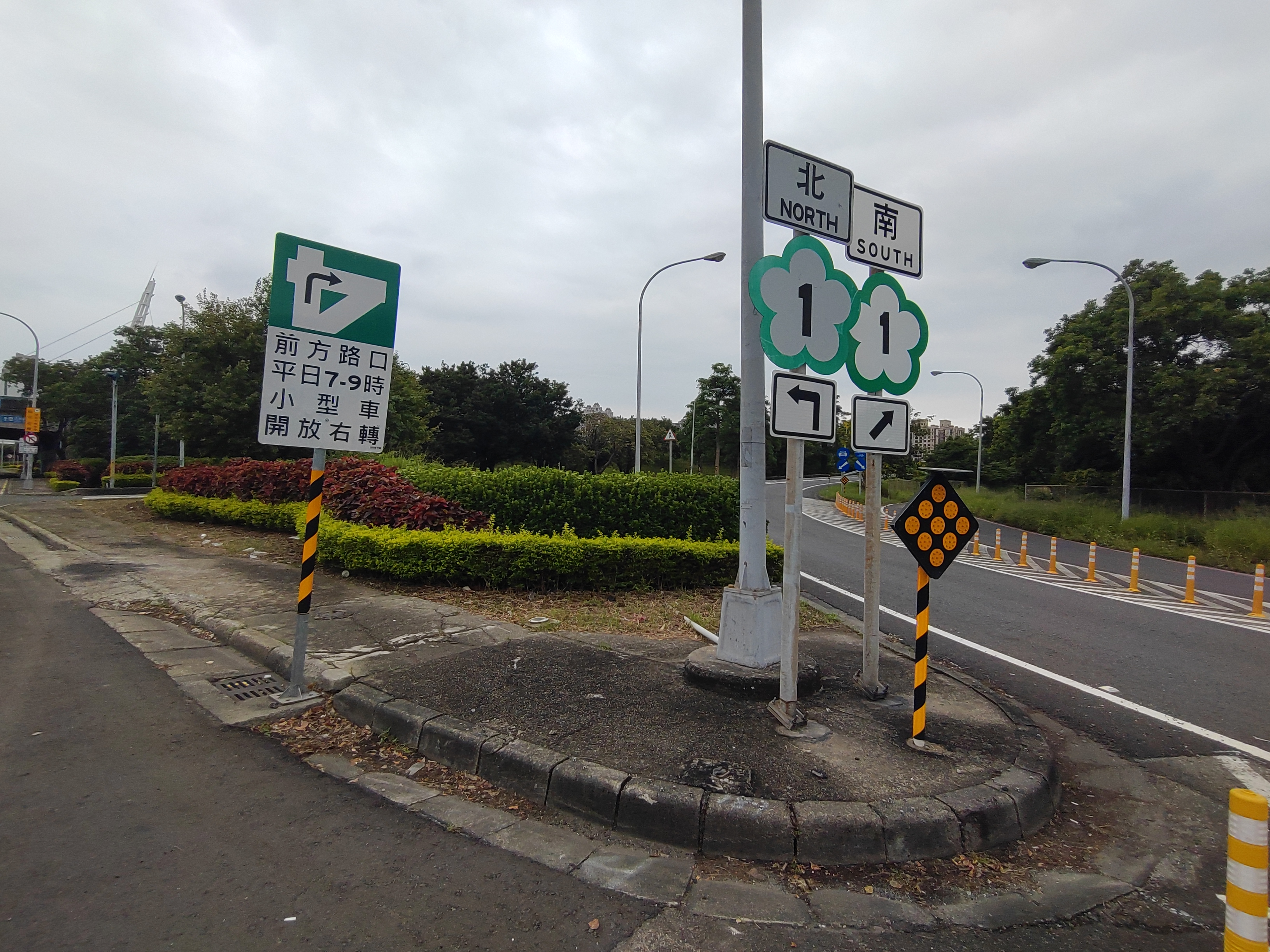
國道1號北上直行後左轉或南下右轉(指10、指1及指19，指8、指1及指14)
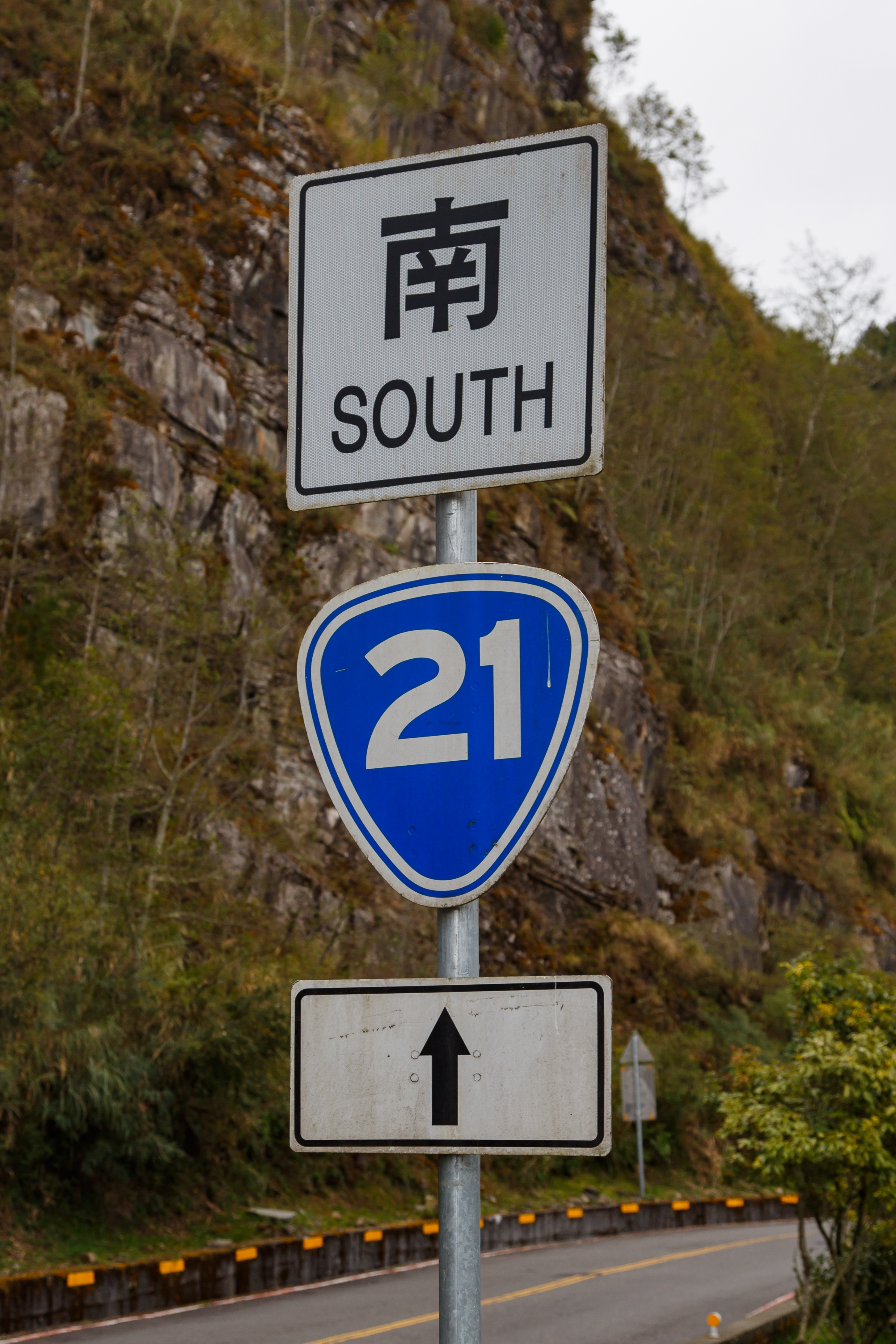
台21線南下直行(指8、指2及指11)
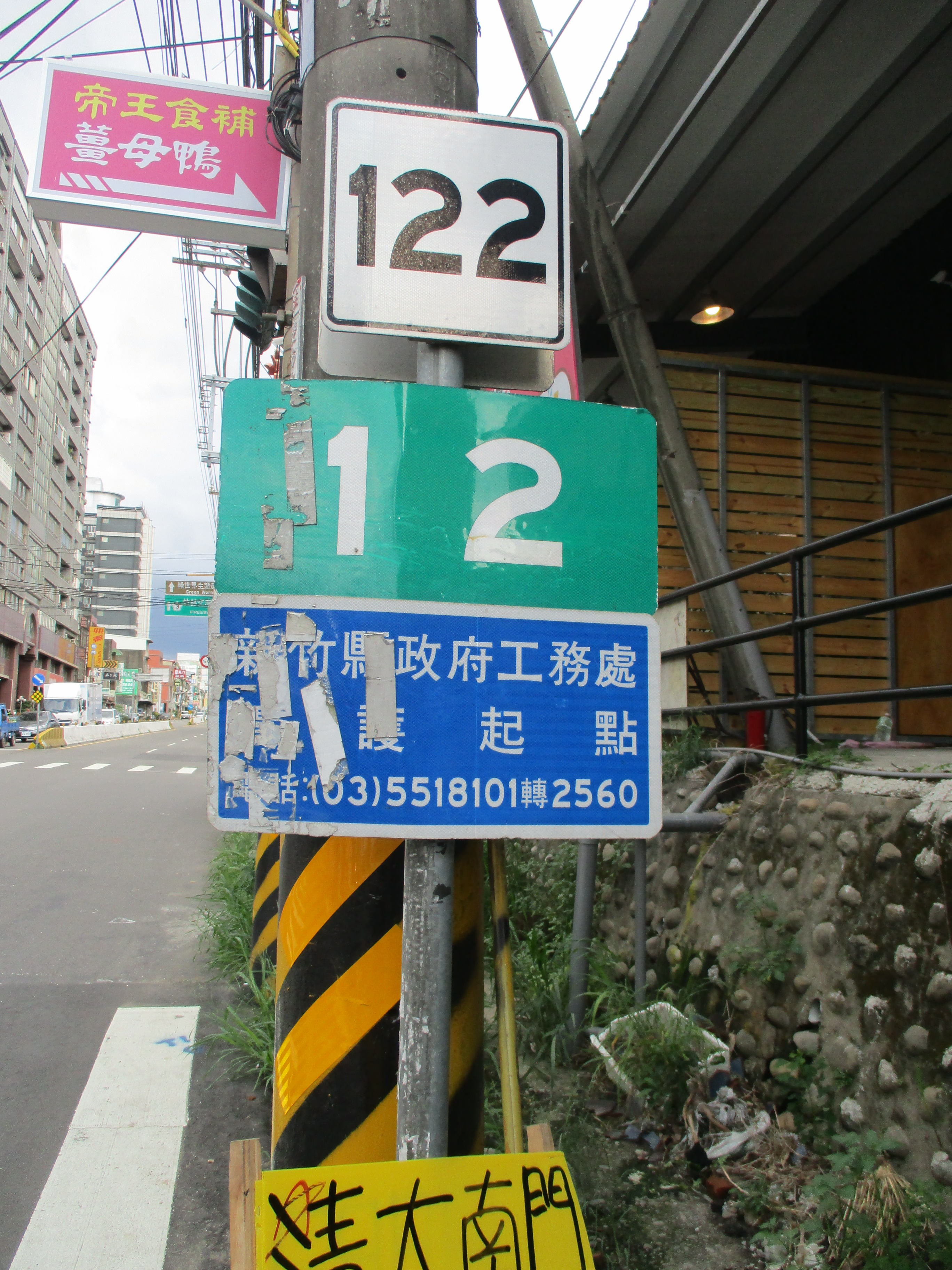
122縣道(指3)及里程牌(指45)
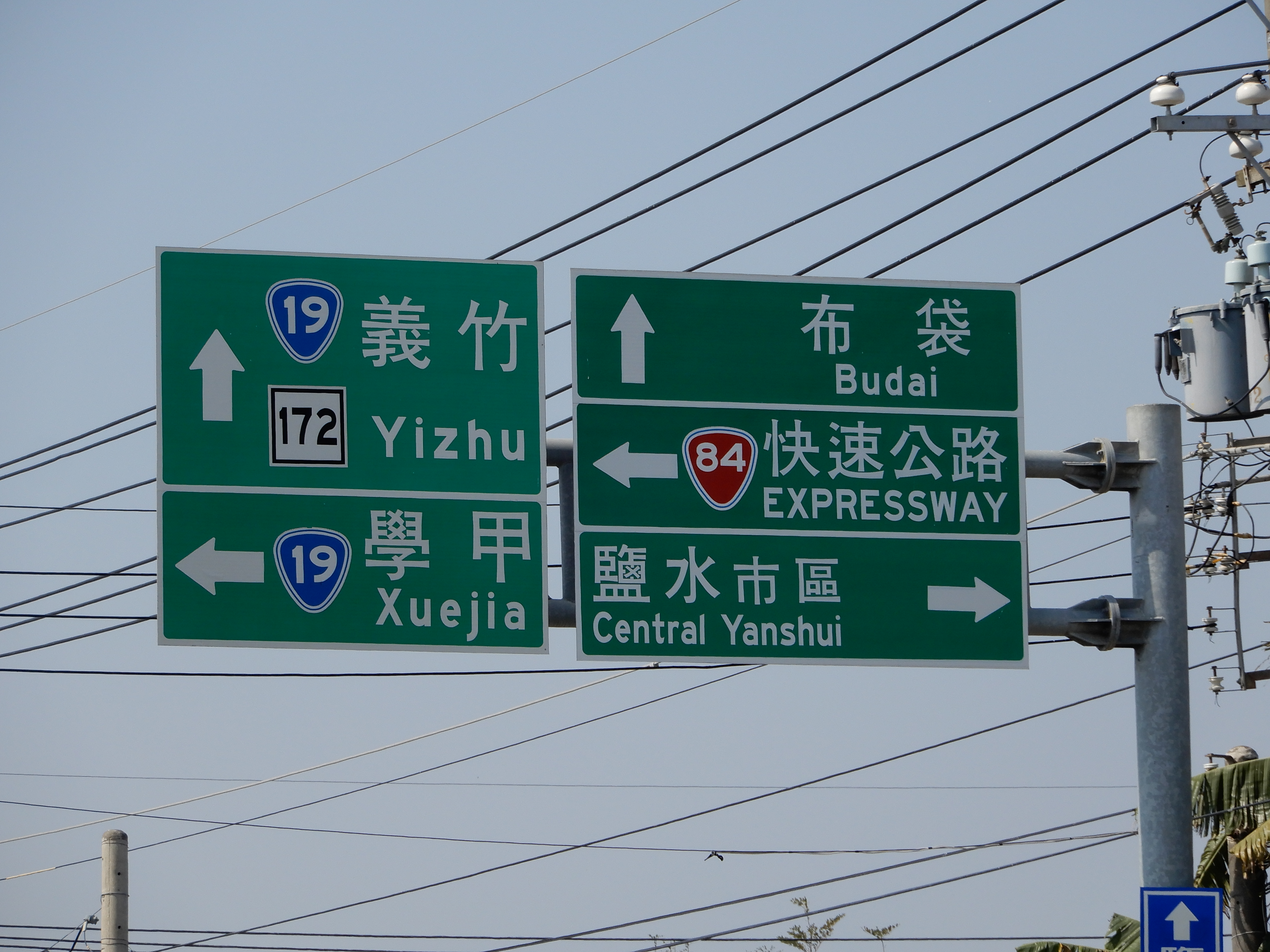
地名方向指示(指22.2)
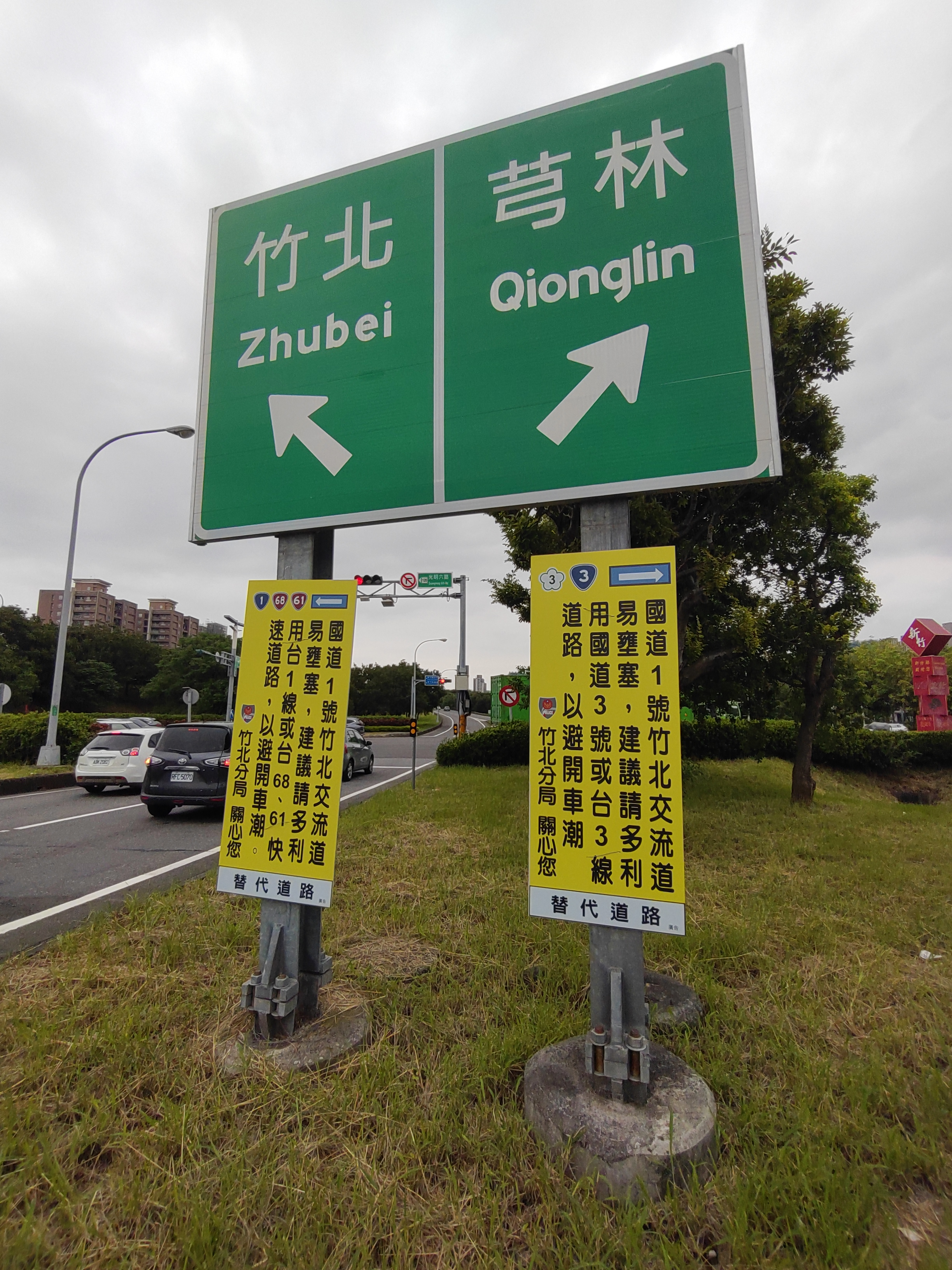
地名方向指示(指22.5)
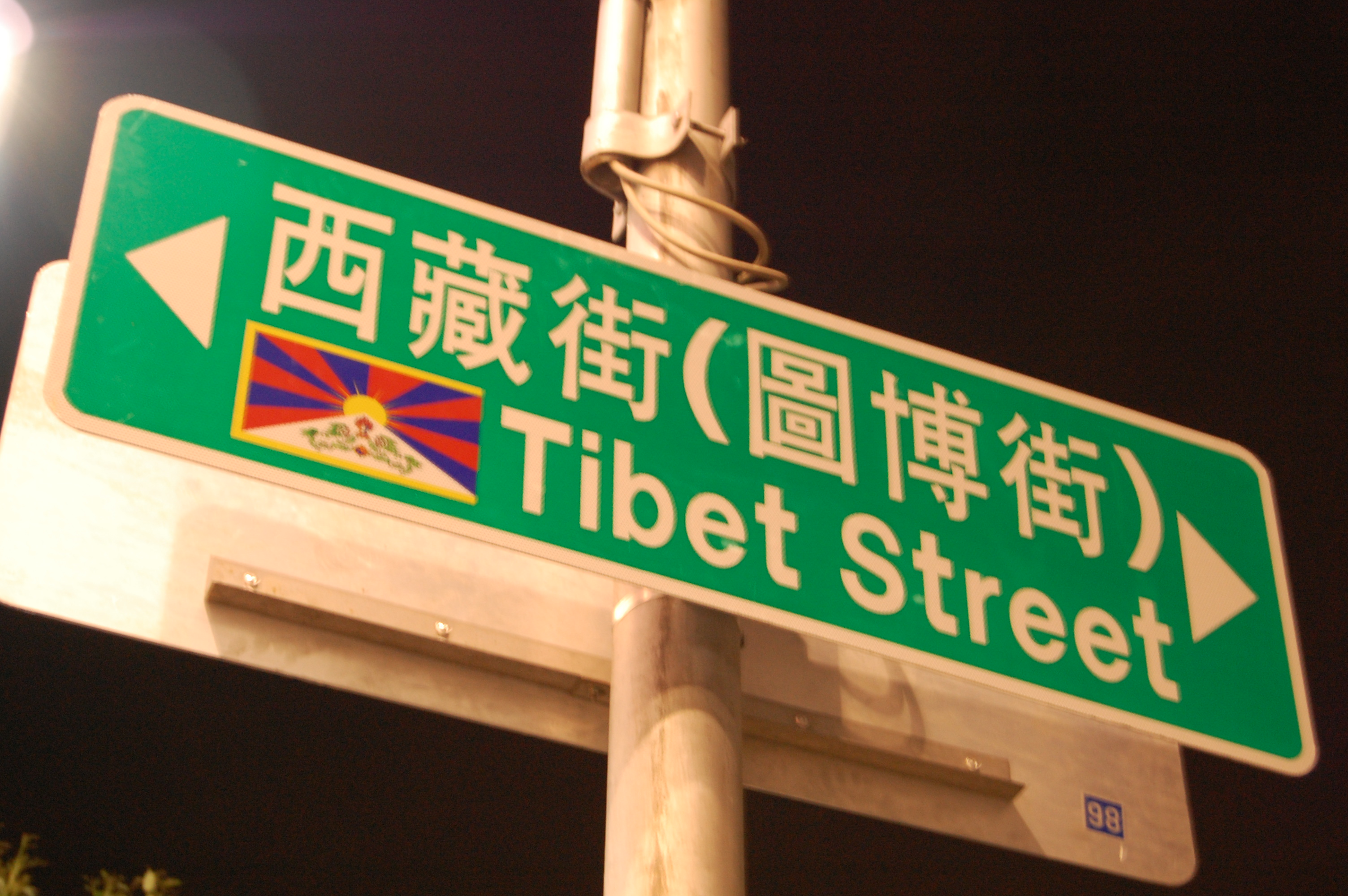
相交道路名稱(指25)
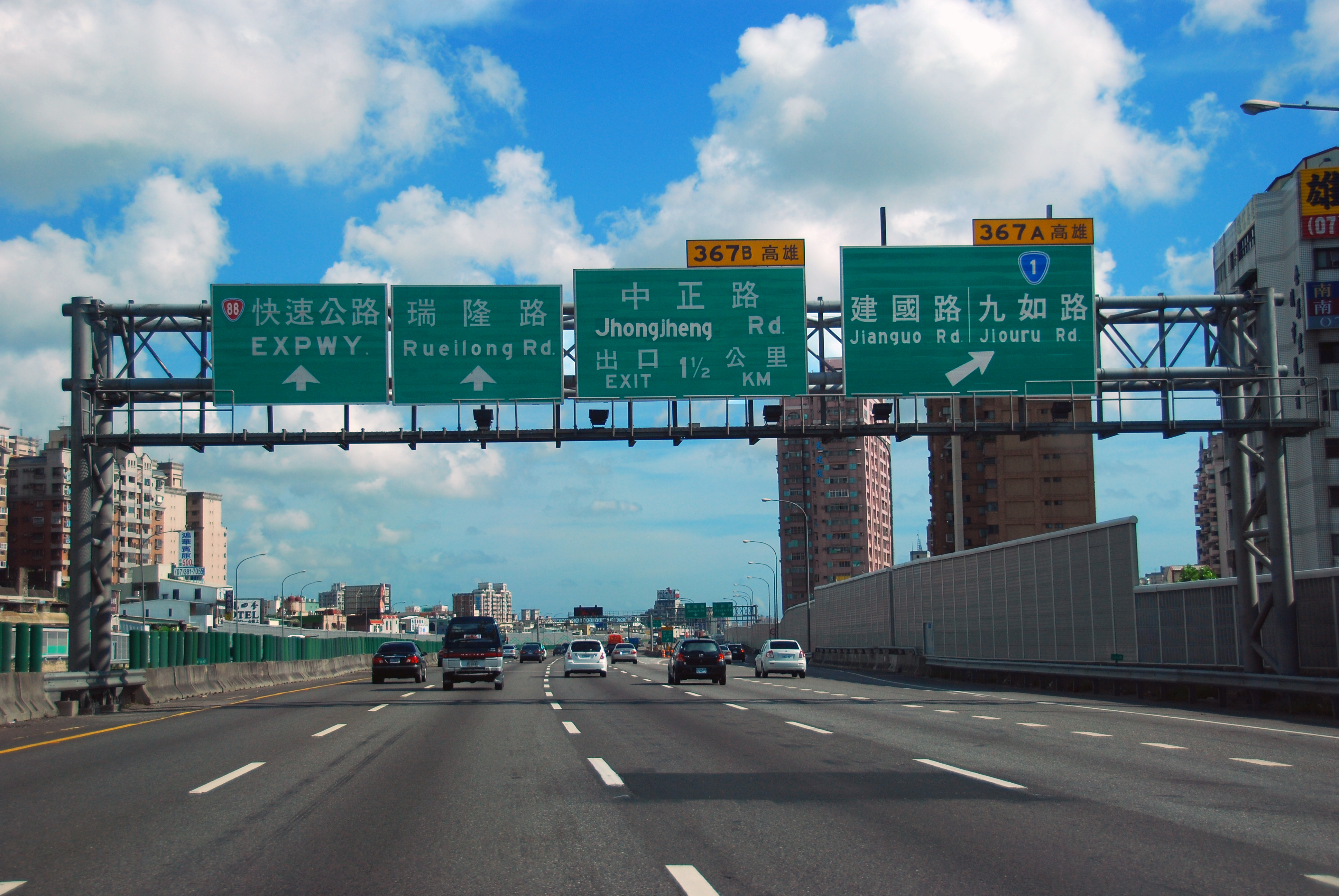
通達地點行駛車道(指29)及出口地點預告(指31及指33)
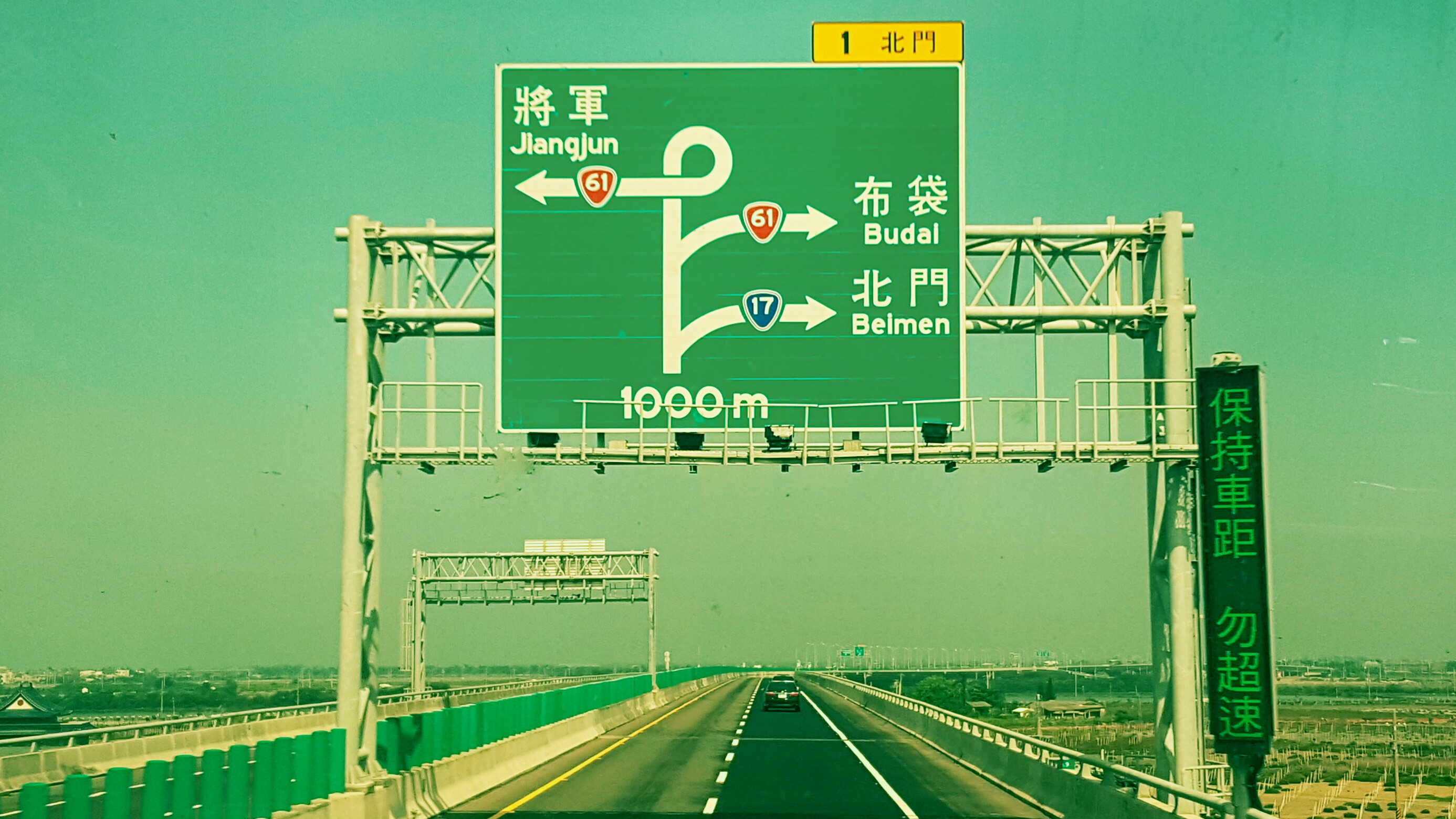
交流道名稱-北門(指36)及出口地點預告(指33.1)
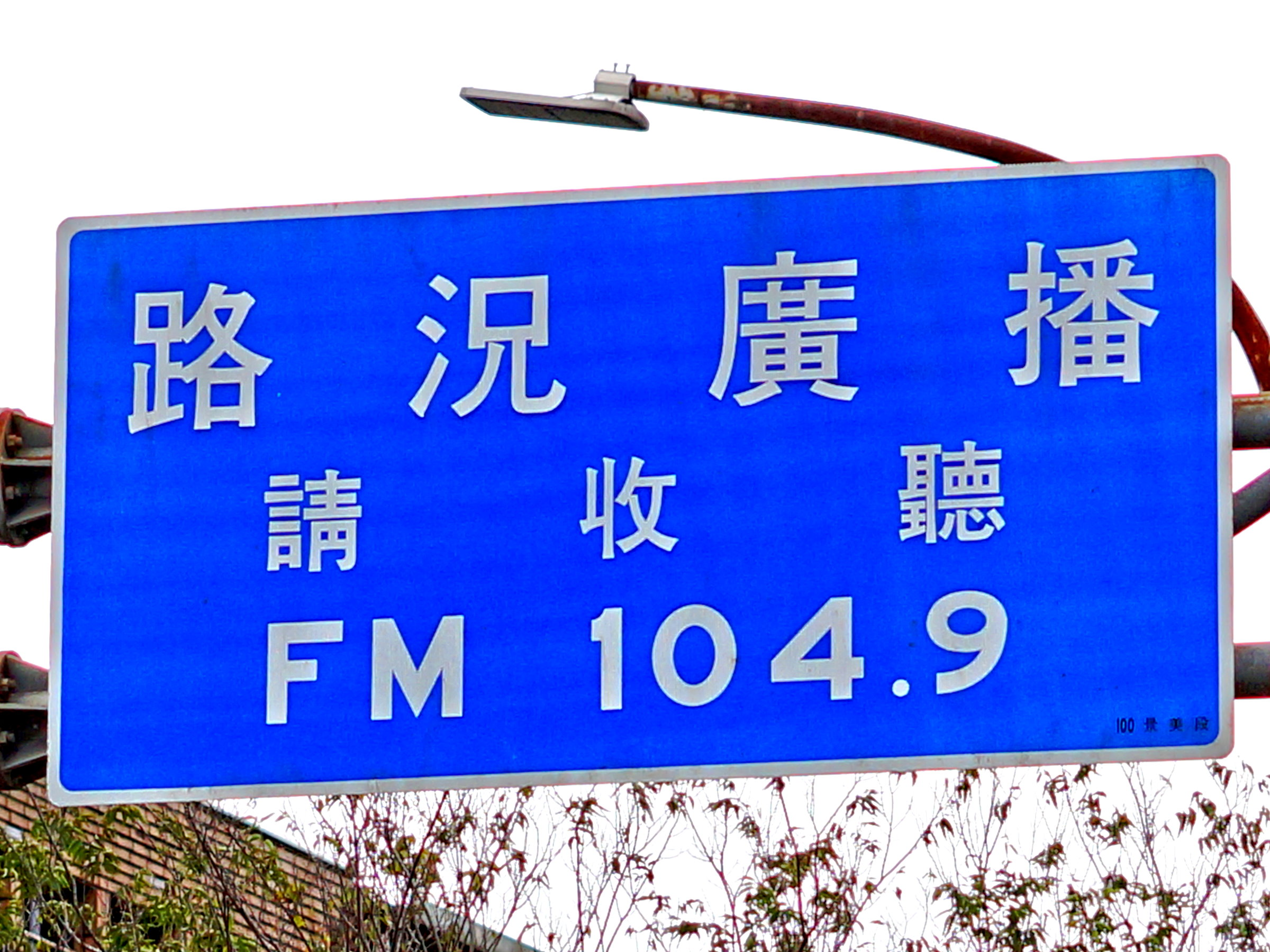
路況廣播(指43)
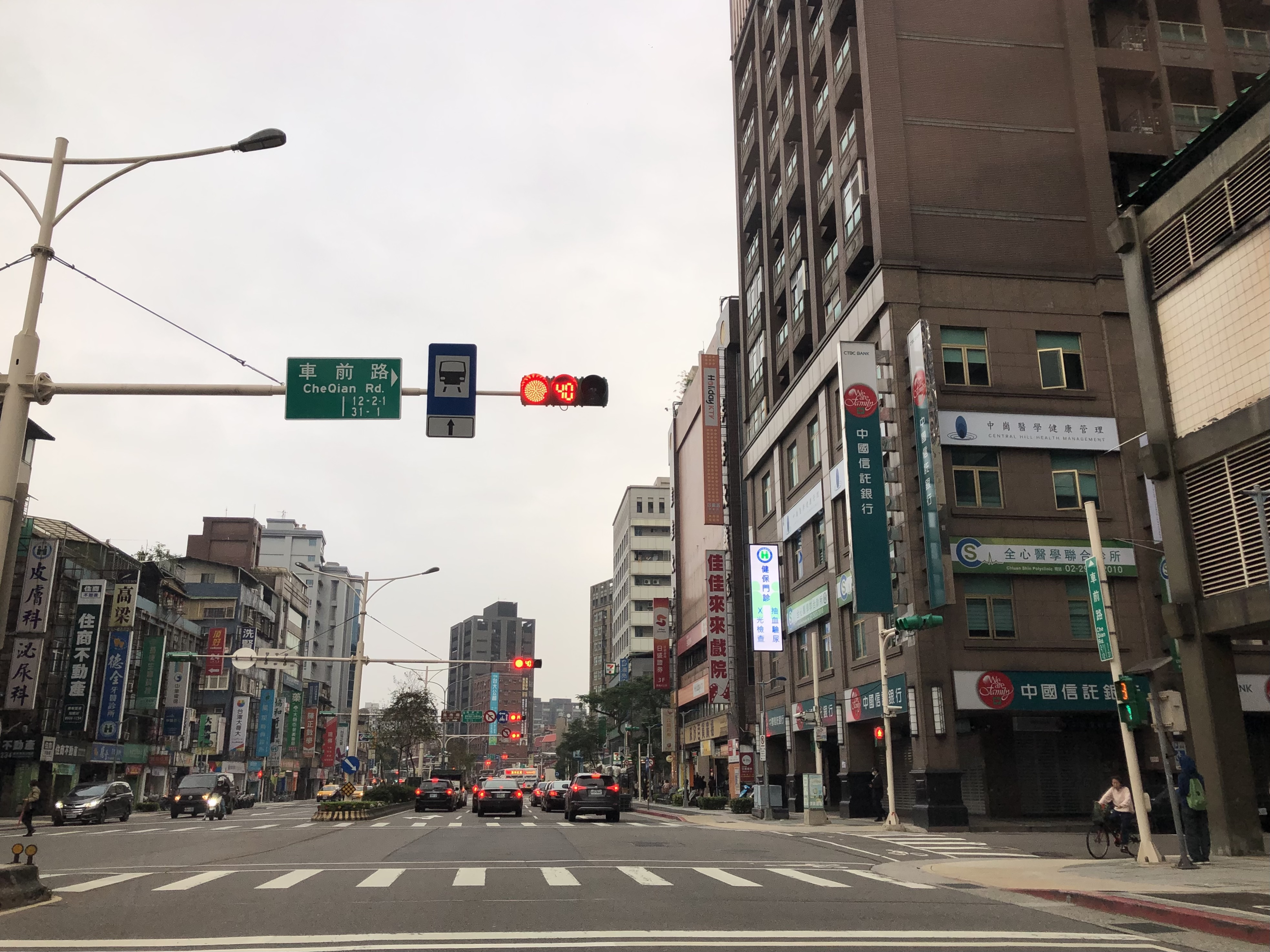
道路名稱(指25)、捷運車站在直行方向(指53及指11)
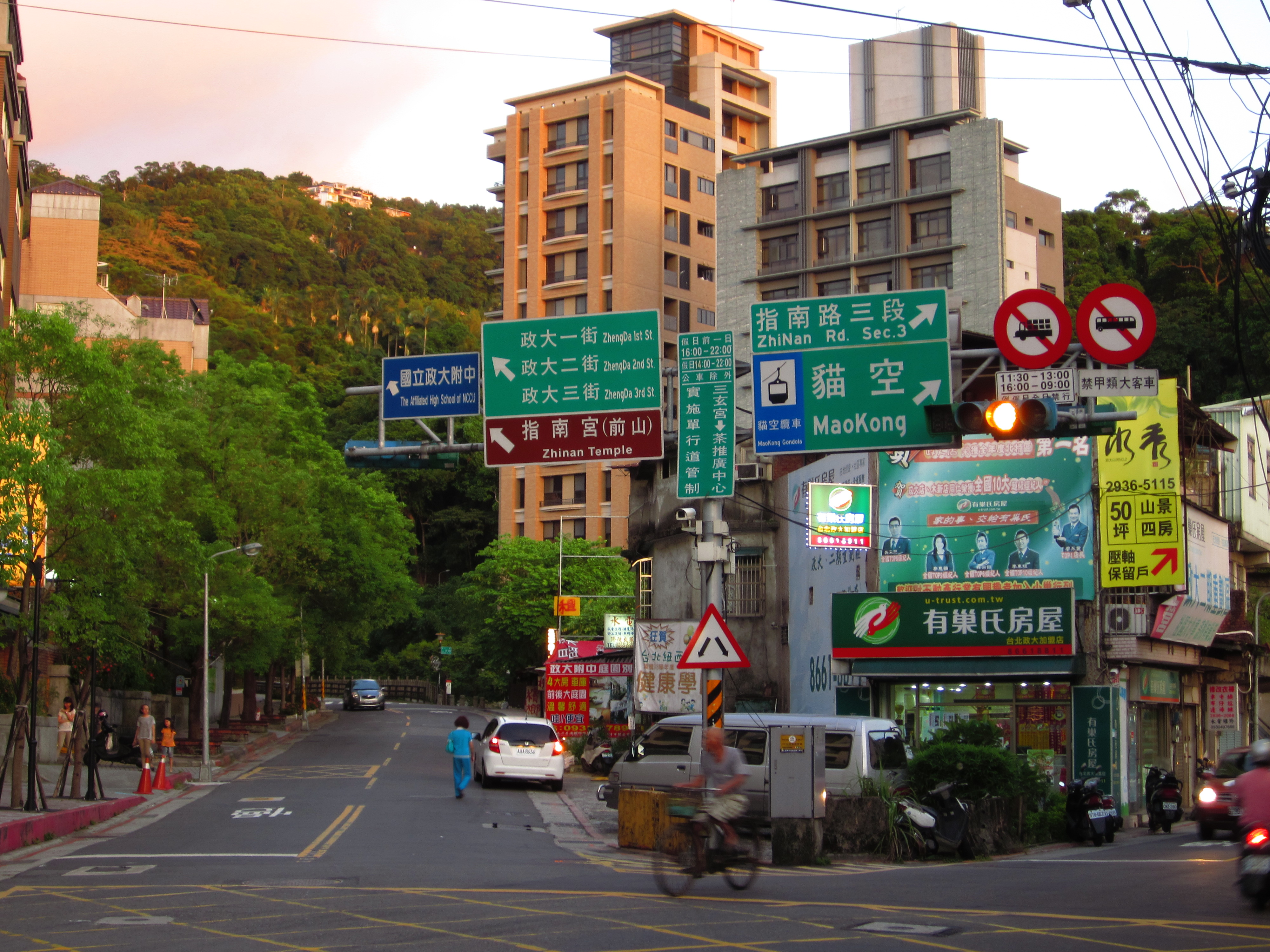
政府機構(指53-1)、觀光遊樂地區方向(指0)、行車指示性質告示牌、纜車站(指53-5.1)及地名方向指示(指22.2)
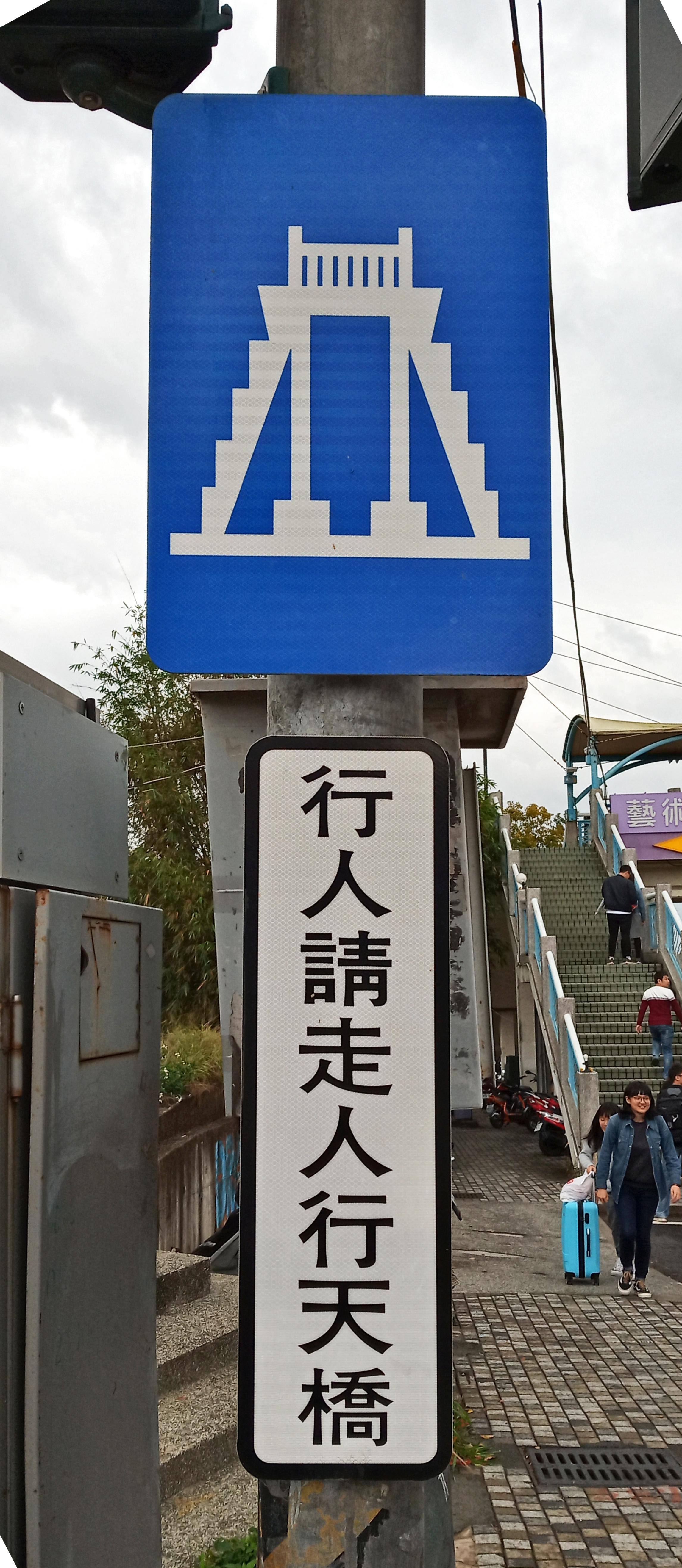
人行天橋(指54)
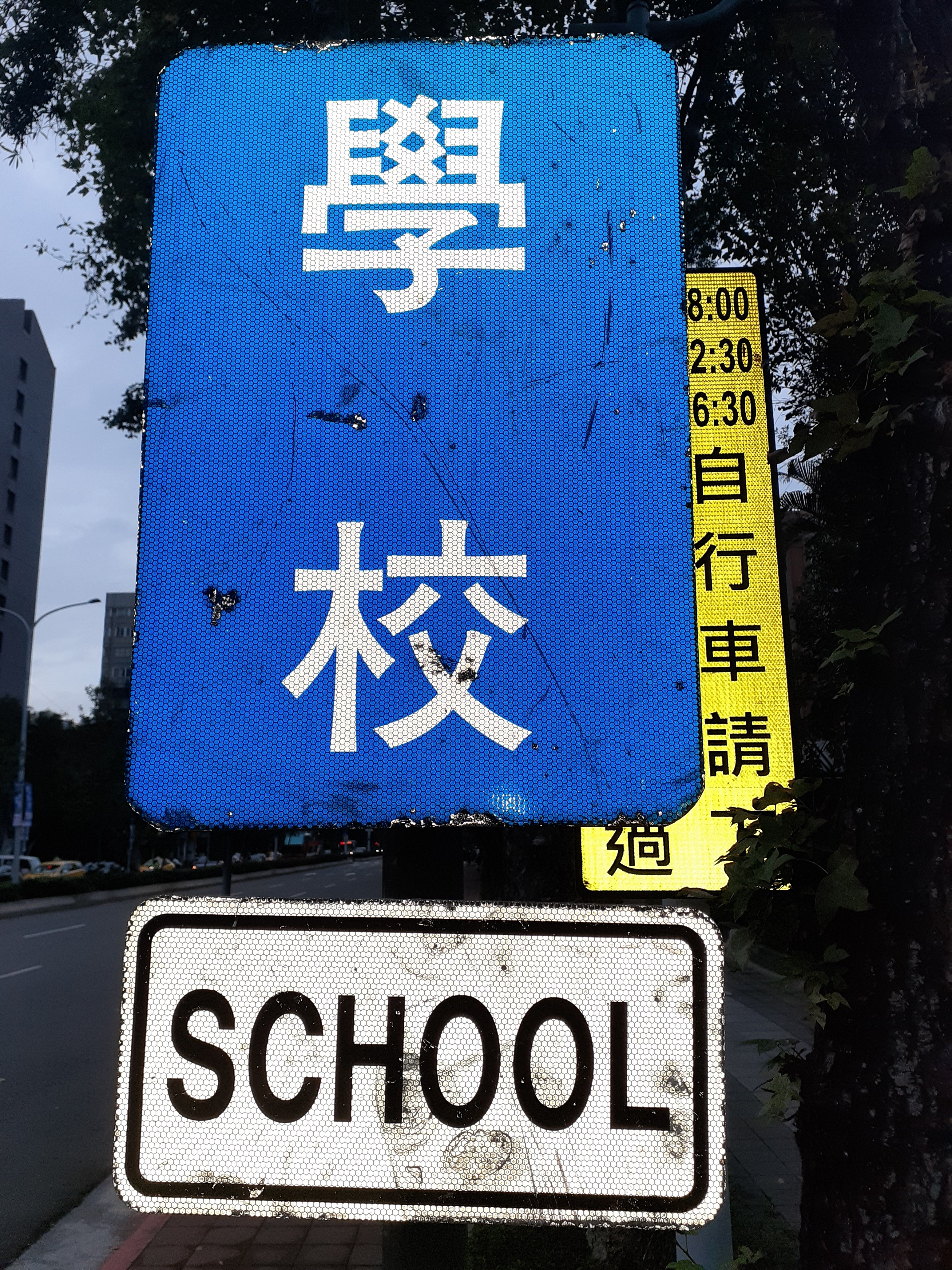
學校(指62)
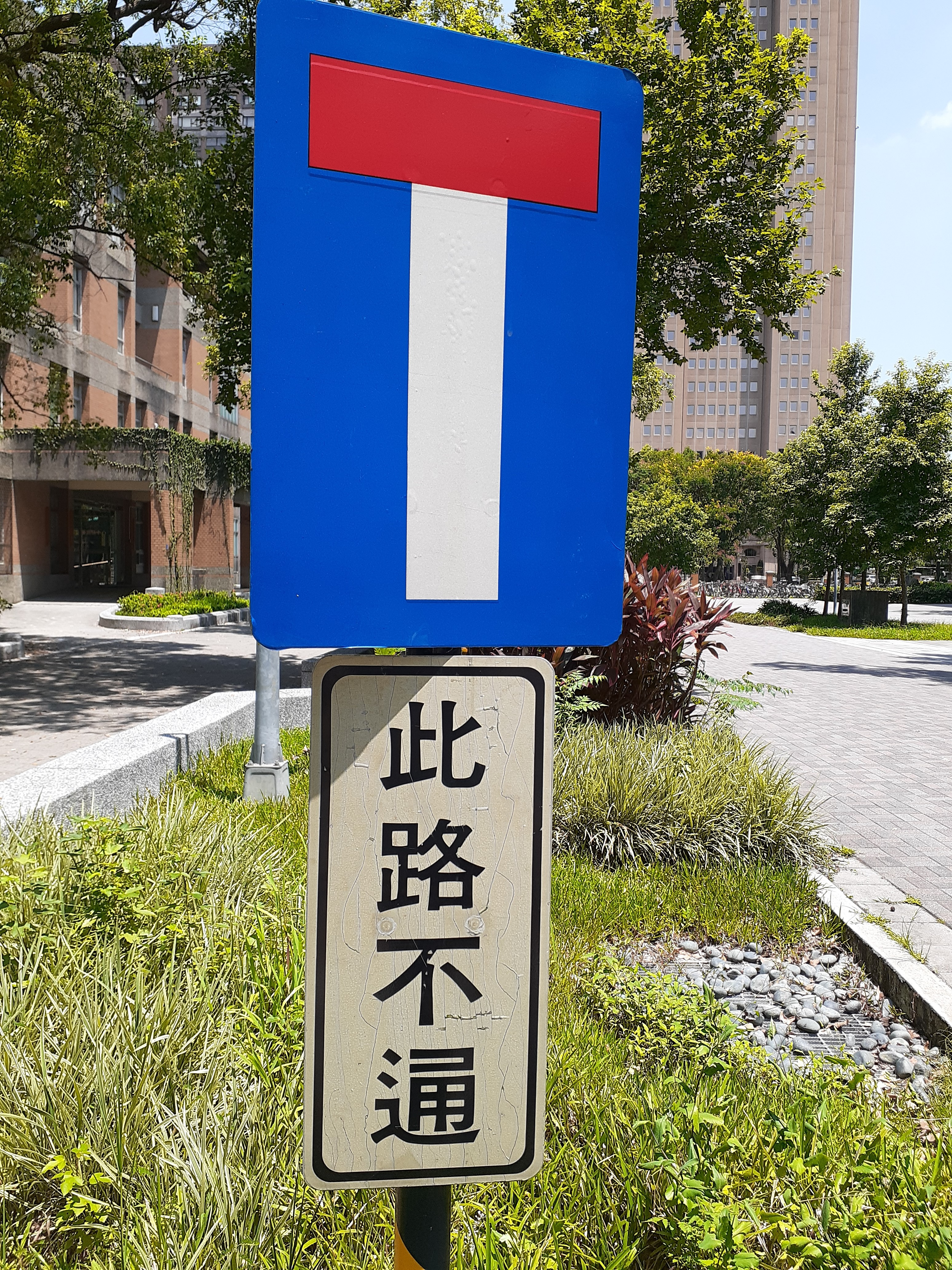
此路不通(指65)
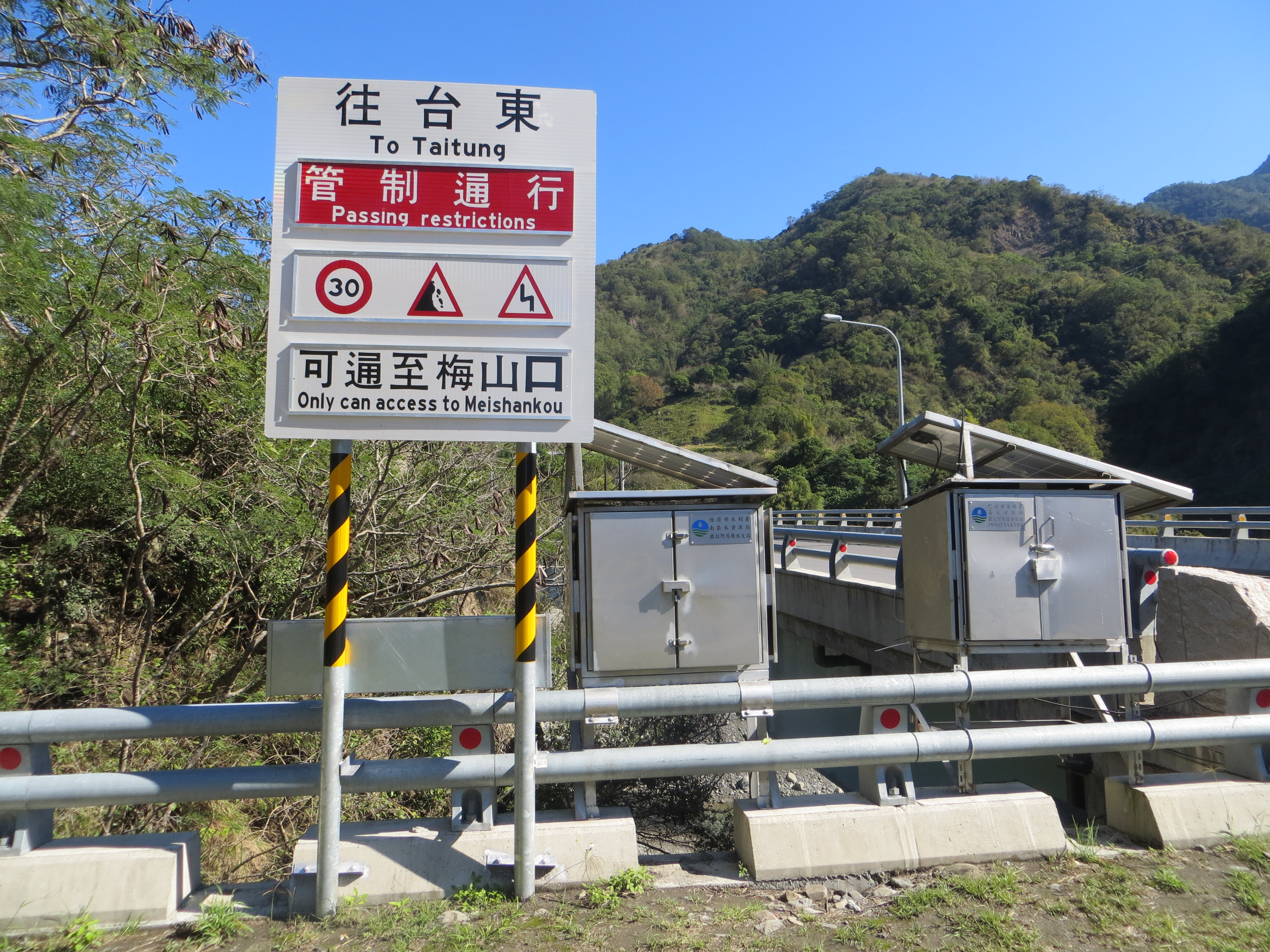
往台東道路通阻指示-路段管制通行，最高速限30公里，當心左側落石及連續彎道先向左，最遠得通至梅山口(指68)

### 輔助標誌

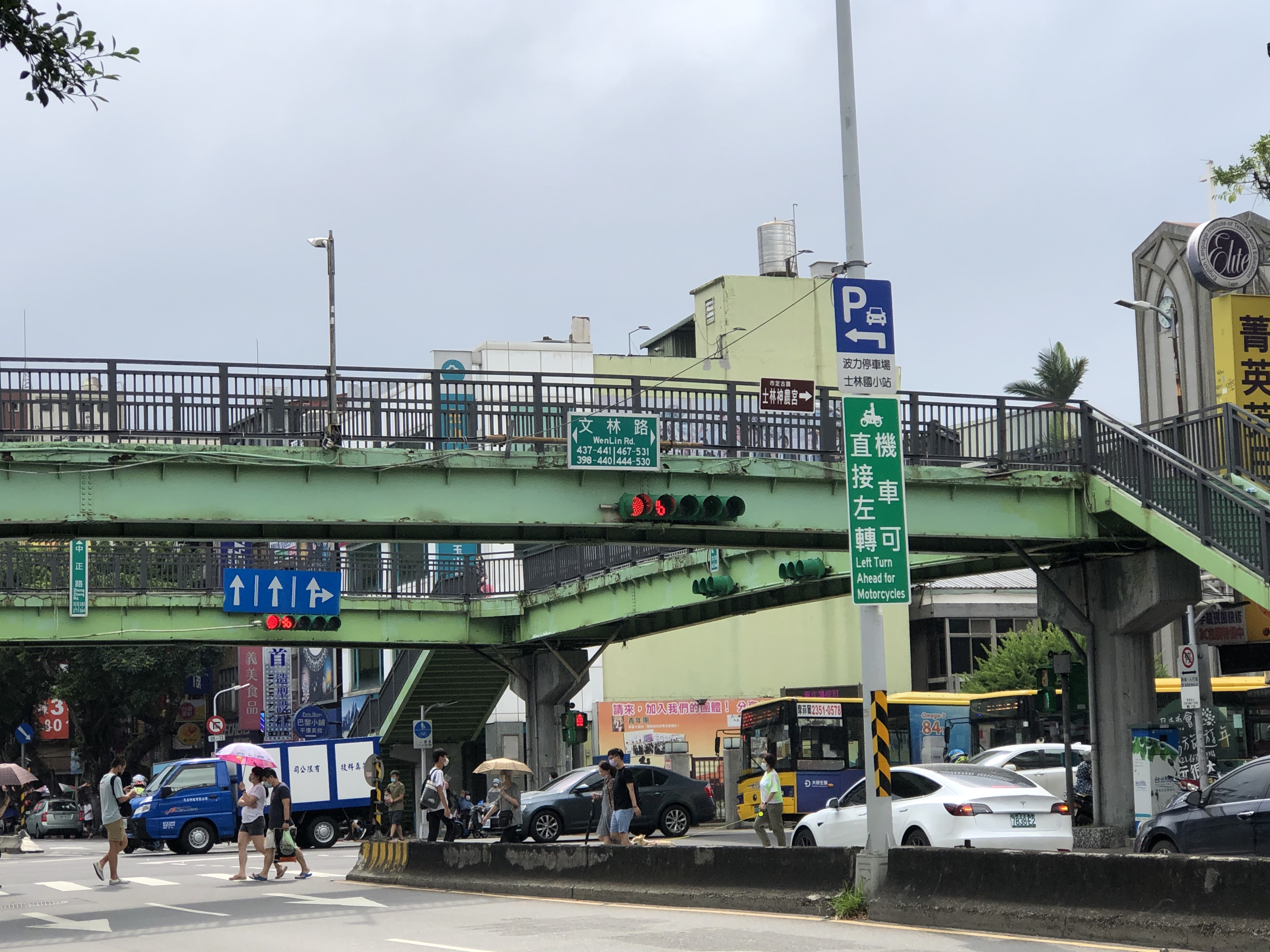
車道預告(輔1)及機車可直接左轉之行車指示性質告示牌
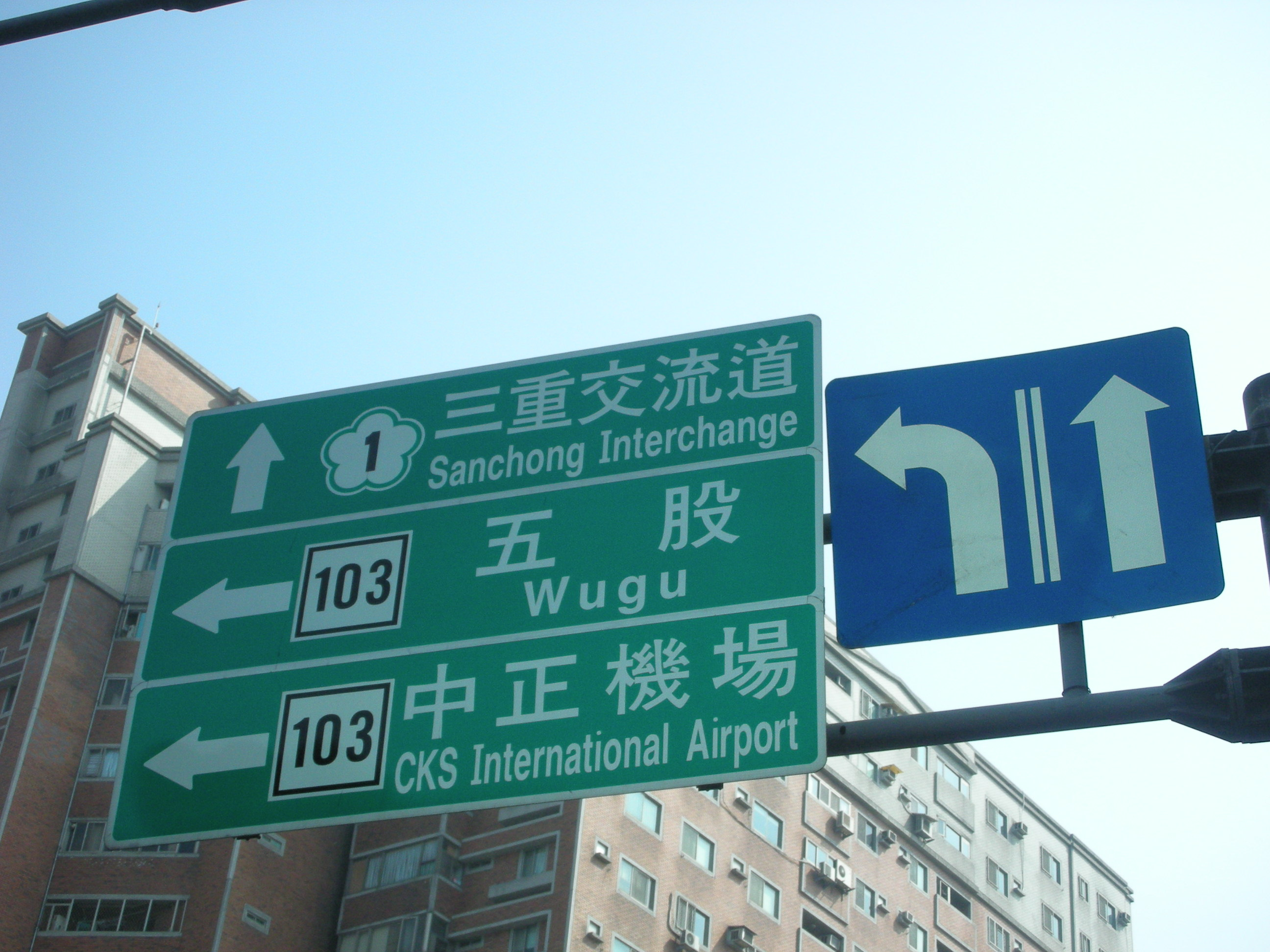
高速公路指引(指30.1)、地名方向指示(指22.2)及車道預告(輔1)
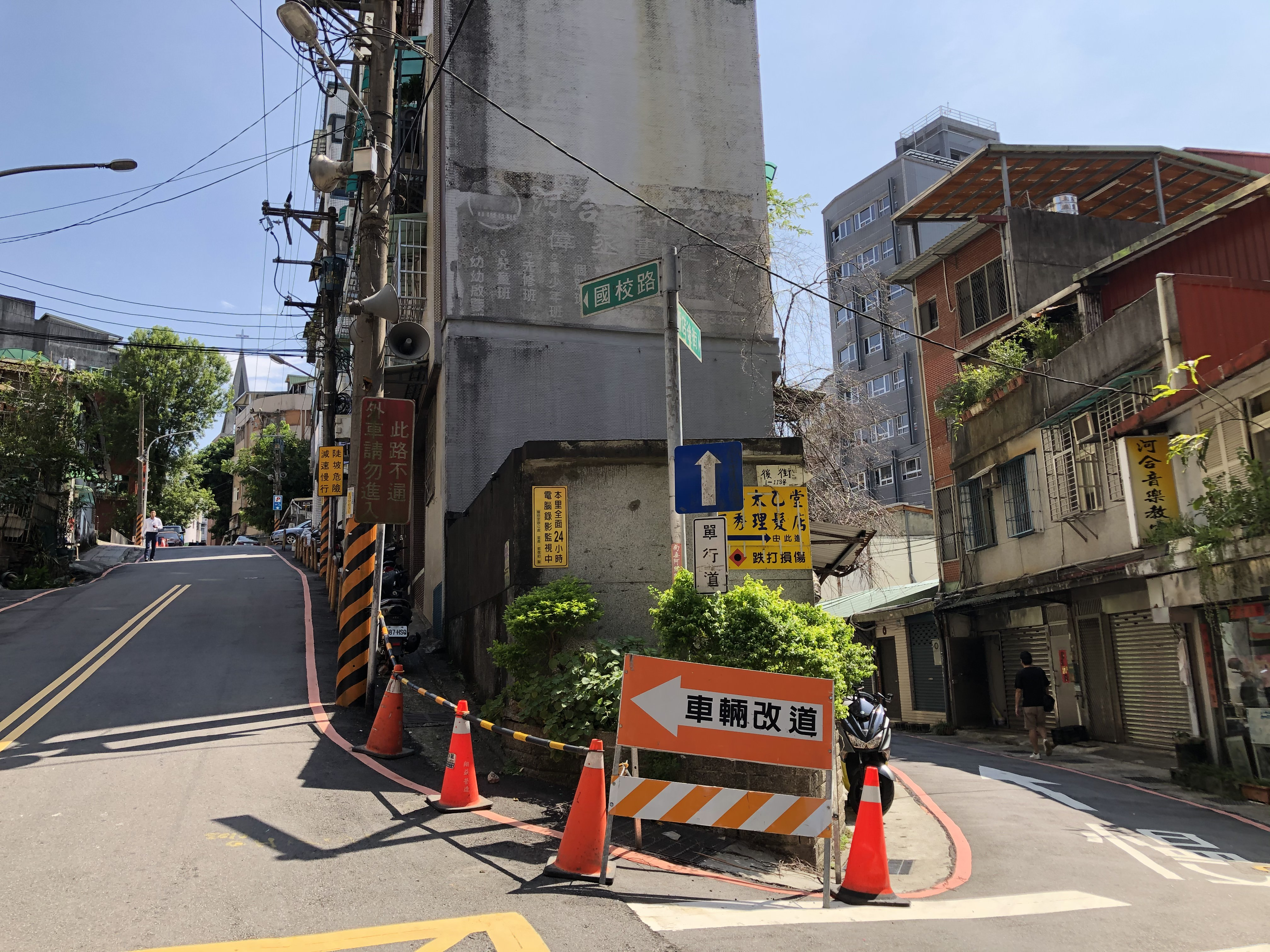
單行道(遵17)及車輛向右改道拒馬(拒7)
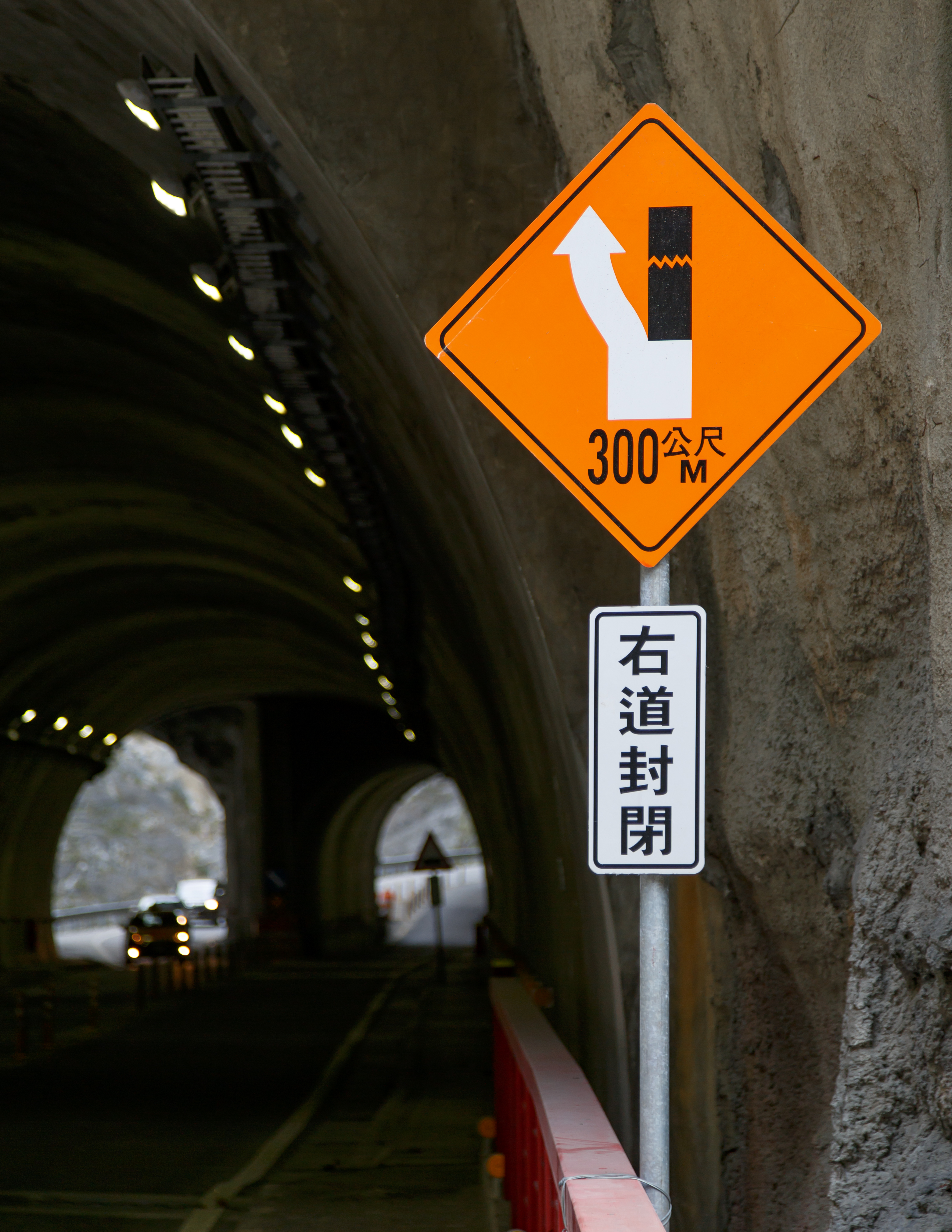
前方右道封閉(施11)